# Rugby à XV
Pour les articles homonymes, voir Rugby et XV.
Le rugby à XV , aussi appelé rugby union dans les pays anglophones, qui se joue par équipes de quinze joueurs sur le terrain avec des remplaçants, est la variante la plus pratiquée du rugby, famille de sports collectifs, dont les spécificités sont les mêlées et les touches, mettant aux prises deux équipes qui se disputent un ballon ovale, joué à la main et au pied.
L'objectif du jeu est de marquer plus de points que l'adversaire, par des essais (donnant droit à des transformations), des buts de pénalité ou encore par des drops (coups de pied tombés dans le cours du jeu). L'essai vaut cinq points et sept s'il est transformé, le drop et le but (de pénalité) valent trois points chacun.
Le rugby à quinze est originaire d'Angleterre et s'est développé à la fin du XIXe siècle dans les pays anglo-saxons (Royaume-Uni, Irlande, Afrique du Sud, Australie, Nouvelle-Zélande) et en France. Au XXIe siècle, les principales compétitions internationales de rugby à XV sont, en Europe le Tournoi des Six Nations, dans l'hémisphère sud le Rugby Championship, et sur un plan mondial depuis 1987, la Coupe du monde.
L'International Rugby Board (IRB), créé en 1886 (devenu World Rugby en 2014), gouverne ce sport, en publie les règles, ainsi que le classement mondial des sélections nationales.

## Histoire

### Les origines

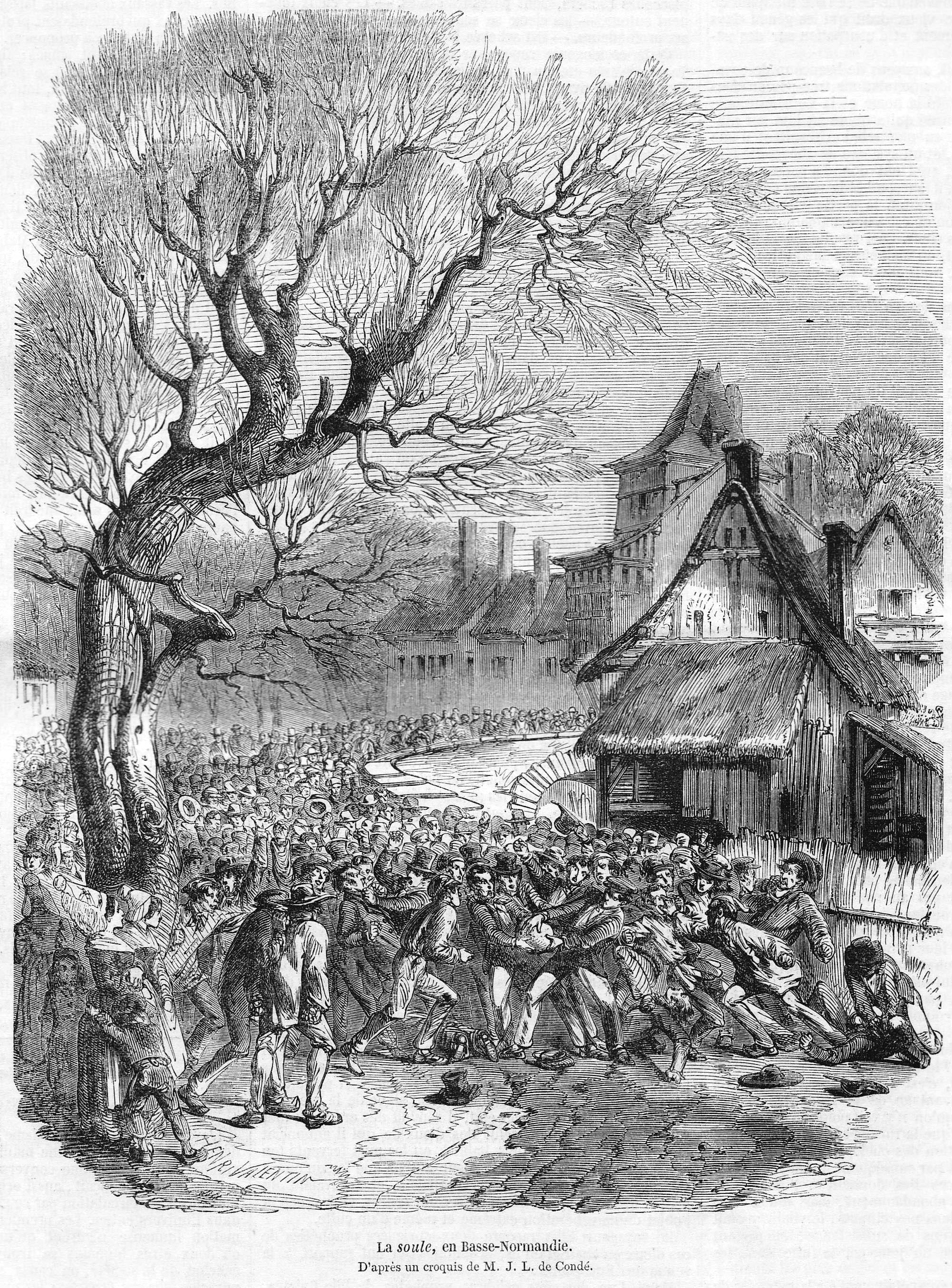
Soule en Basse-Normandie en 1852.

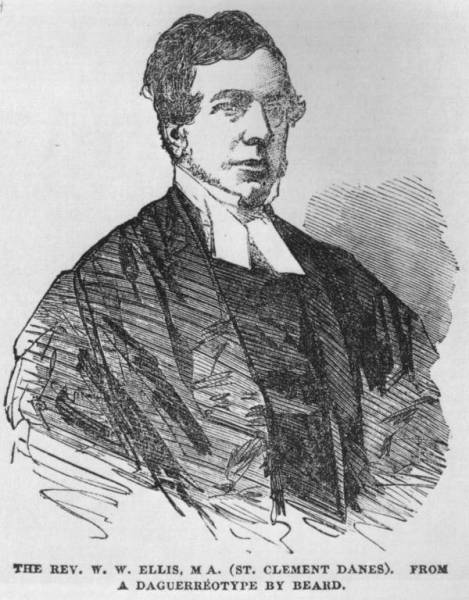
William Webb Ellis, le fondateur mythique.

Certaines études affirment que l'ancêtre du rugby est la soule (ou sioule), sport très pratiqué en France du Moyen Âge. La soule a en effet des caractéristiques communes avec le rugby, comme le knappan au pays de Galles, le hurling en Cornouailles et en Irlande, le calcio en Italie, qui sont joués à la même époque. Mais ces jeux se sont vite éteints à la fin du XVIIIe siècle, au contraire du folk football qui a trouvé refuge dans les collèges anglais. La variante originale a été inventée sur le terrain du principal collège de la ville de Rugby (Angleterre). La légende veut qu'au cours d'une partie de football à la mi-1823, William Webb Ellis, élève de ce collège (la Rugby School) et futur pasteur, porte dans ses bras le ballon derrière la ligne de but adverse alors que la règle est de le pousser au pied. En réalité, les origines du rugby sont bien plus complexes et s'inscrivent dans le contexte du développement de la pratique de sports « collectifs » dans l'éducation des public schools, notamment la Rugby School avec à sa tête le headmaster (directeur) Thomas Arnold, qui vise dans les années 1830 à éduquer les enfants des classes aisées (haute bourgeoisie et aristocratie). Cet éducateur britannique s'appuie alors sur les sports athlétiques, notamment le futur football rugby, pratique populaire lors des fêtes des campagnes et dont les valeurs viriles et guerrières doivent permettre à ces jeunes de pouvoir se maîtriser dans un affrontement violent, de fortifier leur corps pour mieux pouvoir le soumettre à la morale victorienne. Cette pédagogie doit également leur apprendre à diriger les institutions et entreprises. Cette pratique sportive d'Arnold se diffuse progressivement dans d'autres écoles grâce aux élèves et aux enseignants passés par Rugby.
Les collèges britanniques de l'époque pratiquent chacun un jeu de ballon dérivé de la soule, génériquement appelé « football ». Il y a pratiquement autant de formes de football que d'écoles. En effet, chaque collège a ses propres règles et le jeu au pied et à la main sont fréquents. Le geste de William Webb Ellis, de garder à la main le ballon, dans une phase de jeu qui ne le permet pas, a fait progressivement évoluer la règle du collège de Rugby. Mais avec l'apparition du chemin de fer, les collèges ne vont plus être isolés et des rencontres sportives vont devenir possibles. Il faut dès lors se mettre d'accord sur les règles à adopter. On voit ainsi dans les premières rencontres les matchs se dérouler selon la règle du collège qui reçoit. Mais très vite se fait sentir le besoin d'avoir des règles communes ou plus uniformes. Des querelles naissent entre les partisans d'un jeu favorisant le pied (dribbling) et ceux qui veulent plus utiliser les mains ou limiter un jeu jugé trop violent (le jeu de l'époque diffère de celui pratiqué aujourd'hui). De cette querelle naîtra la fédération anglaise de football (The Football Association) qui va gérer le football-association (association-football en anglais) se voulant l'association des différentes règles désormais concentrées en une seule, et le football de Rugby (Rugby-Football en anglais).

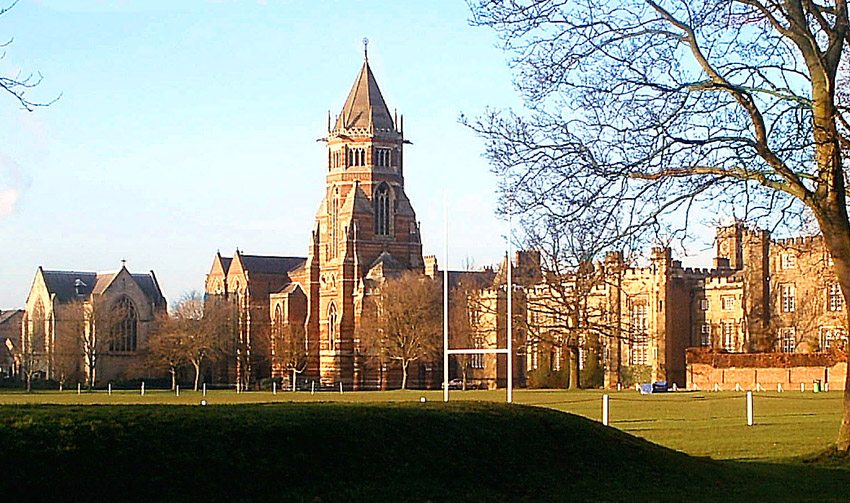
Rugby, ville anglaise du Warwickshire.

Cette pratique, qui fait désormais la particularité du football joué dans la Rugby School, autrement dit les Rugby School rules ou le football-rugby, sera codifiée pour la première fois en 1846 par les élèves, puis le 8 décembre 1863, à Cambridge, par les étudiants de cette université, tous anciens élèves de Rugby. Le « Rugby-Football » est né. L'écriture des règles permet la diffusion du jeu et le Dublin University Football Club, fondé en 1854, est le premier club au monde à pratiquer les Rugby School rules. Dès 1857, les règles sont exportées en Australie et le premier club, le Sydney University Football Club, y est fondé en 1863.

### Fondation du jeu moderne
En 1871, pour se démarquer définitivement du football-association géré par « The Football Association », est créée la première fédération nationale : la Rugby Football Union (RFU). L'année 1871 voit aussi l'Écosse et l'Angleterre s'affronter le dimanche 27 mars 1871. C'est la première rencontre internationale jamais disputée. Elle a lieu à Raeburn Place, situé à Édimbourg (Écosse). L'Écosse l'emporte, avec le barème de l'époque, par 1 à 0 devant 4 000 personnes,.

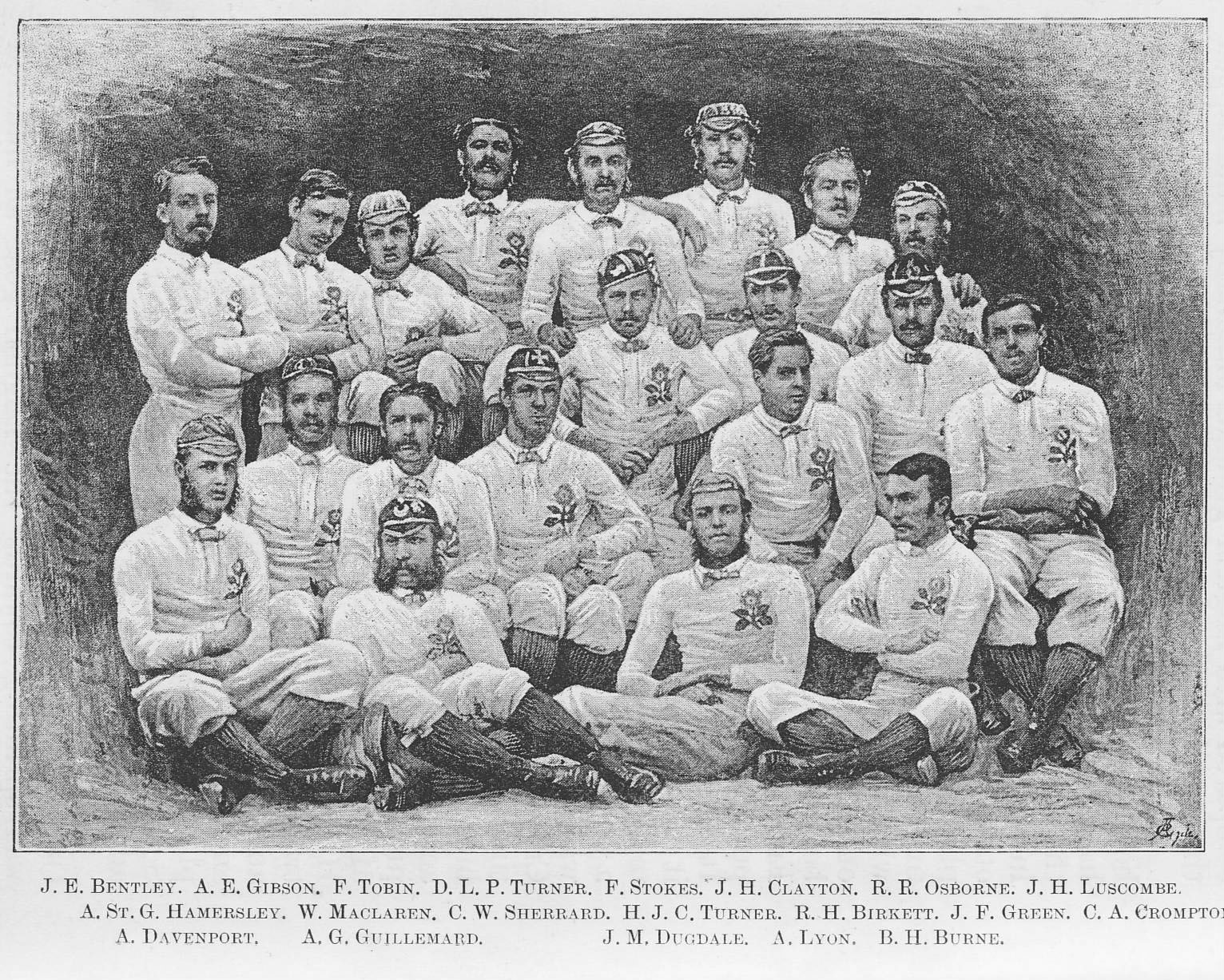
L'équipe anglaise du premier match Écosse - Angleterre, le 27 mars 1871.

Le terrain de Raeburn Place est un stade de cricket car la fédération écossaise de rugby n'a pas encore de stade destiné au rugby. Il est disputé par deux équipes de vingt joueurs, en deux périodes de cinquante minutes. Les Écossais gagnent le match par un essai et un but marqués contre un essai pour les Anglais.

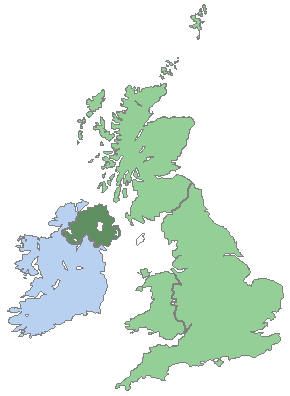
Carte de la Grande-Bretagne et de l'Irlande.

Progressivement, la RFU adopte différentes règles pour améliorer le jeu, comme la suppression de certains coups dangereux — plus particulièrement le hacking (la possibilité de porter un coup intentionnellement à un joueur qui porte le ballon avec la main) —, l'autorisation de la passe à la main en 1875 et la diminution du nombre de joueurs de vingt à quinze, comme solution aux matchs trop fermés, une initiative des Écossais acceptée par la RFU pour la saison 1876-1877.
Peu à peu, le football-rugby, jusque-là réservé aux élites au travers des public schools, gagne toutes les couches sociales. Dans les années 1880 se pose la question du professionnalisme à l'image du joueur de Wakefield, Teddy Bartram, premier joueur de l'histoire de rugby à XV professionnel. Ce dernier se voit par la suite interdit à vie de pratique de rugby à XV pour professionnalisme. A contrario, le football-association adopte le professionnalisme en 1885. Cette décision de garder l'amateurisme crée une scission au sein du rugby. Dès 1891, soit un an après la création de l'International Rugby Board (fédération internationale de rugby), instance chargée de la gestion du sport en question et de ses règles, les clubs du Nord de la Grande-Bretagne réclament une aide pour rembourser aux ouvriers le temps de travail perdu à cause des matchs disputés le samedi, jour ouvré, mais la RFU refuse. Après plusieurs tentatives, la Northern Rugby Football Union, d'abord une copie professionnelle de la RFU, est créée le 27 août 1895, elle est à l'origine de la création du rugby à XIII.
La revanche entre les équipes d'Écosse et d'Angleterre a lieu sur le terrain de ces derniers, à l'Oval de Londres. L’Angleterre remporte le match par 8 à 3 (les Anglais inscrivent trois essais, une transformation et une pénalité, et les Écossais marquent un drop goal). Le match suivant entre les deux nations se déroule au Hamilton Crescent de Glasgow, il se termine sur un partage des points. Les deux nations se rencontrent à nouveau, le lundi 23 février 1874, et voit un succès anglais 3 à 1.
L'Irlande débute sur le plan international en rencontrant l'Angleterre en 1875 (défaite 7 à 0 des Irlandais) (voir Angleterre-Irlande en rugby à XV). Le Pays de Galles débute un peu plus tard avec des matchs contre l'Angleterre en 1881, l'Irlande en 1882 et l'Écosse en 1883.
Ce n'est qu'en 1884 que ces quatre équipes se rencontrent toutes pendant la même saison, en effet il manque un match à l'édition de 1883 pour que le Tournoi soit complet. Les éditions de 1885, 1887 et 1889 ne sont pas terminées, à la suite de disputes entre fédérations.
Les Anglais sont exclus des éditions de 1888 et 1889 du Tournoi en raison de leur refus de rejoindre l'International Rugby Board,.

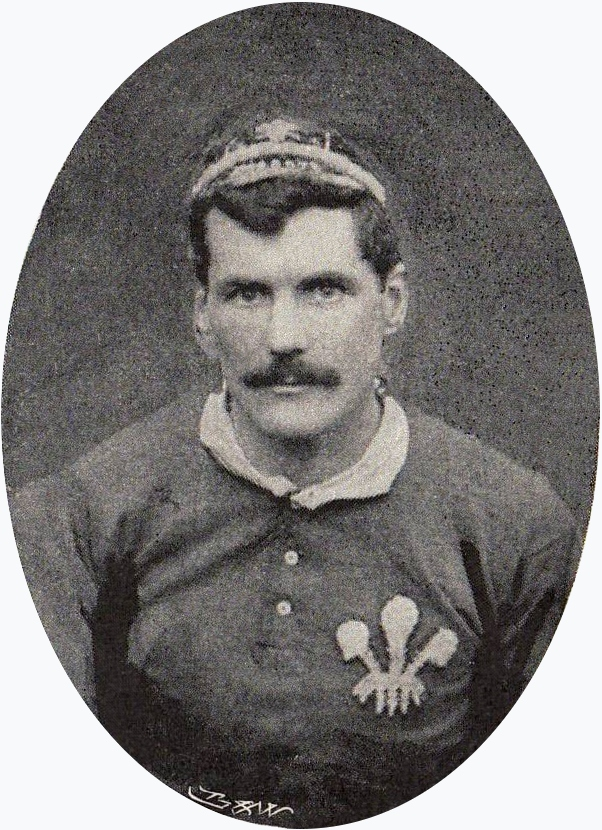
Arthur Gould
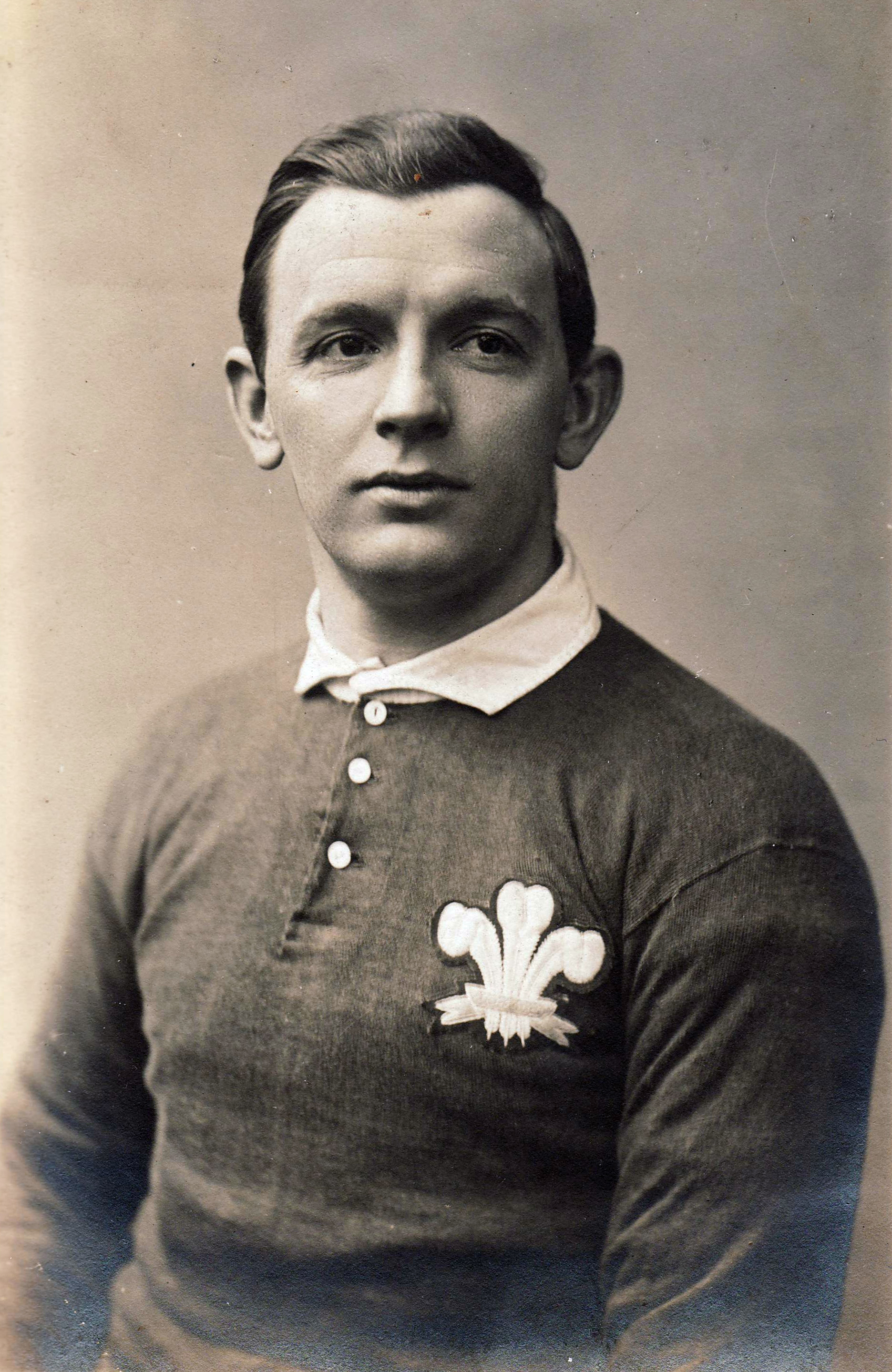
Philip Hopkins
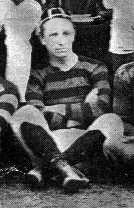
Charles Newman

### Le développement
Pendant cette période, les équipes britanniques s'ouvrent à de nouveaux horizons : premières rencontres internationales contre l'Afrique du Sud, l'Australie, la France et la Nouvelle-Zélande.

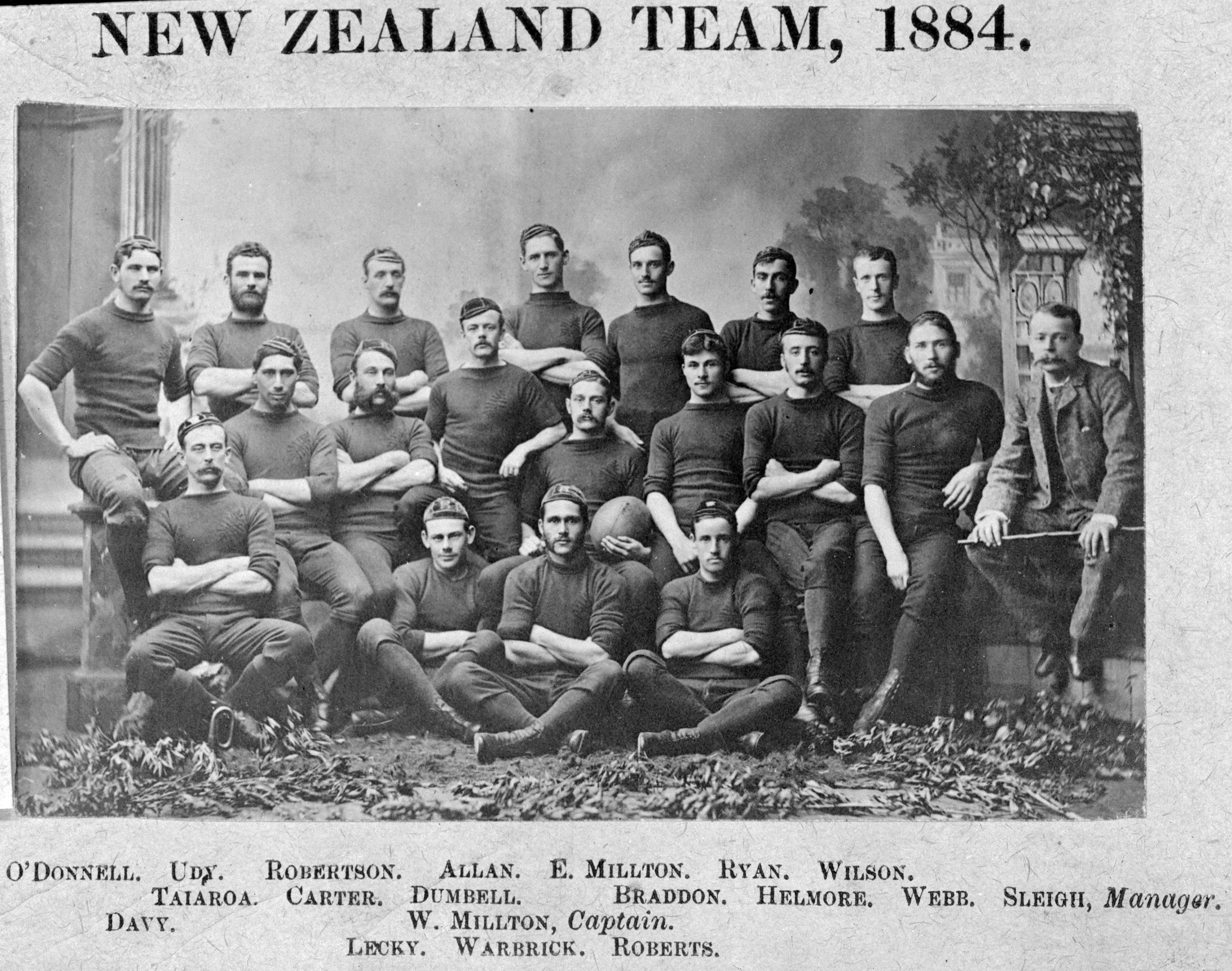
L'équipe néo-zélandaise de 1884.

Le rugby est introduit en Nouvelle-Zélande par Charles John Monro à la fin des années 1860. Monro avait découvert le rugby pendant ses études au Christ’s College Finchley, en Angleterre. Le premier match de rugby en Nouvelle-Zélande se déroule le 12 septembre 1870, il oppose les équipes de Nelson et de Wellington dans la ville de Petone. La première fédération néo-zélandaise, la Canterbury Rugby Football Union, est créée en 1879.
Les équipes de clubs néo-zélandais disputent leurs premiers matches internationaux en 1882 à l’occasion de la tournée en Nouvelle-Zélande de l’équipe australienne de la Southern Rugby Union (l’actuelle New South Wales Rugby Union). L’équipe visiteuse joue contre des clubs d’Auckland à deux reprises, puis deux fois contre Wellington et une fois contre Canterbury, Otago & West Coast et North Island.

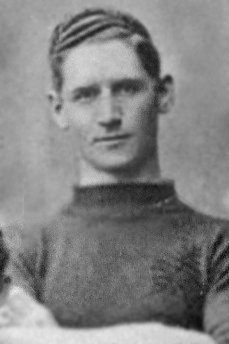
James Allan, le premier international néo-zélandais en 1884.

Les Australiens remportent quatre matches et en perdent trois. En 1884, une équipe de Nouvelle-Zélande fait pour la première fois une tournée à l’étranger, en Nouvelle-Galles du Sud, elle joue huit matches et les remporte tous.

La première tournée d’une équipe britannique en Nouvelle-Zélande a lieu en 1888, les Lions britanniques jouent en Australie et en Nouvelle-Zélande. Cette tournée des Lions est organisée par deux joueurs de cricket, Arthur Shrewsbury et Alfred Shaw, qui recrutent principalement des joueurs du Nord de l’Angleterre et de l’Écosse. Cette tournée n’a pas le soutien de la fédération anglaise car l’organisation de la tournée est faite par des entrepreneurs privés, en contradiction avec la règle d’amateurisme imposée par la fédération anglaise, et de ce fait aucun test n’est disputé

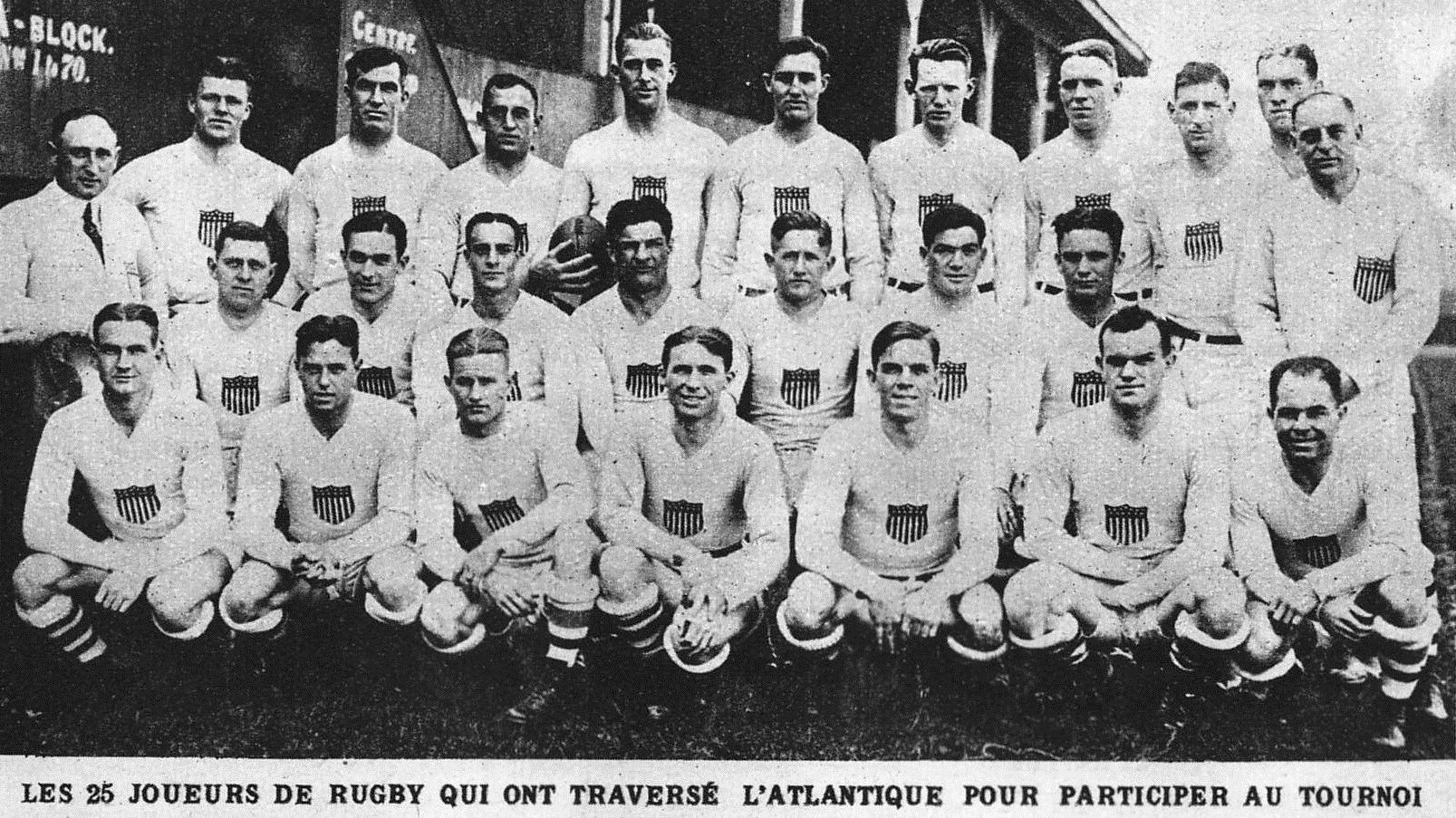
Le XV des États-Unis bat le XV de France pour la médaille d'or des Jeux olympiques de 1924.

Alors qu'il avait été arbitre pour la première session officielle du championnat de France de rugby à XV en 1892 remporté par le Racing Club de France, le baron Pierre de Coubertin l'inscrit au programme des Jeux olympiques de 1900, le titre étant remporté par une équipe parisienne, vainqueur de deux équipes de club représentant l'Angleterre et l'Allemagne. Mais l'IRB se retire après les Jeux de 1924 à l'issue d'une finale jouée dans un esprit « fort peu olympique ».
Une équipe représentant la Nouvelle-Zélande fait une tournée en Grande-Bretagne en 1905, elle est appelée les Originals. Le terme All Blacks est utilisé pour la première fois à cette occasion, à la suite de ce qui aurait été une erreur d'imprimerie ! Un journaliste du Daily Mail se serait exclamé « They are all backs! » (ils sont tous des arrières!) pour souligner la qualité du jeu à la main des avants, et le résultat aurait donné « They are all blacks » (ils sont tous noirs) dans les pages du journal. Toutefois, il semblerait qu’aucun journal anglais de la période 1905-1906 ne contienne une telle erreur typographique, et cette théorie est aujourd’hui généralement rejetée. La tournée est un succès pour les Originals qui ne perdent qu’une fois contre le pays de Galles à Cardiff, par 3 à 0. La victoire des Gallois est contestée en Nouvelle-Zélande, un essai néo-zélandais refusé aurait conduit à un match nul 3 partout s'il avait été attribué.

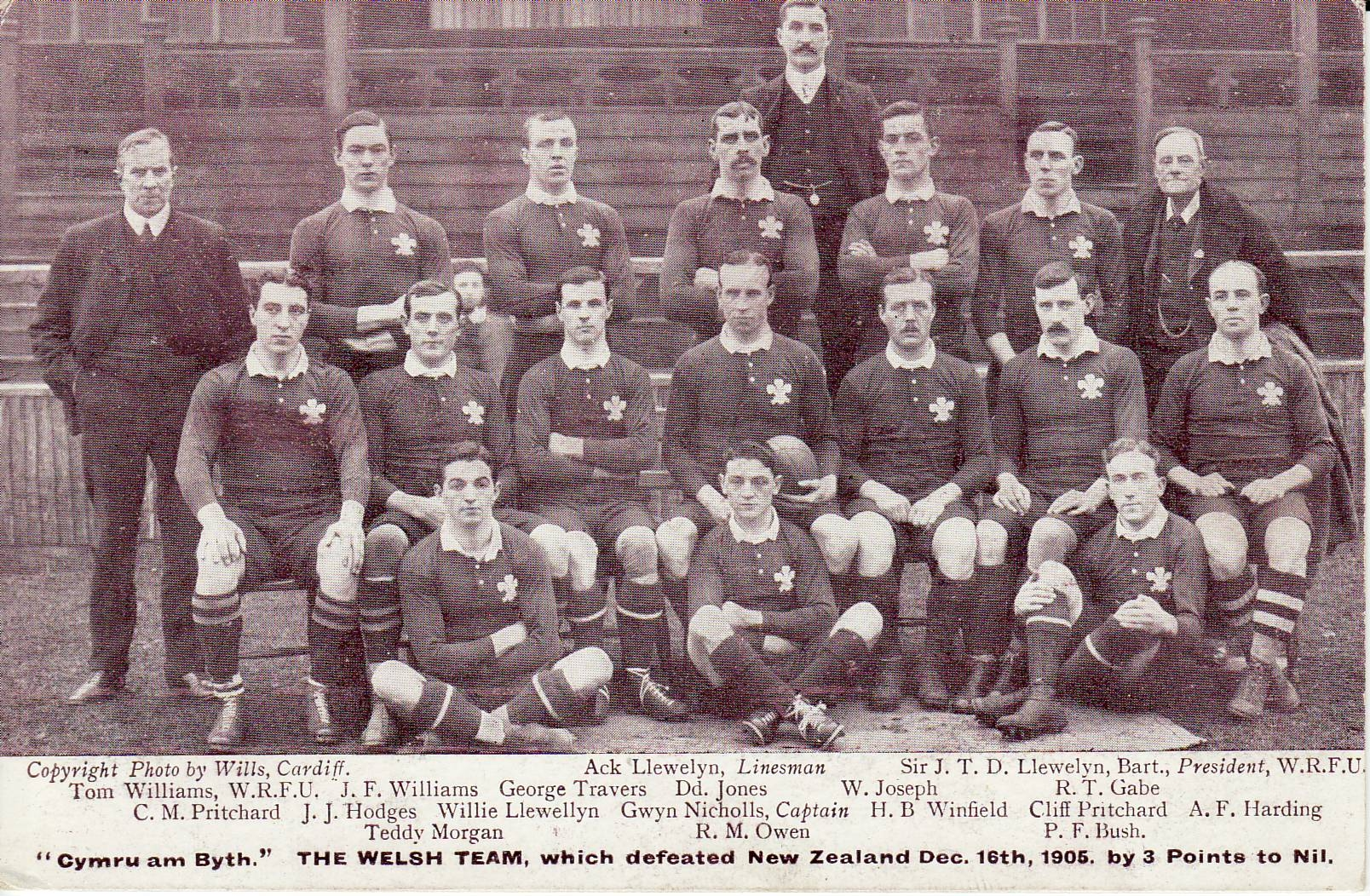
L'équipe du pays de Galles contre la Nouvelle-Zélande en 1905.
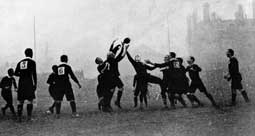
Les vainqueurs, les Originals, premiers All Blacks.
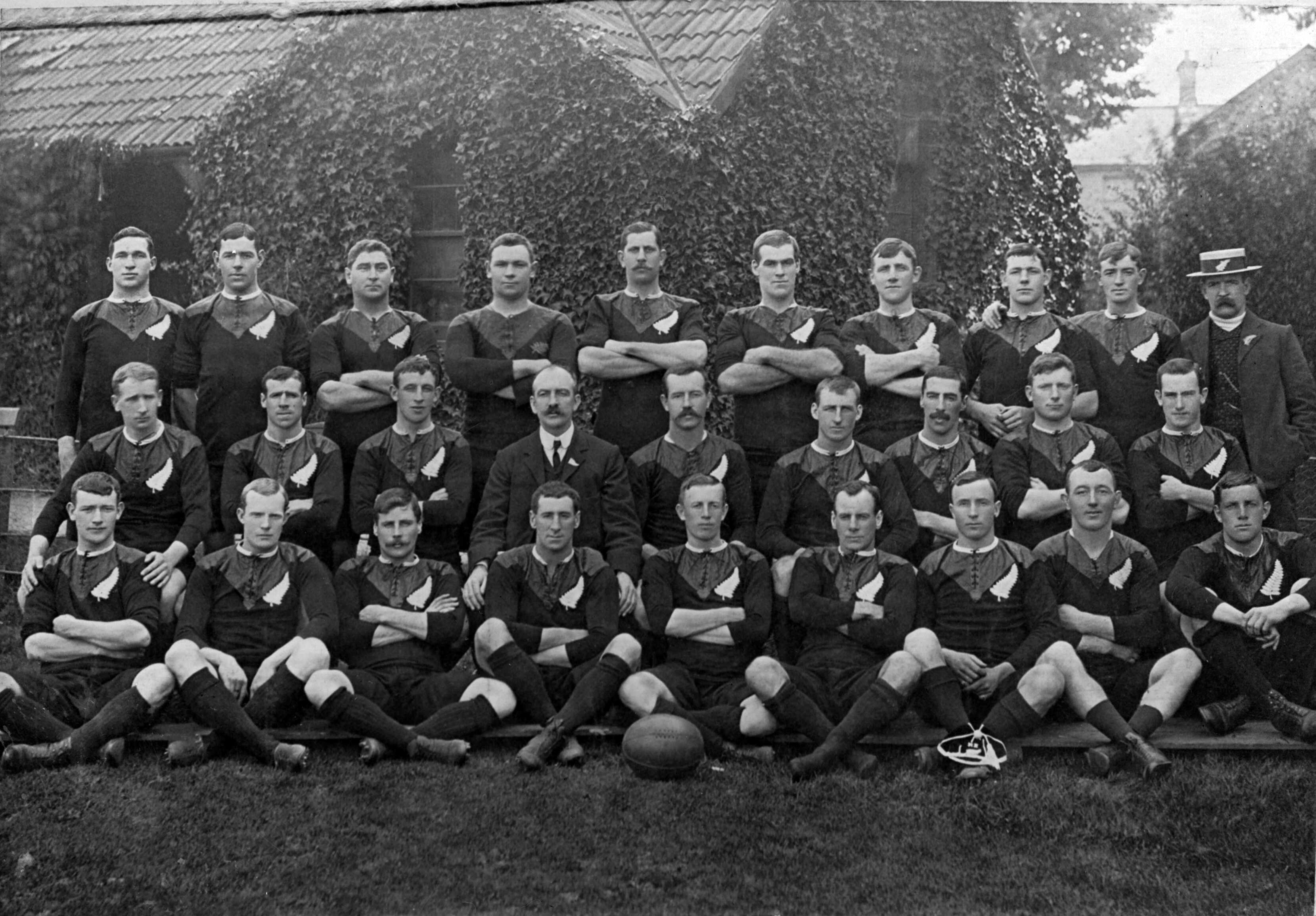
L'équipe des Originals.
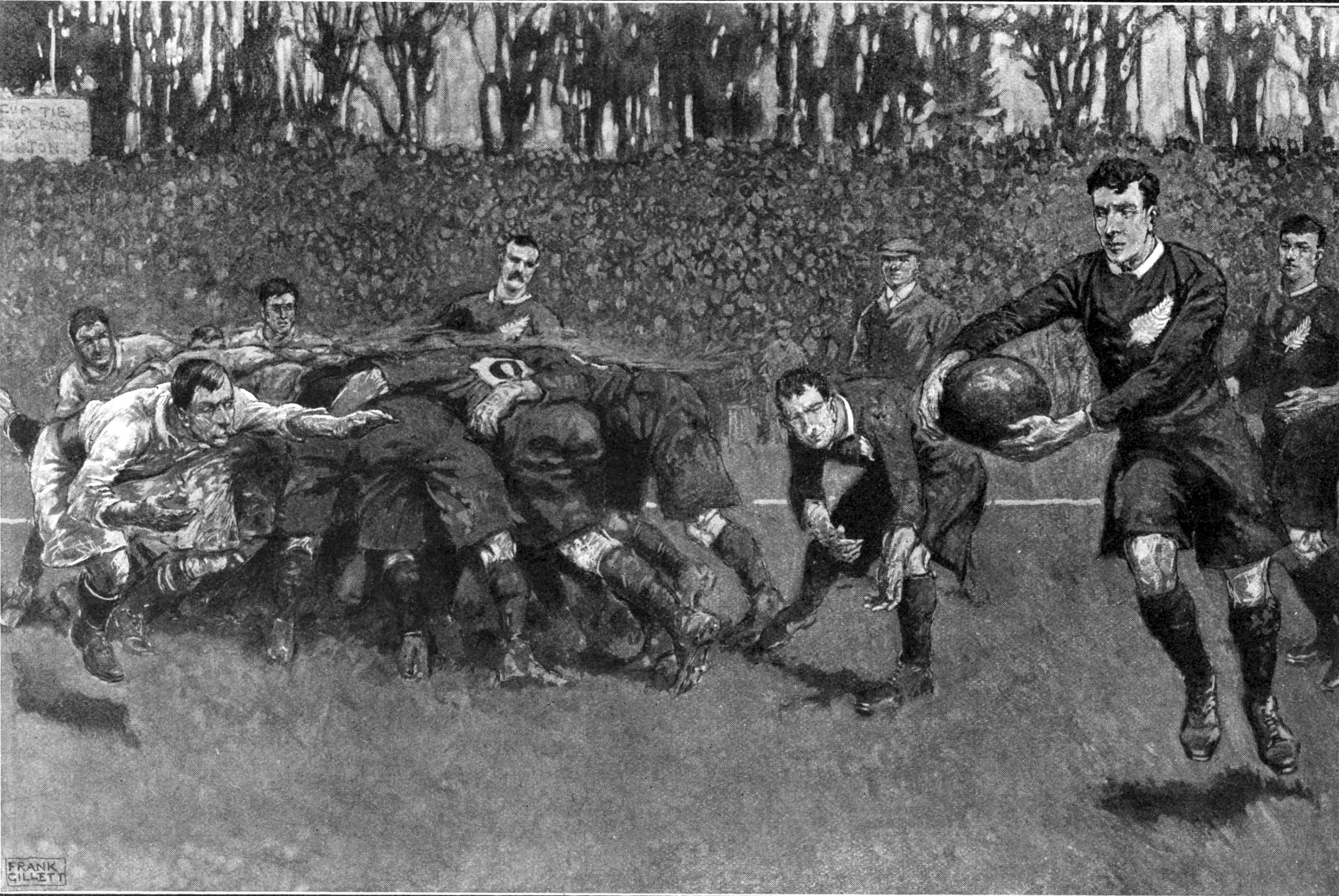
Angleterre contre Nouvelle-Zélande en 1905.

C'est également lors de cette tournée que l'équipe de Nouvelle-Zélande affronte la France pour ce qui est le premier match officiel de l'équipe de France de rugby à XV, le 1er janvier 1906. Ce match, arbitré par Louis Dedet, est disputé au Parc des Princes devant 3 000 spectateurs et se termine par une victoire des Néo-Zélandais par 38 à 8,. Le capitaine Henri Amand a l'honneur d'être le premier capé du rugby français. On peut noter la présence d'un Anglais, William Crichton et d'un Américain, Allan Muhr au sein de l'équipe de France.
Le 22 mars, l'équipe de France, qui inaugure sa première tenue tricolore (maillot bleu, culotte blanche et bas rouges), rencontre l'Angleterre au Parc des Princes et perd 8 à 35. Ce résultat honorable conduit les Anglais à jouer un match annuel contre le XV de France, imités plus tard par les Gallois et les Irlandais.
L'équipe de France est admise pour la première fois à disputer le Tournoi en 1910. Les Français n'étant que quatorze la veille du premier match (au pays de Galles) lors du rassemblement des joueurs à la gare Saint-Lazare, le dirigeant Charles Brennus a l'idée de récupérer d'urgence un joueur parisien, Joe Anduran, pour compléter l'équipe et permettre ainsi à la France de jouer son premier match du Tournoi au complet. Le XV de France fait son apprentissage du rugby international et termine régulièrement dernier du Tournoi jusqu'en 1914, à l'exception de 1911, quatrième, après avoir battu l'équipe d'Écosse.
De 1906 à 1914, l'équipe de France dispute 28 rencontres internationales et remporte une seule victoire, contre l'Écosse le 2 janvier 1911 sur le score de 16 à 15, c'est sa première victoire internationale,. Dans cette équipe conduite par Marcel Communeau, l'ailier Pierre Failliot, surnommé l'Autobus, se met en évidence en marquant deux essais et en évitant un essai écossais à quelques secondes de la fin du match.
Le premier test match des All Blacks contre les Lions britanniques a lieu en 1908, les Lions étaient alors appelés les Anglo-Welsh car l’équipe était composée uniquement de joueurs anglais et gallois. Les All Blacks remportent les deux test matches.
En 1910, la France intègre le prestigieux « Championnat des nations britanniques » (Home Nations Championship en anglais) dont elle sera exclue de 1931 à 1947 par ces mêmes nations britanniques, accusée d'amateurisme marron et de violence extrême dans le jeu.
La rivalité entre les All Blacks et l’équipe d’Afrique du Sud (les Springboks) commence en 1921 à l’occasion d’une tournée des Springboks en Nouvelle-Zélande. Cette première confrontation se conclut sur une égalité entre les deux équipes (une victoire, une défaite et un match nul). La rivalité entre All Blacks et Springboks se poursuit aujourd’hui avec une double confrontation durant la compétition annuelle du Rugby Championship.
- Entre décembre 1930 et janvier 1931 : pour contrer violence, amateurisme marron et racolages en tout genre, douze clubs créent leur propre fédération : l’Union française de rugby amateur - UFRA - et leur championnat (ils réintègreront la FFR en juin 1932)[39]
- 1934 : la France, exclue du Tournoi depuis 1931, se rapproche de l'Allemagne, de l'Italie et de la Roumanie et crée la FIRA.
- 1941 : pendant la seconde guerre mondiale, la FFR n'hésite pas à s'associer avec le régime de Vichy pour faire interdire le rugby à XIII en France (alors premier rugby dans l’hexagone et sport populaire). Tous les clubs de XIII, ainsi que leur trésorerie, leur stade, leur acquis… vont à la FFR.
- 1947 : réadmission de la France dans le Tournoi des Cinq Nations mais en 1952 les Home Unions (l'Angleterre, l'Écosse, l'Irlande et le pays de Galles) contestent, comme en 1930, la gestion du rugby français par la FFR (concept d'amateurisme, de championnat…). Grâce aux dirigeants R. Crabos et A. Jauréguy, elle ne sera pas de nouveau exclue du Tournoi et le remportera pour la première fois en 1954.
- 1968 : la France décroche son premier Grand chelem.
- 1978 : la France intègre l'IRB.
- 1981 : l'Afrique du Sud est exclue de toute rencontre internationale à cause de l'apartheid. Elle réintègrera le rugby international en 1995 lors de la Coupe du monde qui a lieu sur son sol, et qu'elle remporte.
- 1987 : première Coupe du monde, remportée à domicile par les All Blacks.

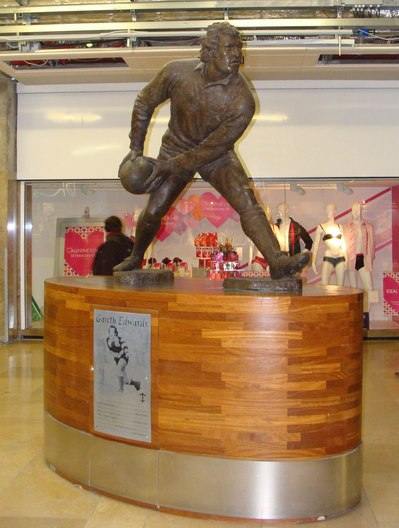
Statue du demi de mêlée gallois, Gareth Edwards.

### L'ère professionnelle
Le rugby se professionnalise en 1995. Les trois nations principales de l’hémisphère Sud dans le domaine du rugby se regroupent et forment SANZAR qui est chargé de vendre les droits de diffusion télévisuelle du Super 12 — devenu depuis Super 15 — et du Tri-nations — devenu rugby Championship.
L’équipe d'Afrique du Sud participe pour la première fois à la Coupe du monde en 1995, qu'elle organise et remporte. Les Springboks (surnom de l'équipe d'Afrique du Sud) battent l'équipe de Nouvelle-Zélande en finale par 15 à 12.
La Coupe d'Europe de rugby à XV a été créée en 1995 par le Comité des cinq nations « afin de proposer un nouveau niveau de compétition professionnelle transfrontalière. »
L'Italie rejoint le Tournoi en 2000, le Tournoi des Six Nations succède au Tournoi des Cinq Nations.
La première équipe de l'Hémisphère Nord à remporter la Coupe du monde de rugby à XV est l'Angleterre en 2003. Elle bat l'équipe d'Australie en finale sur le score de 20 à 17. Elle remet son trophée en jeu en 2007, parvient jusqu'en finale et perd contre l'Afrique du Sud 15 à 6.
D'un événement sportif à popularité modérée en 1987, la compétition devient rapidement l'une des rencontres sportives majeures derrière les Jeux olympiques et la Coupe du monde de football : près de cent équipes disputent les tournois de 2003 et 2007 et plus de 3 milliards de téléspectateurs cumulés suivent les matchs en 1999 et 2003.

## Règles et spécificités de jeu

### Aspects généraux du jeu

#### But du jeu
Le but du jeu consiste à marquer plus de points que l'adversaire. Les points sont obtenus en marquant un essai ou un but.
Un essai est marqué lorsqu’un joueur effectue un touché à terre dans l’en-but, ceci pouvant se faire de deux manières :
1. en touchant le sol avec le ballon : un joueur fait un touché à terre lorsqu’il tient le ballon et le met en contact avec le sol dans l’en-but, le terme « tenir » signifiant avoir le ballon dans sa main ou ses mains ou dans son bras ou ses bras (il n’est pas nécessaire d’exercer une pression vers le bas) ;
2. en appuyant sur le ballon : un joueur fait un touché à terre lorsque le ballon est au sol dans l’en-but et que le joueur exerce sur celui-ci une pression de haut en bas, de la ou des mains, du ou des bras ou de la partie avant du corps, comprise entre la taille et le cou, taille et cou inclus.

Si un joueur s'intercale entre le ballon et l'en-but au moment où le ballon est aplati, l'essai n'est pas accordé. La ligne d'en-but et la base du poteau comptent comme faisant partie de la zone d'en-but. La zone de « ballon-mort » est définie par la prolongation de la ligne de touche et la seconde limite du terrain.
Un essai rapporte actuellement cinq points à l’équipe qui le marque et lui donne le droit de tenter un but appelé « transformation » qui rapporte deux points supplémentaires s’il est réussi. La tentative de but de transformation peut se faire en coup de pied placé (ballon posé sur le sol) ou en coup de pied tombé. Lors de la tentative de transformation, le ballon doit être frappé par le botteur sur une ligne imaginaire parallèle à la ligne de touche et passant par le point où l’essai a été marqué.
À l'origine, le fait d'aplatir dans l'en-but ne donnait aucun point, mais seulement le droit de tenter un but d'où son nom d'essai, transformable en but (to try, « essayer » en anglais).
Un but est marqué quand le ballon passe entre les poteaux, au-dessus de la barre transversale, sur un coup de pied « placé » ou un coup de pied « tombé » (drop en anglais) dans certaines circonstances, en particulier comme pénalité infligée à l'adversaire. Sauf pour la transformation évoquée ci-dessus, les buts rapportent trois points.

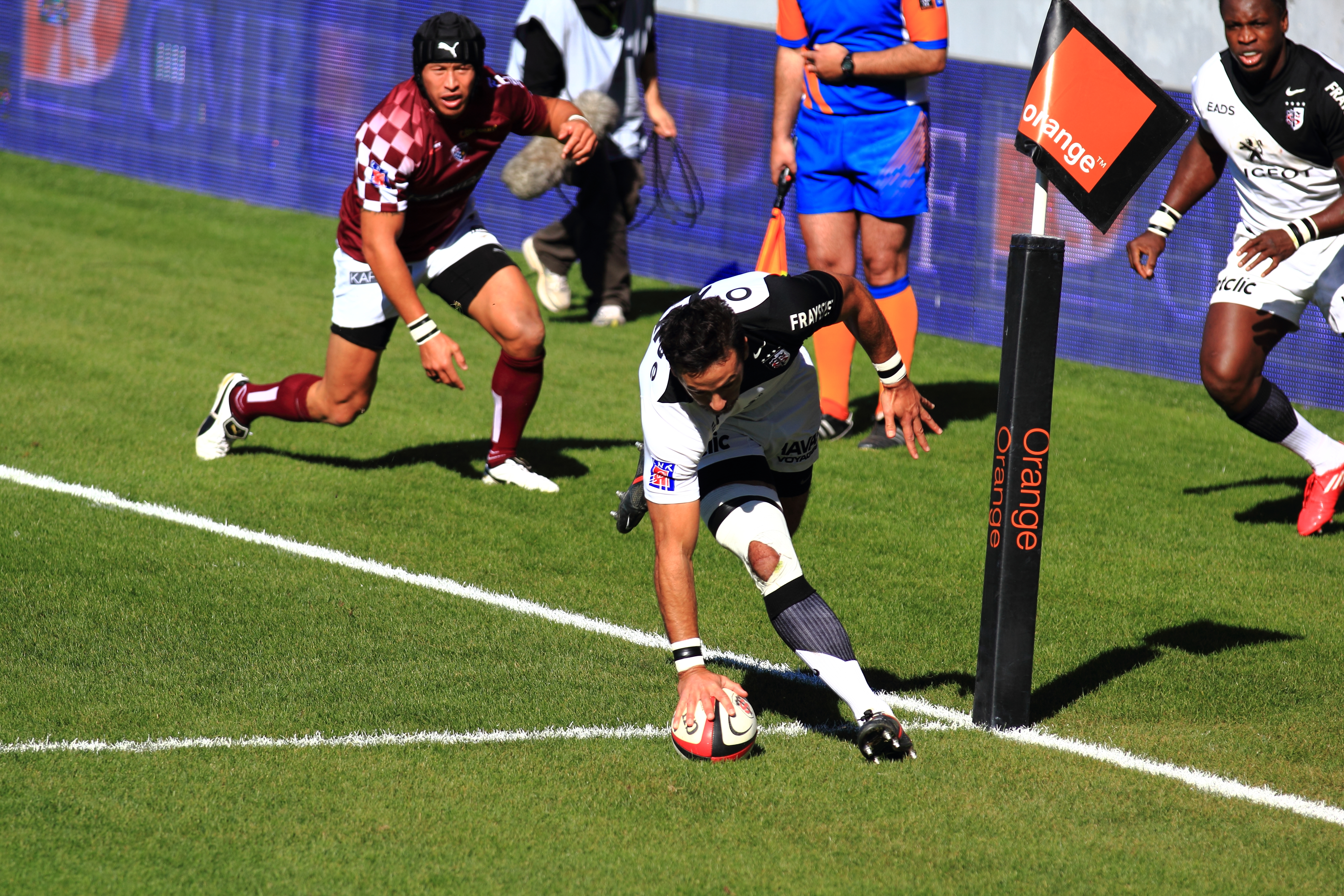
Clément Poitrenaud aplatit le ballon dans l'en-but adverse pour inscrire un essai.
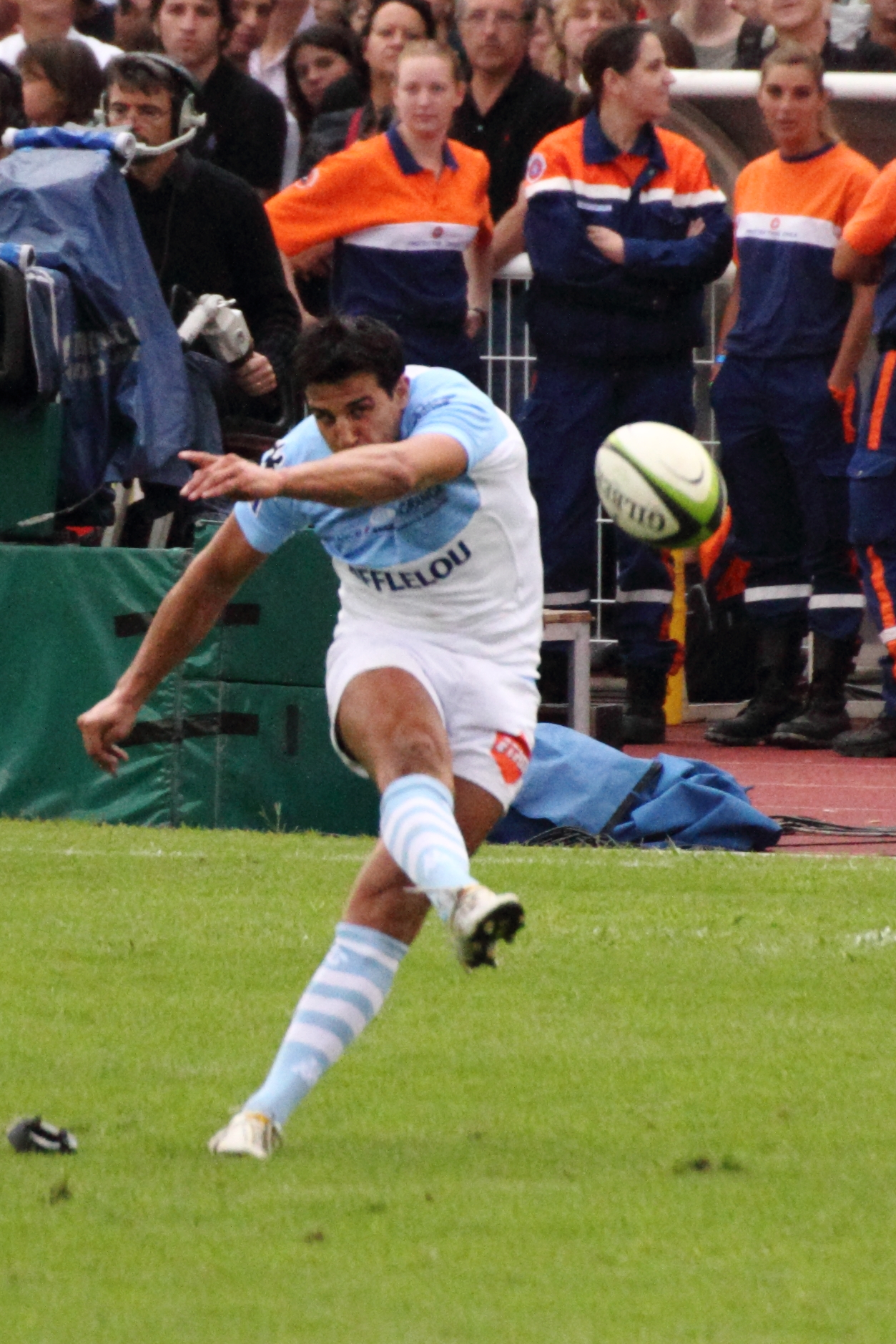
Pénalité de Benjamin Boyet.

(Voir plus loin les explications relatives aux mots en italique)

#### Le terrain

Le terrain de rugby.

Le rugby se joue sur un terrain gazonné comprenant une aire de jeu rectangulaire dont la longueur (de cent mètres) est celle des lignes de touche, et la largeur (de 70 mètres) est celle des lignes de but. De chaque côté de l'aire de jeu, au-delà de la ligne d'en-but, une ligne de ballon mort délimite avec cette dernière la zone d'en-but (de 22 mètres maximum).
Au milieu de chaque ligne de but sont implantés des poteaux de huit mètres de haut, distants l'un de l'autre de 5,60 m et supportant une barre transversale à trois mètres du sol.
Le terrain comporte un tracé utilisant deux types de lignes :
- Les lignes pleines qui délimitent des aires de jeu, pour lesquelles s'appliquent des règles particulières (ces lignes font partie des zones qu'elles délimitent : la ligne de touche est en touche, la ligne de but est dans l'en-but, etc.)
- Les lignes en pointillés (plus précisément « lignes tiretées »), qui délimitent des zones liées à des remises en jeu.

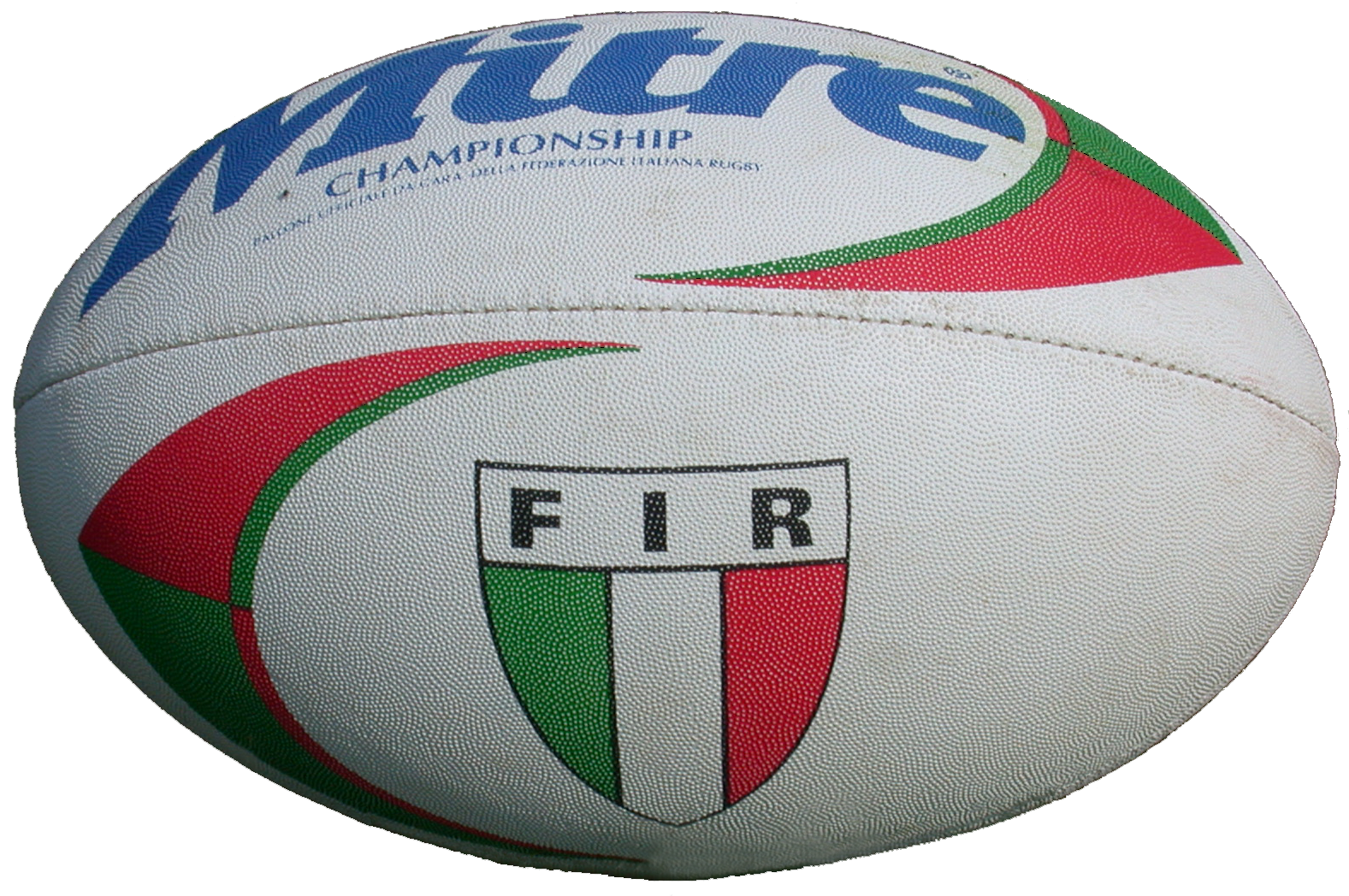
Ballon de rugby.

#### Le ballon
Le rugby utilise un ballon « ovale » (en fait de section elliptique) pouvant être lancé à la main, frappé au pied ou porté par les joueurs.
À l'origine du football pratiqué dans le Collège de Rugby, le ballon était sphérique, comme utilisé dans les universités anglaises de la première moitié du XIXe siècle. Dans le Collège de Rugby, le ballon rond est délaissé. La raison principale qui conduit à ce changement est une raison pratique. Afin de transformer un essai (seule façon de marquer des points à cette époque), il fallait poser le ballon au sol et l'élève devait taper le ballon suffisamment pour qu'il passe la barre transversale des poteaux. La forme, dans un premier temps ovoïde, permettait au moment de la frappe d'élever le ballon et ainsi de transformer l'essai. Le cordonnier de la ville, William Gilbert (en), qui donnera plus tard son nom à une entreprise d'équipements de rugby, conçoit ainsi un ballon de forme ovoïde, à partir d'une vessie de porc, alors bien plus gros que le ballon actuel. Dans les années 1850, la forme du ballon devient officiellement ovale afin d'avoir une uniformisation des ballons pour les matchs officiels entre les différents clubs, puis entre les nations.
Lancé à la main, le ballon ne doit pas progresser vers l'en-but adverse (le lancer parallèle aux lignes d'en-but est l'extrême limite) sinon il y a « en-avant », faute qui peut être pénalisée par une mêlée voire une pénalité si l'action est entachée d'anti-jeu (exemple : fausse tentative d'interception — on tape sur le ballon sans chercher à vraiment le saisir).
Au pied, le ballon peut être botté de trois manières différentes :
1. coup de pied de volée : le joueur portant le ballon le lâche devant lui, et le frappe du pied avant que celui-ci ne touche le sol. C'est le coup de pied « à tout faire ». En cours de jeu, un ballon au sol, botté à la manière des footballeurs (c’est-à-dire sans avoir été ramassé à la main au préalable) est équivalent à un coup de pied de volée.Coup de pied de volée de l'international gallois Stephen Jones depuis ses 22 mètres contre la France.

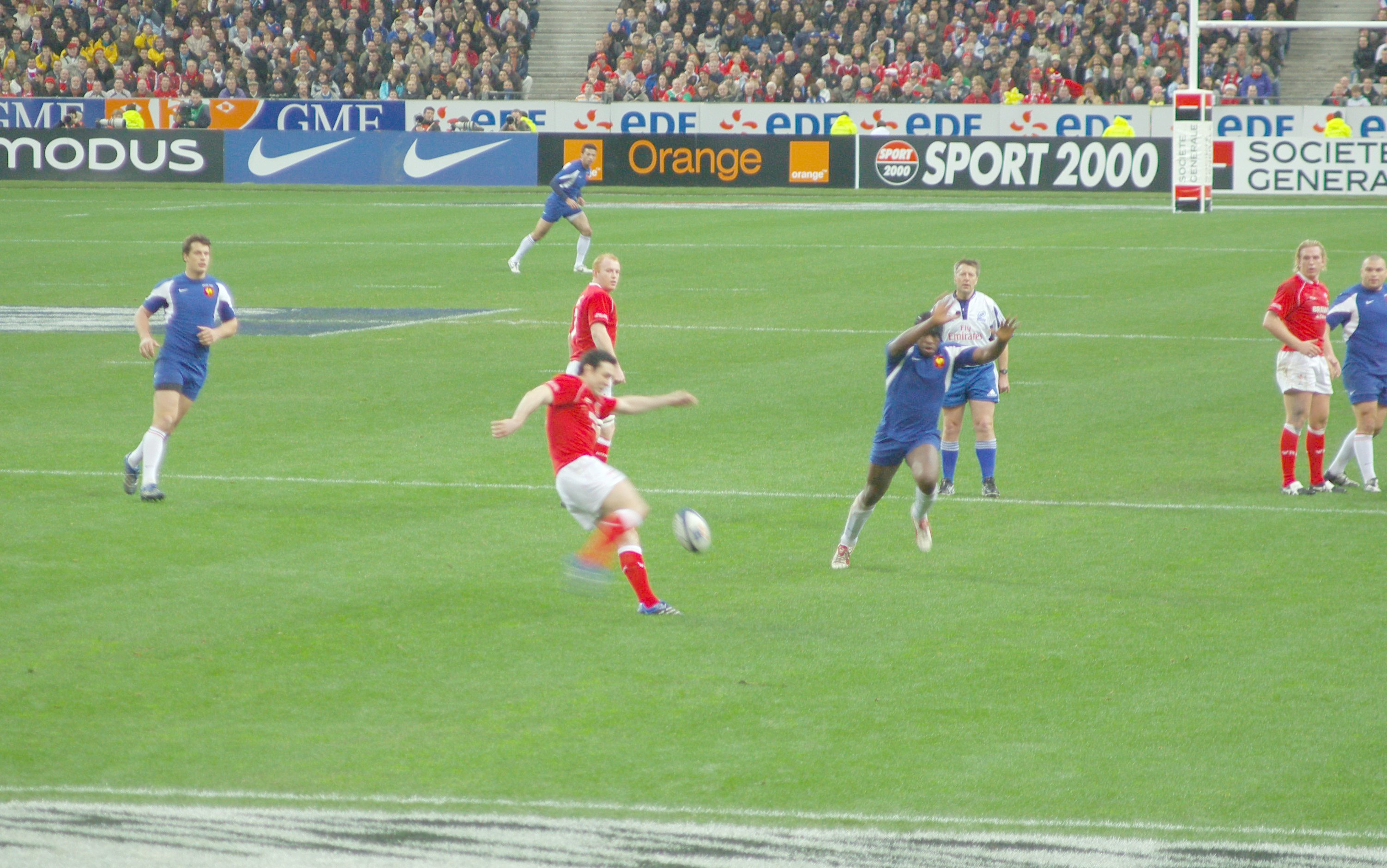
Coup de pied de volée de l'international gallois Stephen Jones depuis ses 22 mètres contre la France.

2. coup de pied tombé ou drop : le joueur portant le ballon le lâche devant lui, mais ne le frappe qu'après qu'il a touché le sol. C'est une forme de coup de pied obligatoire pour certaines remises en jeu, et il est utilisable pour marquer des buts en cours de jeu (« drop goal »), mais aussi, bien que rarement pratiqué, pour les transformations et les pénalités.
3. coup de pied placé : le ballon est posé au sol, pouvant être maintenu dans la position souhaitée par un petit tas de sable, de sciure ou par un accessoire synthétique (le tee), voire par un coéquipier, puis il est frappé à la manière des footballeurs. Ce coup de pied n'est guère utilisé que pour les tentatives de but (pénalités et transformations).

Note : jusqu'à la fin des années 1980, les botteurs avaient l'habitude de creuser des trous dans le gazon, avec leur talon, pour placer le ballon. Cette pratique avait des conséquences néfastes sur l'état des pelouses, depuis l'utilisation d'un tee (comme au golf) s'est généralisée et a été codifiée.
Dans le jeu au pied, notons aussi le talonnage qui consiste à pousser du pied le ballon vers l'arrière, et ce, généralement dans les mêlées (ordonnées ou non).
Porté, le ballon ne peut l'être que par un joueur debout. Au sol, un joueur porteur du ballon doit impérativement le lâcher ou l'aplatir s'il est dans un en-but. (Est réputé « debout » un joueur n'ayant au maximum que ses deux pieds en contact avec le sol. S'il prend appui sur une autre partie du corps, il est réputé « au sol »).

### Les règles importantes du rugby à XV

#### Principales phases de jeu
- Phases statiques : elles correspondent aux mêlées et aux touches.
- Phases dynamiques : il s'agit de tout ce qui est compris sous le terme jeu courant dans les règles du jeu.

- Remise en jeu

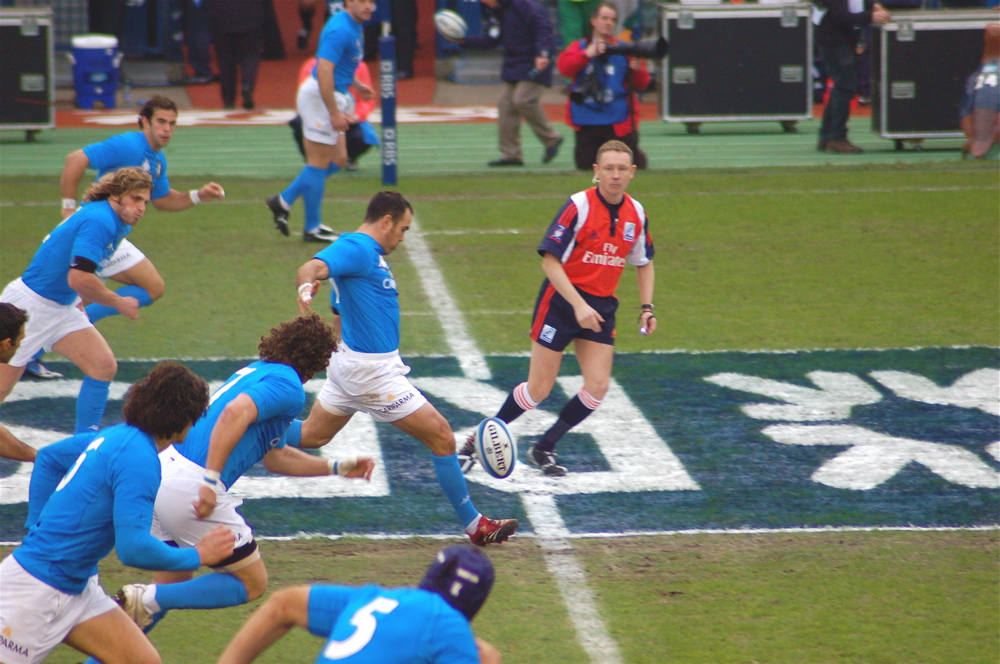
Remise en jeu.

  - Début de période et après marquage : Au début du match, l'équipe préalablement tirée au sort procède à la mise en jeu. En deuxième période (après la mi-temps) la remise en jeu est effectuée par l'autre équipe. Après marque par une équipe, la remise en jeu est faite par l'équipe adverse.

Cette remise en jeu se pratique ainsi : un joueur de l'équipe qui vient d'encaisser des points (généralement le numéro 10, demi d'ouverture, voir chapitre Composition d'une équipe) donne un coup de pied tombé. Les autres joueurs de son équipe ne doivent pas franchir la ligne médiane avant que le ballon ne soit tapé. Le ballon doit obligatoirement franchir la ligne des dix mètres. Si le ballon ne la franchit pas sans être repris par un adversaire, ou si l'équipe part devant son botteur, ou si le ballon va directement en touche, l'équipe qui vient de remettre en jeu est sanctionnée (mais l'adversaire peut aussi demander que la remise en jeu soit refaite) en général par une mêlée avec introduction à l'équipe adverse.

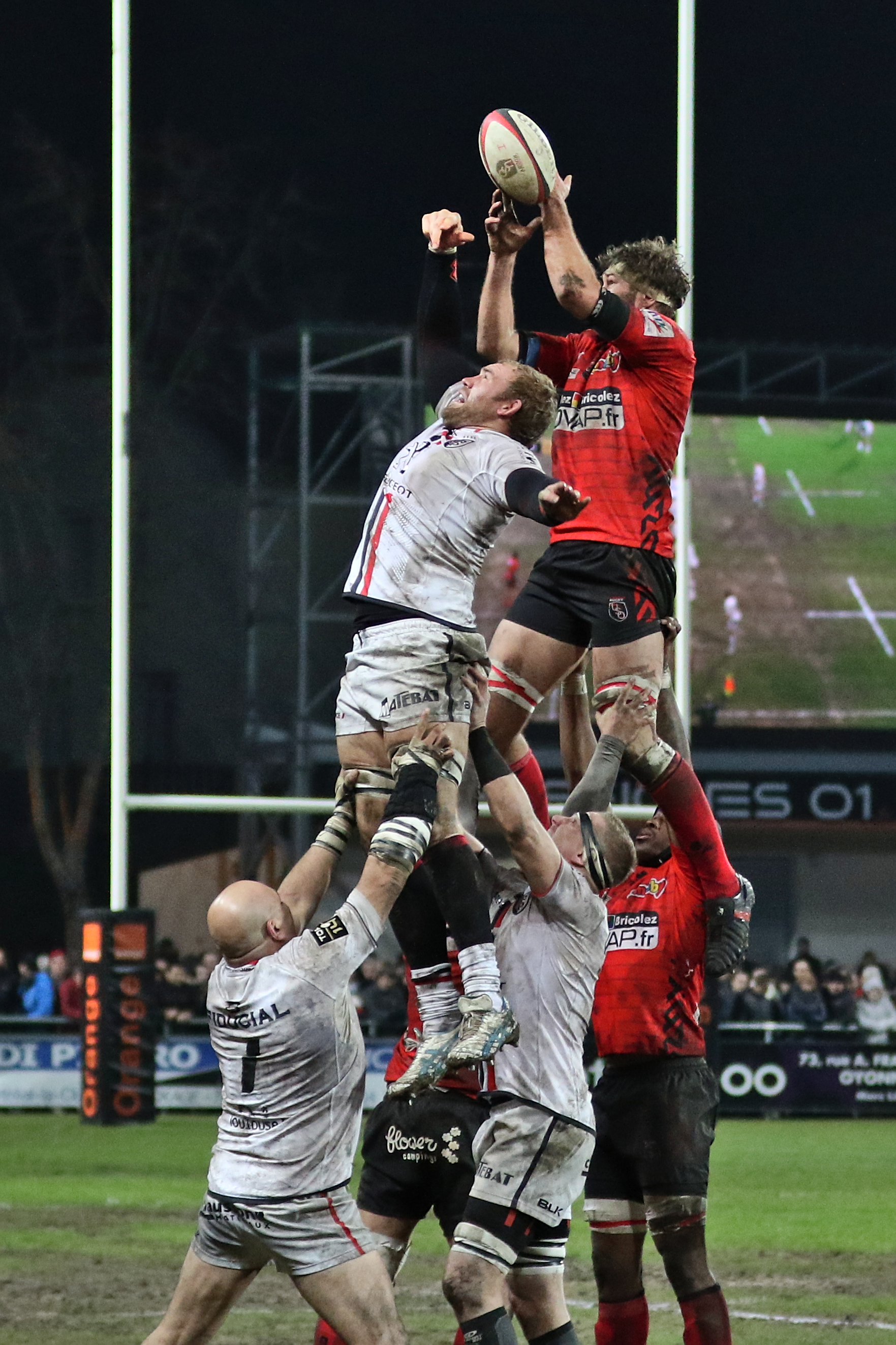
Saut en touche.

- - Sortie en touche : Il y a touche lorsque le ballon :
    - franchit les lignes de touche,
    - roule sur la ligne, celle-ci faisant partie de la touche (voir « le terrain »),
    - est porté par un joueur et que celui-ci sort en touche (ex : un joueur est plaqué, il conserve le ballon, s'affale de tout son long sur le terrain mais un bout de sa chaussure passe en touche alors il y a touche pour les adversaires)

Sortie de but, ballon mort, ballon aplati dans son camp…  
- si le ballon roule en dehors de la zone d'en-but ou qu'il roule jusque dans la zone d'en-but et qu'il est aplati contre son camp ou s'il sort en ballon mort à la suite d'une pénalité ou un drop manqué, un renvoi aux 22 mètres est accordé,
  - si le ballon est ramené dans son camp puis aplati, une mêlée aux 5 mètres est accordé à l'équipe adverse,
    - si le ballon tombe directement hors des limites du terrain lors d'une remise en jeu, une mêlée est attribuée à l'équipe adverse à l'endroit du lancer.
      - arrêt de volée : l'arrêt de volée consiste à récupérer le ballon directement tapé au pied par un adversaire- le ballon n'a touché ni le sol, ni un autre joueur, mais peut avoir touché les poteaux—, et ce, à condition d'être dans ses propres 22 mètres ou son enbut, et de crier « MARQUE ». Si l’« arrêt de volée » est accordé, il se joue au point de marque comme un coup franc ordinaire (voir ci-dessous), sauf que c'est l'« arrêteur » qui doit le jouer. Jusqu'en 2004, la règle exigeait de plus que cet arrêt se fasse les deux pieds en appui au sol. Plus anciennement encore, cet arrêt pouvait se faire n'importe où, et même sur un en-avant de l'adversaire.

#### Sanctions

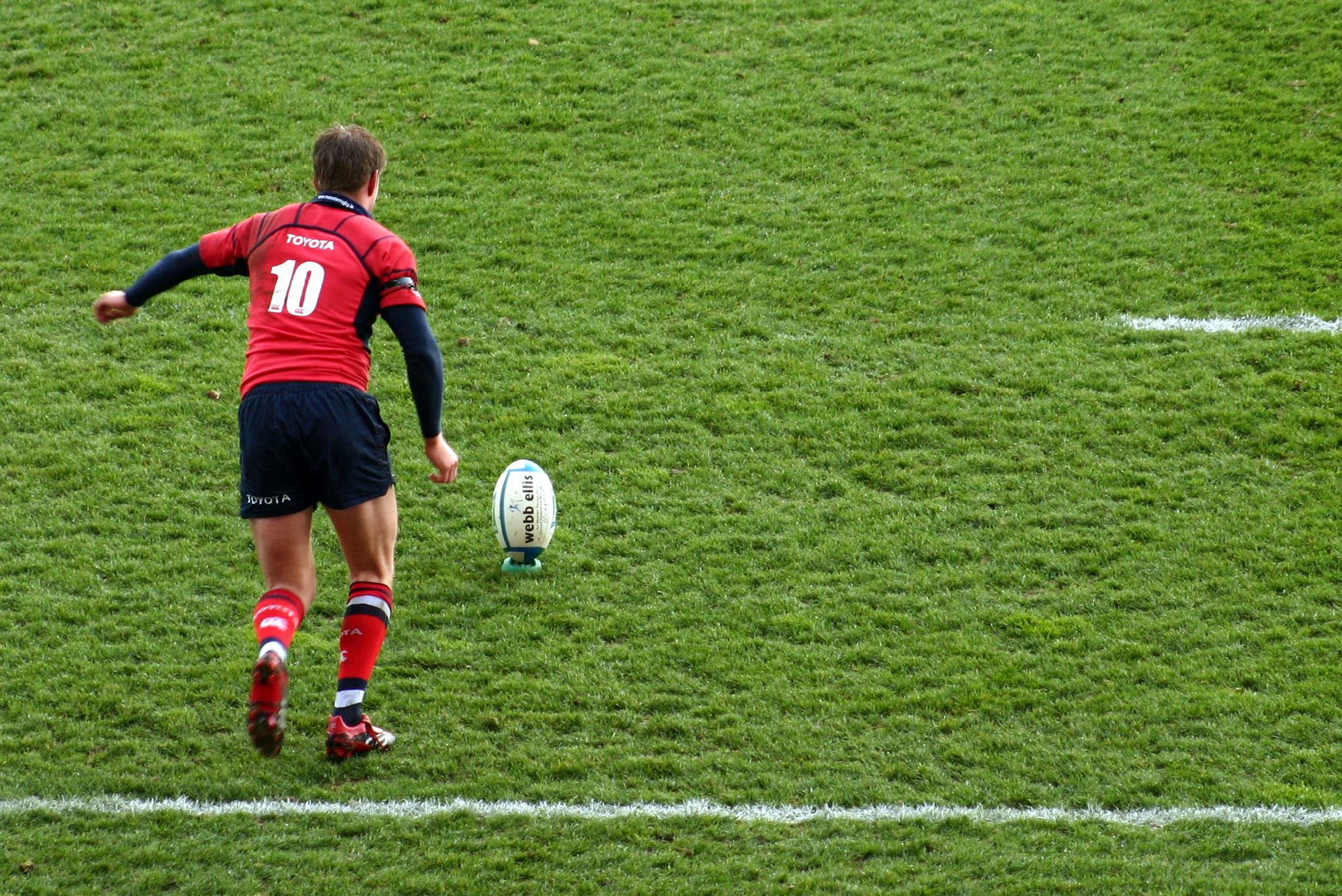
Ronan O'Gara tente un but avec son club du Munster, le 1er avril 2006.

1. La pénalité : certaines fautes (ex : hors-jeu, plaquage irrégulier, etc.) sont sanctionnées par une pénalité (l'arbitre se place à l'endroit de la faute, les épaules parallèles aux lignes de touche en levant à la verticale le bras situé du côté de l'équipe non-fautive). L'équipe pénalisée doit alors reculer d'au moins dix mètres de l'endroit de la pénalité (ou derrière sa ligne de but, si la pénalité est à moins de dix mètres de celle-ci). Une pénalité se tape au pied, sauf si l'équipe bénéficiaire préfère faire une mêlée. Sur coup de pied de pénalité on peut :
  - tenter un but, c'est-à-dire taper le ballon afin qu'il passe entre les poteaux de l'équipe adverse.
  - taper en touche, c'est-à-dire tenter d'envoyer la balle en touche en bénéficiant de règles privilégiées : touche directe toujours valide et bénéfice de la remise en jeu. On parle de « penaltouche » lorsque, alors que le but semble réalisable, l'équipe choisit de taper en touche pour bénéficier de la remise en jeu et tenter un essai d'avants. La remise en jeu se fait au moins à cinq mètres de la ligne d'en-but, même si le ballon est sorti plus près, conformément à la règle générale.
  - taper plein champ, c'est-à-dire taper le ballon du pied de manière à l'envoyer sur le terrainJames Hook tape en touche.

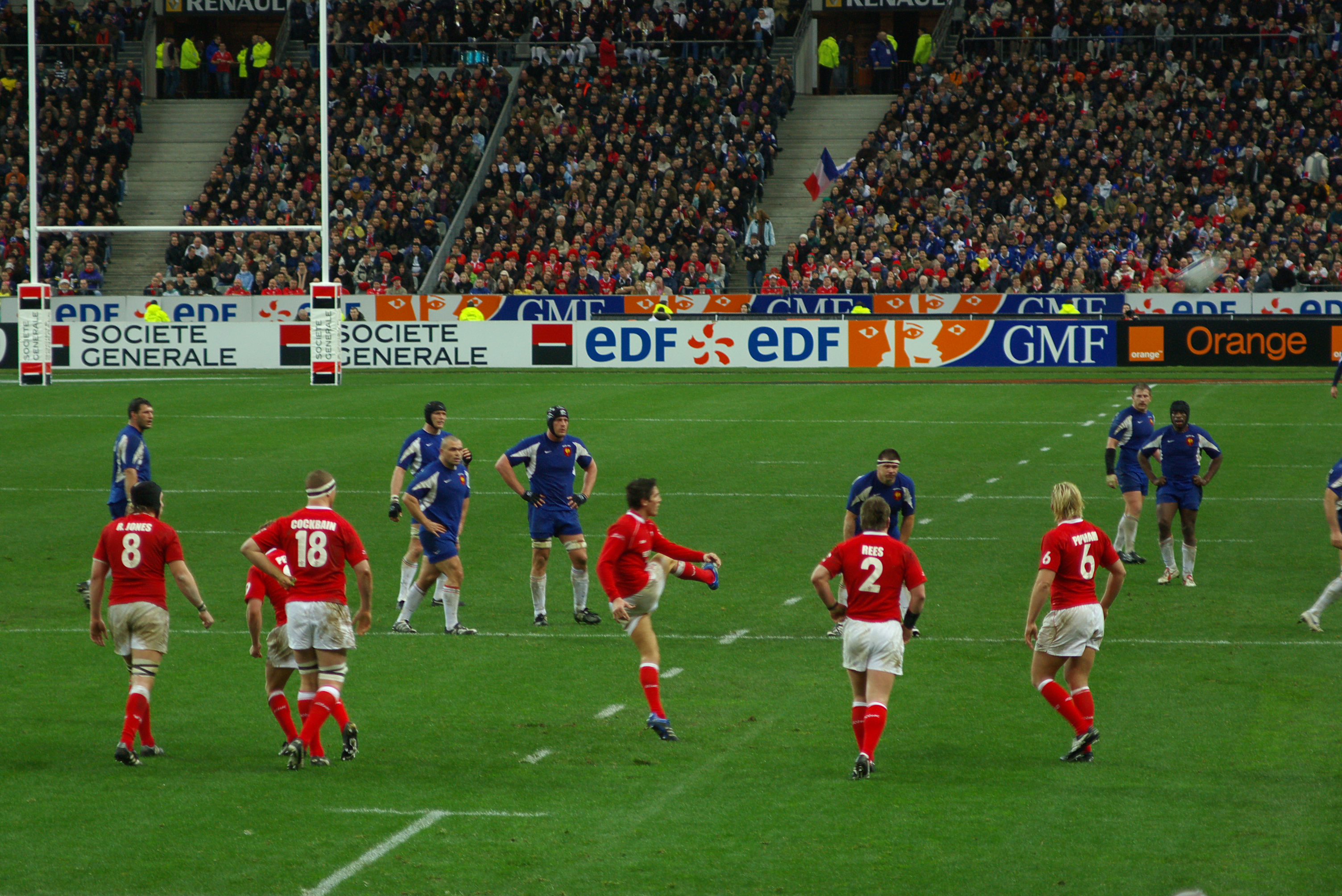
James Hook tape en touche.

  - jouer « à la main »: en fait, taper un tout petit coup de pied, placé ou de volée, et repris immédiatement à la main par un même joueur, qui enchaîne avec du jeu ordinaire.
  - demander une mêlée avec introduction pour l'équipe bénéficiant de la pénalité.
2. Le coup franc : des fautes moins graves peuvent être sanctionnées par coup franc (indiqué par l'arbitre par un « bras cassé » à angle droit, l'avant-bras vers le haut). Le coup franc se joue comme la pénalité, sauf qu'il ne donne pas droit à une tentative de but, et qu'une touche trouvée ne bénéficie pas de règles privilégiées. De plus, les adversaires repliés à dix mètres peuvent charger le botteur, dès son premier élan. Depuis les années 1990, l'équipe bénéficiant d'un coup franc ne peut pas tenter de but (drop) tant que le ballon n'est pas devenu mort, ou n'a pas été touché par un adversaire.
3. La mêlée sanctionne des fautes mineures comme l'en-avant, ou des remises en jeu incorrectes. Elle peut être choisie à la suite d'un coup franc ou d'une pénalité.
4. Une faute volontaire d'anti-jeu ou une faute mettant en danger la sécurité d'un joueur (ex: plaquage au-dessus des épaules ou en l'air...) peut entraîner en outre une exclusion temporaire d'un joueur pour une durée de dix minutes (« carton jaune ») ou une exclusion définitive (« carton rouge ») selon la gravité de la faute.
5. L'essai de pénalité : L'arbitre a également le pouvoir d'accorder un essai transformé sur une faute volontaire de l'adversaire sans laquelle un essai aurait pu être marqué. Il est accordé entre les poteaux. Les essais de pénalité sanctionnent souvent une série de mêlées écroulées sur la ligne d'en-but. Les essais de pénalité valent automatiquement 7 points, ils ne donnent pas lieu à un coup de pied de transformation.

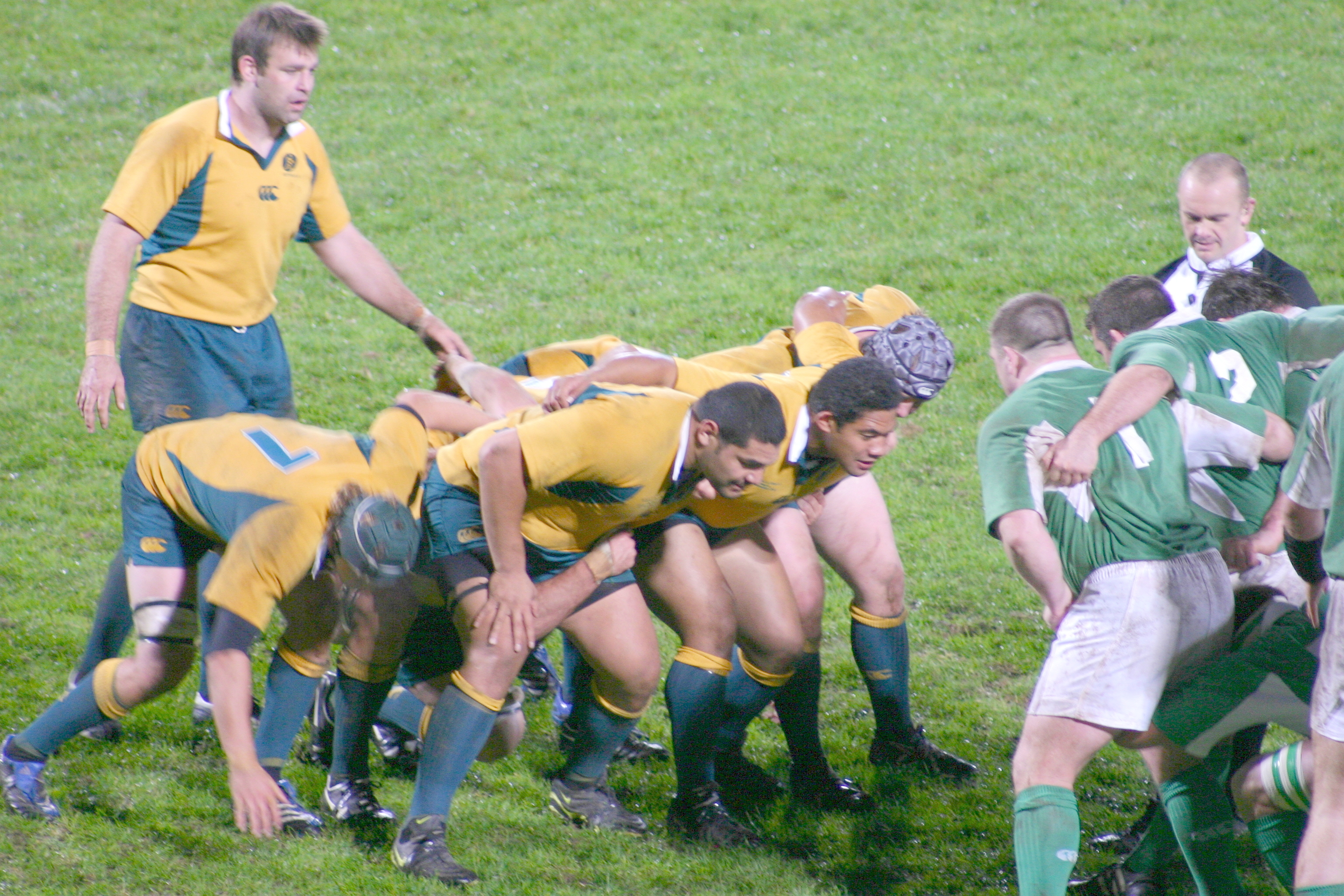
Flexion.
Disposition d'une mêlée.
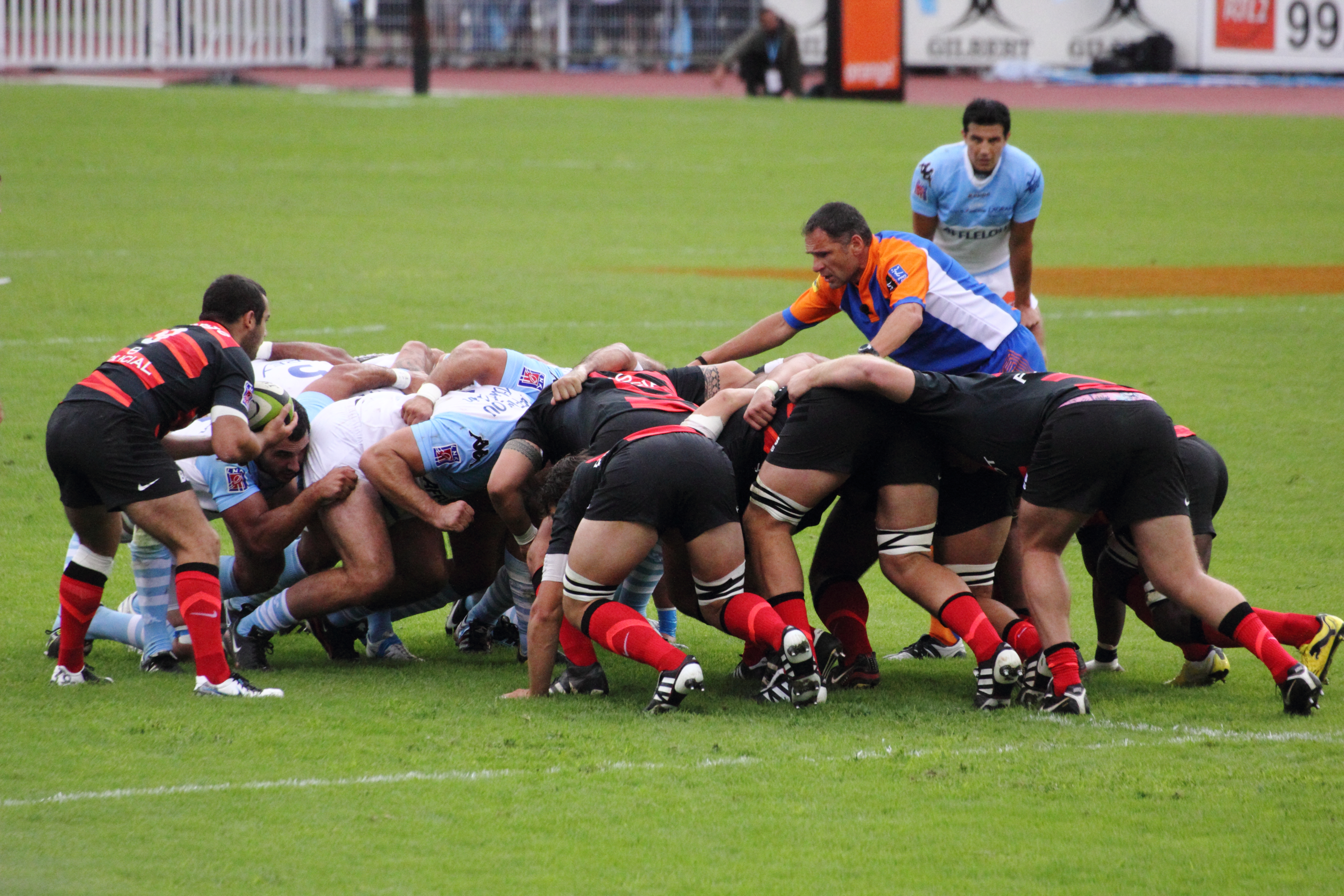
Introduction de la balle dans une mêlée.
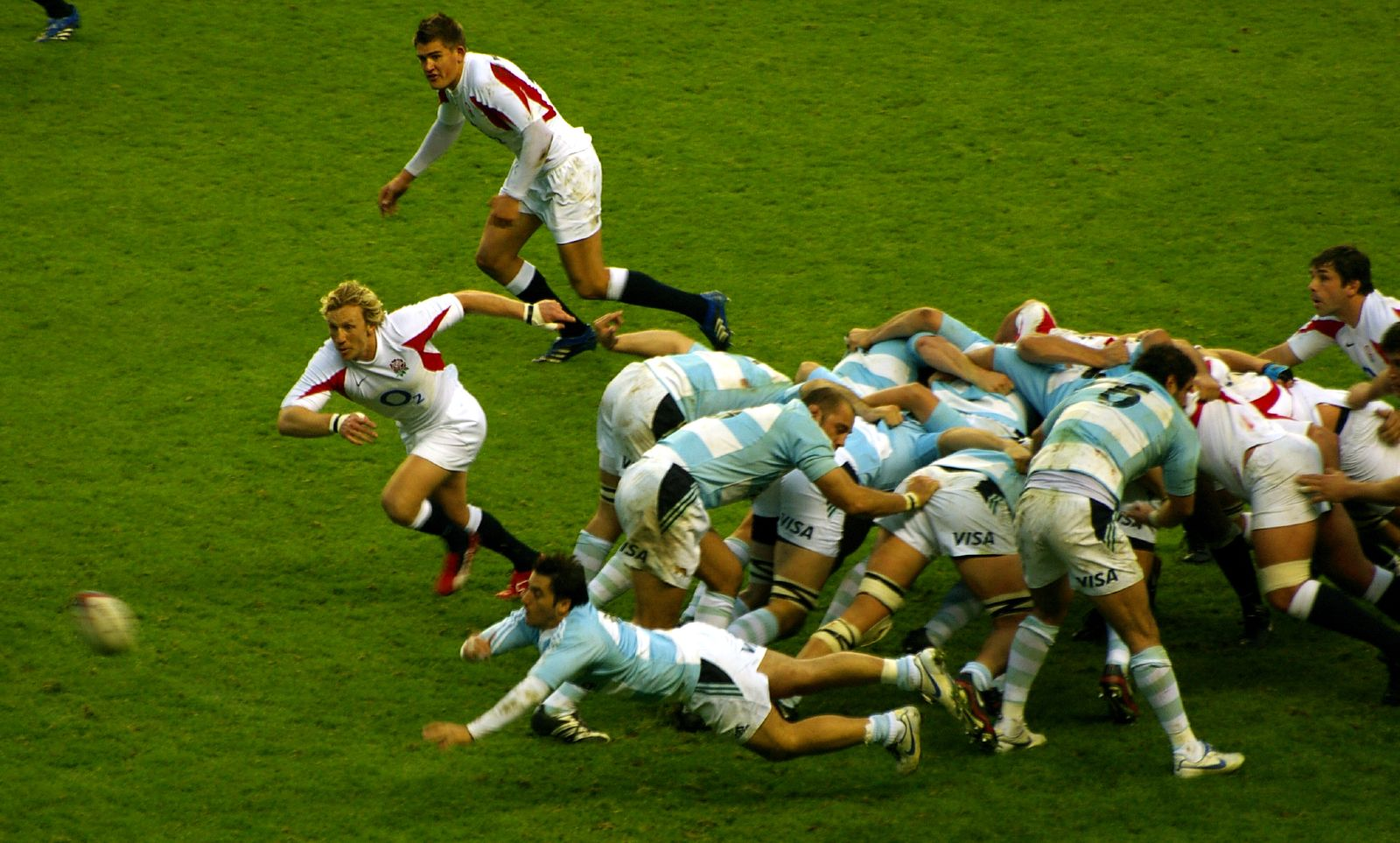
Sortie de mêlée.

#### Durée, remplacements
Un match de rugby est divisé en deux mi-temps de quarante minutes chacune. Dans certaines compétitions il peut y avoir une prolongation de deux fois dix minutes en cas de match nul. L'arbitre siffle la mi-temps ou la fin du match au premier arrêt de jeu (fautes, essais...) qui intervient après la limite des 40 minutes. Certains matchs pouvant ainsi durer jusqu'à 100 minutes.
Les remplacements de joueurs n'étaient autrefois pas autorisés, puis autorisés sur blessure. Le « coaching » (remplacement pour des raisons tactiques) est maintenant permis. Seuls les joueurs présents sur le banc de touche sont autorisés à entrer sur le terrain (soit un effectif potentiel maximum de l'équipe de 22 joueurs). Un joueur qui a été remplacé ne peut plus rentrer sur le terrain (sauf pour les joueurs de première ligne en cas de blessure d'un autre joueur de première ligne). Un joueur qui saigne doit être remplacé pendant qu'il se fait soigner, il pourra ensuite reprendre sa place si la durée pour se faire soigner n'excède pas quinze minutes sinon le remplacement temporaire devient définitif. Depuis 2014 dans les compétitions professionnelles et peu après en amateur, un protocole commotion a été mis en place. Il a pour but d'éviter que les joueurs subissent trop de commotions cérébrales du fait de chocs violents. Il consiste à autoriser le remplacement temporaire d'un joueur ayant subi un contact important afin de vérifier si ce dernier sera ensuite apte à revenir sur le terrain, s'il ne l'est pas le remplacement est définitif.

### Composition d'une équipe

Composition d'une équipe de rugby à XV.

Une équipe de rugby à XV est composée de quinze joueurs avec des postes bien définis. La distinction entre joueurs prend tout son sens sur une phase statique telle que la mêlée ou la touche.
Tout d'abord, on distingue les avants, dénommés aussi plus familièrement les « gros » : ils sont numérotés de 1 à 8 et répartis en trois lignes (1, 2, 3 puis 4, 5 et enfin 6, 7, 8), ils occupent une place bien précise dans la mêlée.
- Les joueurs numérotés 1 et 3 sont les piliers, gauche (en anglais Loosehead Prop pilier « tête libre ») et droit (Tighthead Prop pilier « tête prise »). Ils entourent le talonneur (numéro 2 (Hooker)) et constituent la première ligne. Parfois réputés peu rapides, leur rôle reste essentiel notamment au sein des mêlées où leurs compétences techniques sont aussi déterminantes que leur force. Le talonneur est également celui qui remet le ballon en jeu lors des touches même si on a quelquefois vu d'autres joueurs se charger de cette tâche lorsque le talonneur ne disposait pas d'un bon lancer. Ces joueurs sont surnommés les « gros » en raison de leurs physiques impressionnants : il s'agit souvent des joueurs les plus puissants de l'équipe.
- Les deuxième ligne (numéros 4 (Lock) et 5 (Lock)) sont traditionnellement les plus grands de l'équipe. À l'origine, ils servaient à sauter en touche mais depuis qu'il est autorisé de porter son partenaire lors des touches, d'autres combinaisons sont bien plus utilisées (on fait sauter un troisième ligne pour dérouter l'adversaire).
- Enfin la troisième ligne, deux troisièmes lignes aile (gauche et droite), appelés en anglais flankers, (numéros 6 (Blindside Flanker) et 7 (Openside Flanker)) et un troisième ligne centre (numéro 8) : ces joueurs se doivent d'être à la fois puissants et mobiles pour défendre efficacement sur l'adversaire. Le poste de numéro 8 est le plus souvent tenu par un joueur d'expérience et de grande taille, possédant assez de recul et d'autorité pour orienter le travail de ses équipiers au cours des mêlées.

Ensuite, viennent les demis :
- Le demi de mêlée (numéro 9 (Scrum Half)) : il introduit le ballon dans la mêlée. Si le troisième ligne centre ne s'en saisit pas, c'est lui qui le fait sortir de la mêlée. Petit, agile et vif, il doit dynamiser le jeu et alimenter le reste de son équipe en ballons. Ainsi, après chaque regroupement, il doit, dans la mesure de sa disponibilité, sortir le ballon pour un coéquipier. C'est généralement lui qui joue rapidement les pénalités pour essayer de mettre l'équipe adverse en défaut. Il s'occupe également de lancer le jeu lors de la prise en touche du ballon par un de ses avants.
- Le demi d'ouverture (ou ouvreur, numéro 10 (Fly-Half)) : c'est lui qui touche le plus souvent le ballon dans une équipe. En effet, dans la majorité des cas, il reçoit le ballon du demi de mêlée après un regroupement puisqu'il possède une meilleure vision du jeu avec un recul plus important. C'est à lui de décider s'il tape au pied, porte le ballon ou le passe. Ses qualités de jeu au pied sont généralement reconnues mais ce n'est cependant pas systématiquement lui qui tape les pénalités et transformations dans une équipe. La transmission 9-10 (mêlée-ouverture) est souvent la clé du bon fonctionnement d'une équipe. Ces numéros 9 et 10 forment ce qu'on appelle la charnière, formant la liaison entre les avants et les trois-quarts. Ceux-ci ont généralement des physiques moins épais que leurs coéquipiers des avants mais ont davantage de bagage technique. Ces deux joueurs ont également d'importantes responsabilités tactiques, du fait de leur rôle de distributeurs du jeu.

Enfin, viennent les arrières :
- Les centres ou trois-quarts centre 12 (Inside Centre) et 13 (Outside Centre) : répartis en premier et deuxième centres (en fonction de leur proximité avec l'ouvreur), ils essaient de perforer la défense adverse en combinant technique, rapidité et puissance. Dans le rugby moderne, la distinction entre premier et deuxième centre n'a plus vraiment de sens : on devrait plutôt parler de centre gauche (12) et de centre droit (13).
- Les ailiers ou trois-quarts aile gauche 11 (Left Wing) et droit 14 (Right Wing) : d'un gabarit plus petit, ils sont en bout de ligne d'attaque. Une bonne vitesse et une certaine agilité doivent leur permettre de s'infiltrer dans l'espace non occupé pour aller marquer un essai.
- L'arrière (15 (Fullback)) : dernier rempart avant la ligne d'en-but, il occupe un poste très important car il doit allier des capacités de défenseur à celles d'attaquant. Il reste souvent en retrait pour réceptionner les ballons frappés au pied par l'équipe adverse mais il peut apporter sa contribution à l'offensive de son équipe en amenant le surnombre : on dit alors qu'il « s'intercale ».

Note : Les résultats d'une équipe dépendent souvent des performances des joueurs qui en composent l'épine dorsale (on parle de postes clés ou de colonne vertébrale), c'est-à-dire l'axe central 2-8-9-10-15.

## Équipement

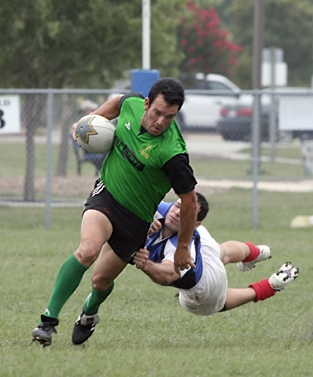
Un joueur de rugby avec son équipement.

Pour se protéger et jouer, les joueurs ont à leur disposition tout un ensemble de matériels. Cet équipement a évolué depuis que le rugby à XV est pratiqué et les technologies modernes ne cessant d'évoluer, la recherche sur les équipements vise à optimiser le rapport solidité/poids.
Une tenue complète traditionnelle de rugby à quinze est composé d'un maillot à col roulé, d'un short souvent plus court que le short d'un sport traditionnel, de longues chaussettes et de chaussures à crampons. Pour minimiser les blessures pendant les matchs et les entraînements, de modestes protections de rugby sont autorisées pour la tête, les épaules et la clavicule, à condition d'être très légères, fines et faciles à comprimer pour pouvoir bénéficier de l'approbation de l'IRB : entre autres, un casque de rugby ou des épaulières. De nombreux joueurs choisissent aussi de porter un protège-dents pour prévenir les dents cassées et aussi un suspensoir ou jock-strap pour protéger les parties génitales.

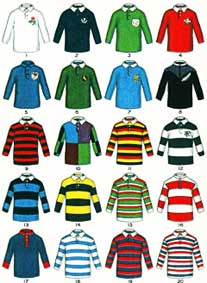
Des maillots de rugby célèbres, illustration d'un magazine du début des années 1920 des maillots des meilleurs clubs et équipes nationales.

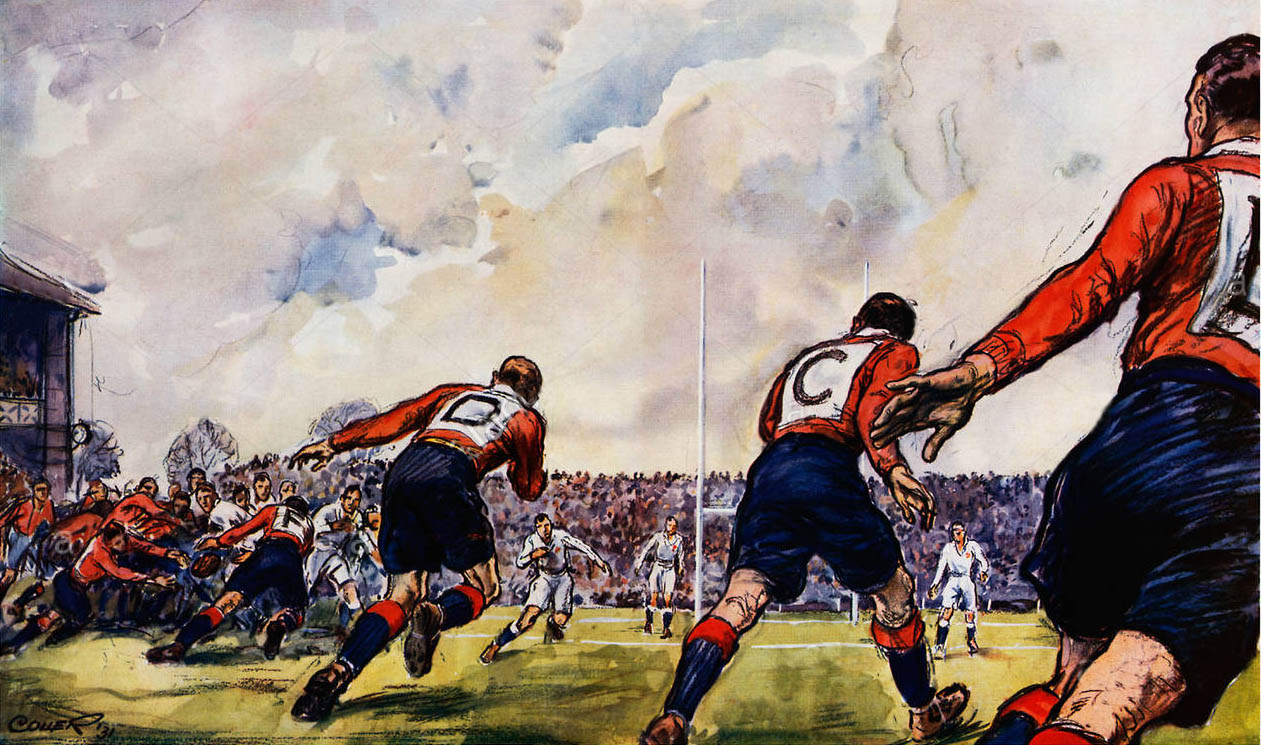
Peinture des trois-quarts gallois lors du match pays de Galles-Angleterre en 1931 à Twickenham.

Chaque joueur porte un maillot numéroté. Les premiers matchs internationaux se jouent avec des équipes de vingt joueurs (c'est le cas pour la première rencontre internationale en 1871 entre l'Écosse et l'Angleterre). Le nombre de joueurs est réduit à quinze en 1876. Cependant, aucune règle de l'IRB n'impose les numéros de 1 à 15 sur les maillots (soit quinze numéros, autant que de joueurs dans une équipe) même pour les compétitions internationales; ainsi, en Angleterre ou au pays de Galles, les joueurs peuvent jouer dans des clubs avec une lettre de A à O compris (le numéro est bien défini pour un poste, cependant la logique diffère entre Leicester et Bristol), avec les numéros de 1 à 15 sur les maillots ou même avec les numéros de 1 à 16, le 13 étant retiré par superstition (Bath). Ainsi, pour le match pays de Galles-Angleterre en 1939, les Gallois évoluent avec des lettres. La réglementation a changé pour imposer un maillot numéroté de 1 à 15[Quand ?].

## Les sélections nationales
La fédération internationale de rugby s'appelle World Rugby depuis 2014, après s'être appelée successivement International Rugby Football Board (1886-1998) puis International Rugby Board (1998-2014).
En 2025, son classement mondial concerne 113 équipes masculines et 66 féminines.

### Les grandes nations du rugby

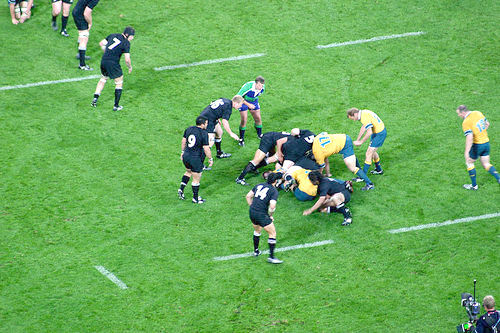
Les All Blacks contre les Wallabies.

- En Nouvelle-Zélande, contrairement à chez ses voisins australiens ou dans les pays concernés par le Tournoi des Six Nations, le rugby à XV est le sport le plus populaire[48], celui qui est pratiqué de préférence par les sportifs les plus talentueux du pays et celui qui attire le plus de spectateurs. Depuis les premiers succès de l’équipe néo-zélandaise à la fin des années 1880, le rugby à XV a permis à la Nouvelle-Zélande d’être mieux connue sur le plan international et, avec les succès des All Blacks au début des années 1900, d’être reconnue comme une grande nation de sport. Depuis un siècle, les Néo-Zélandais sont fiers à juste titre des performances de leur équipe de rugby. Les All Blacks sont connus dans le monde entier, même par des non spécialistes du rugby, et ils sont souvent désignés chaque année comme les meilleurs joueurs de rugby au monde[49].
- En Afrique du Sud, le rugby à XV est l'un des sports majeurs avec le cricket et le football. Mais c'est de loin le rugby à XV qui a procuré le plus de succès et une plus grande visibilité dans le monde. Contrairement à chez les Australiens, les Anglais ou les Gallois, jamais le rugby à XIII n'a pu s'y implanter (car interdit par l'Apartheid[50], [51]) et concurrencer le rugby à XV. Le rugby à XV est un sport très populaire en Afrique du Sud, celui qui est pratiqué de préférence par les sportifs les plus talentueux du pays et celui qui attire le plus de spectateurs de la minorité des blancs. Depuis les premiers succès de l'équipe sud-africaine au début XXe siècle, le rugby à XV a permis à l'Afrique du Sud d'être mieux connue sur le plan international. Près d'un siècle plus tard, les succès des Springboks lors des Coupes du monde de 1995 et 2007 ont fait d'elle une grande nation du sport. Par contre, la majorité noire a assimilé le rugby au pouvoir blanc et les ghettos de Soweto ont longtemps aimé exclusivement le football, délaissant le rugby ou même soutenant les adversaires des Springboks[52].
- En Australie, les sports les plus populaires sont la natation, le football australien, le golf, le football ou soccer, le rugby à XIII, le cricket et enfin le rugby à XV. Selon le rapport de Sweeney Sports de 2006, établi sur la participation, le nombre de spectateurs et la couverture des medias, les principaux sports en Australie sont la natation (61 %), le cricket (54 %), le football australien (54 %), le tennis (52 %), le football (soccer) (50 %), suivis par le rugby à XIII (42 %), et le rugby à XV (40 %)[53]. Contrairement à ce qui se passe chez leurs voisins néo-zélandais, le rugby à XV n’est pas le sport le plus populaire des Australiens. Il connaît quand même un grand succès populaire depuis qu'il s'est implanté sur le continent en 1864. Le rugby à XV, appelé plus simplement le rugby, est un des sports estivaux les plus populaires d’Australie, et il est pratiqué autant à un niveau professionnel qu’amateur ou de loisir. Les joueurs aborigènes, ou des îles, peuvent suivant la saison, pratiquer le rugby à XV, le rugby à XIII et le football australien. L'équipe d'Australie de rugby à XV a remporté deux titres de champion de monde, en 1991 et 1999.
- Les cinq nations de l'ancien Tournoi des Cinq Nations :
  - L'Angleterre ; surnommée le XV de la Rose et la seule de l'hémisphère nord à avoir remporté la Coupe du monde
  - L'Écosse ; surnommée le XV du Chardon
  - La France : sur un plan mondial, de son premier match en 1906 aux rencontres de la Coupe du monde de rugby à XV et en passant par les tournées d'automne, le XV de France connait une rivalité historique avec l'équipe de Nouvelle-Zélande, marquée par sa première victoire à l'Eden Park d'Auckland en (1979), son « essai du bout du monde » victorieux en 1994 au même endroit, deux succès en Coupe du monde (demi-finale 1999 et quart de finale 2007) et deux défaites en finale de la compétition planétaire (1987 et 2011). Sur le continent européen, c'est avec l'Angleterre que la rivalité est la plus forte, les oppositions annuelles entre les deux nations ayant gagné l’appellation The Crunch (le moment décisif). Le XV de France, trois fois finaliste de la Coupe du monde et comptant depuis soixante-dix ans parmi les meilleures équipes de rugby de la planète, a gagné au fil de son histoire la réputation de pratiquer un jeu offensif très apprécié par les amateurs de rugby à XV, en France et à l'étranger où on l'appelle le Beau jeu ou French flair. Au 3 février 2025, il occupe la quatrième place au classement[54] des équipes nationales de rugby. Cette équipe a compté de nombreux joueurs talentueux, comme Serge Blanco, Jean-Pierre Rives, Philippe Sella, Jean Prat, Jo Maso et André Boniface qui font tous partie du Temple international de la renommée du rugby.
  - Pays de Galles ; surnommée  le XV du Poireau ou plus rarement les Diables rouges.
  - Irlande ; surnommée le XV du Trèfle, elle a occupé la première place mondiale au début des années 2020.

### Confidentiel ou universel?

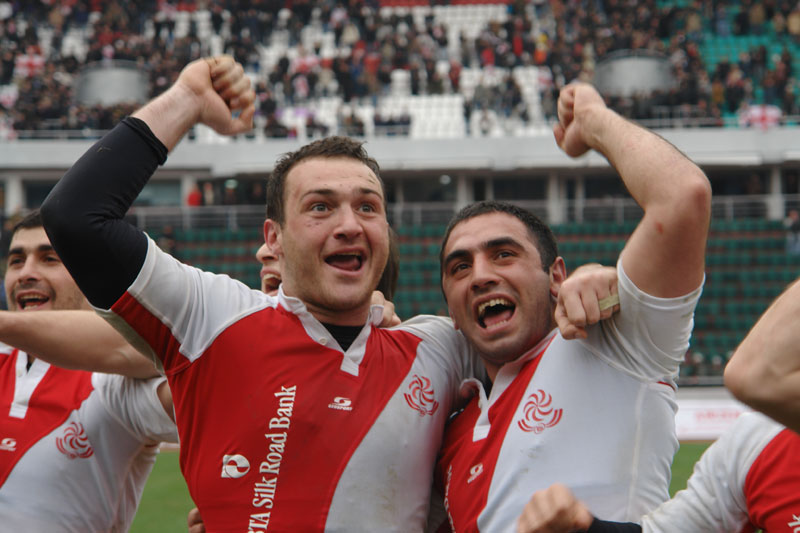
Les Géorgiens célèbrent une victoire sur les Russes en 2007.

Le rugby à quinze est un sport populaire, avec une tradition et un enracinement anciens, en Afrique du Sud, en Angleterre, en Argentine, en Australie, au Canada, en Écosse, aux Fidji, en France, en Géorgie, en Irlande, en Italie, au Japon, en Nouvelle-Zélande, au pays de Galles, en Roumanie, aux Samoa et aux Tonga. C'est le sport national et la fierté du pays de Galles et de la Nouvelle-Zélande, mais aussi d'autres pays moins connus où il se pratique au niveau amateur, comme Madagascar dont il est le sport national. D'autres pays ont une longue tradition de rugby, même si c'est un sport localement confidentiel pratiqué par une minorité, comme les États-Unis, le Sri Lanka, l'Inde, Singapour, la Malaisie, le Paraguay, l'Uruguay, le Chili, l'Allemagne, la Belgique, la Russie, le Portugal, l'Espagne et de nombreux pays africains dont les pays limitrophes de l'Afrique du Sud (Zimbabwe, Namibie) en plus de la Côte d'Ivoire et du Maroc. Ainsi, les États-Unis sont champions olympiques en titre, depuis Paris et 1924. Le premier club allemand est fondé la même année que le premier club français, le premier club canadien avant. Le rugby à quinze a gagné du crédit en Italie avec l'incorporation pour l'édition de l'an 2000 du Tournoi des Six Nations de son équipe nationale. Le Japon a obtenu l'organisation de la Coupe du monde 2019 et son championnat offre de solides garanties financières. Il compte plus de 100 000 licenciés[réf. nécessaire].
Divers archipels polynésiens ou mélanésiens (Fidji, Tonga, Samoa) affichent une culture quinziste. Très originalement, il n'est pas rare que selon l'avancée des saisons, les joueurs pratiquent le XV, le XIII ou le VII. Le haut niveau ne s'y conçoit cependant que dans l'exil en Nouvelle-Zélande, en Australie ou en Europe.
Les licenciés de rugby à quinze dans le monde en 2018 (en milliers)
World Rugby, auparavant International Rugby Board (IRB), créé en 1886, gouverne ce sport et publie les règles.
Depuis septembre 2003, le classement des équipes nationales masculines est publié tous les lundis. Sur la même page figure également le classement des équipes nationales féminines.
Au 28 mars 2025, 132 fédérations sont des membres affiliés à six associations régionales. Selon les informations de World Rugby, le rugby à quinze est pratiqué dans plus de cent trente pays sur les six continents par huit millions d'hommes et de femmes de tout âge.

Le rugby à XV dans le monde en 2018.
Amérique du Nord :
> 100000 licenciés
> 40000 licenciés
> 20000 licenciés
> 10000 licenciés
> 5000 licenciés
< 5000 licenciés
Amér. centrale et du Sud :
> 100000 licenciés
> 40000 licenciés
> 20000 licenciés
> 10000 licenciés
> 5000 licenciés
< 5000 licenciés
Europe :
> 200000 licenciés
> 100000 licenciés
> 40000 licenciés
> 20000 licenciés
> 10000 licenciés
> 5000 licenciés
< 5000 licenciés
Afrique :
> 600000 licenciés
> 200000 licenciés
> 100000 licenciés
> 40000 licenciés
> 20000 licenciés
> 10000 licenciés
> 5000 licenciés
< 5000 licenciés
Asie :
> 100000 licenciés
> 40000 licenciés
> 20000 licenciés
> 10000 licenciés
> 5000 licenciés
< 5000 licenciés
Océanie :
> 200000 licenciés
> 100000 licenciés
> 40000 licenciés
> 20000 licenciés
> 10000 licenciés
> 5000 licenciés
< 5000 licenciés

### Sélections occasionnelles
Les Lions britanniques et irlandais sont composés des meilleurs joueurs d'Angleterre, d'Écosse, du pays de Galles et d'Irlande. C'est une équipe de tournée, qui ne joue que tous les quatre ans depuis 1989. Les rencontres ont lieu chez les trois nations majeures de l'hémisphère sud, à savoir l'Afrique du Sud, l'Australie et la Nouvelle-Zélande. Jouer pour les Lions est un très grand honneur, plus grand même que jouer pour son équipe nationale[réf. nécessaire], il en est de même pour leurs adversaires, qui n'ont l'occasion de les rencontrer que tous les douze ans (une tournée tous les quatre ans en alternant l'Afrique du Sud, l'Australie et la Nouvelle-Zélande).
D'autres équipes ont copié ce format, ou se forment occasionnellement sans avoir cette aura. L'équipe des Māori de Nouvelle-Zélande est une équipe qui joue habituellement contre des équipes nationales qui sont en tournée en Nouvelle-Zélande.
Les Pacific Islanders sont une équipe formée depuis 2004 des meilleurs joueurs des îles Fidji, Tonga et Samoa. Elle est de fait mise en sommeil depuis 2009.

## Compétitions

### Compétitions mondiales

#### Coupe du monde masculine
Le rugby à XV est un ancien sport olympique qui fait son apparition aux Jeux olympiques d'été de 1900 à Paris. On le revoit par la suite à trois reprises en 1908, 1920 et 1924, date du retrait de ce sport du programme olympique par le CIO. L'équipe la plus titrée est celle des États-Unis avec deux médailles d'or.
Une Coupe du monde est organisée tous les quatre ans depuis 1987 par l'International Rugby Board (IRB, fédération internationale, devenue en 2014 World Rugby).
Malgré une ouverture aux différents continents et aux nouveaux venus par un processus complexe de qualification par zone sur trois ans, le bilan fait apparaître clairement que la compétition est jusqu'ici dominée par cinq nations (trois de l'hémisphère Sud et deux européennes) : l'Australie, la Nouvelle-Zélande, l'Afrique du Sud, l'Angleterre et la France. Ce sont en effet les seules équipes qui sont parvenues en finale à ce jour (2023).
| Édition | Organisateur                  | Vainqueur        | Finaliste        | Score   | Date et lieu                  | Troisième        | Quatrième        | Score |
| ------- | ----------------------------- | ---------------- | ---------------- | ------- | ----------------------------- | ---------------- | ---------------- | ----- |
| 1987    | Nouvelle-Zélande et Australie | Nouvelle-Zélande | France           | 29 - 9  | 20 juin 1987 à Auckland       | Pays de Galles   | Australie        | 22-21 |
| 1991    | Angleterre                    | Australie        | Angleterre       | 12 - 6  | 2 novembre 1991 à Twickenham  | Nouvelle-Zélande | Écosse           | 13-6  |
| 1995    | Afrique du Sud                | Afrique du Sud   | Nouvelle-Zélande | 15 - 12 | 24 juin 1995 à Johannesbourg  | France           | Angleterre       | 19-9  |
| 1999    | Pays de Galles                | Australie        | France           | 35 - 12 | 6 novembre 1999 à Cardiff     | Afrique du Sud   | Nouvelle-Zélande | 22-19 |
| 2003    | Australie                     | Angleterre       | Australie        | 20 - 17 | 22 novembre 2003 à Sydney     | Nouvelle-Zélande | France           | 40-13 |
| 2007    | France                        | Afrique du Sud   | Angleterre       | 15 - 6  | 20 octobre 2007 à Saint-Denis | Argentine        | France           | 34-10 |
| 2011    | Nouvelle-Zélande              | Nouvelle-Zélande | France           | 8 - 7   | 23 octobre 2011 à Auckland    | Australie        | Pays de Galles   | 21-18 |
| 2015    | Angleterre et pays de Galles  | Nouvelle-Zélande | Australie        | 34 - 17 | 31 octobre 2015 à Twickenham  | Afrique du Sud   | Argentine        | 24-13 |
| 2019    | Japon                         | Afrique du Sud   | Angleterre       | 32 - 12 | 2 novembre 2019 à Tokyo       | Nouvelle-Zélande | Pays de Galles   | 40-17 |
| 2023    | France                        | Afrique du Sud   | Nouvelle-Zélande | 12 - 11 | 28 octobre 2023 à Saint-Denis | Angleterre       | Argentine        | 26-23 |

Remarques
- Trois autres nations ont atteint le stade des demi-finales : le pays de Galles en 1987 et 2011, l'Écosse en 1991 et l'Argentine en 2007 et 2015.
- Quatre autres ont disputé un quart de finale (Fidji en 1987 et 2007, Samoa en 1991 et 1995, Irlande toutes sauf en 1995 et 2007, enfin Canada en 1991), soit douze en tout ayant atteint les quarts de finale.
- La Nouvelle-Zélande est la seule nation à n'avoir connu qu'une seule élimination avant les demi-finales, en 2007.
- La France est la seule à avoir participé à une ou plusieurs finales de la Coupe du monde sans en avoir gagné aucune.

##### Bilan
Classement des huit nations qui ont atteint au moins une fois les demi-finales de la Coupe du monde :

Meilleur classement des pays ayant participé à la Coupe du monde de rugby.

| Rang | Nation           | 1re | 2e | 3e | 4e | 5e et + |
| ---- | ---------------- | --- | -- | -- | -- | ------- |
| 1    | Nouvelle-Zélande | 3   | 1  | 3  | 1  | 1       |
| 2    | Afrique du Sud   | 3   | 0  | 2  | 0  | 2       |
| 3    | Australie        | 2   | 2  | 1  | 1  | 3       |
| 4    | Angleterre       | 1   | 3  | 0  | 1  | 4       |
| 5    | France           | 0   | 3  | 1  | 2  | 3       |
| 6    | Pays de Galles   | 0   | 0  | 1  | 2  | 6       |
| 7    | Argentine        | 0   | 0  | 1  | 1  | 7       |
| 8    | Écosse           | 0   | 0  | 0  | 1  | 8       |

| Édition   | 1987 | 1991 | 1995 | 1999 | 2003 | 2007 | 2011 | 2015 | 2019 |
| Afrique   | 1    | 1    | 2    | 2    | 2    | 2    | 2    | 2    | 2    |
| Amériques | 3    | 3    | 2    | 4    | 4    | 3    | 3    | 4    | 4    |
| Asie      | 1    | 1    | 1    | 1    | 1    | 1    | 1    | 1    | 1    |
| Europe    | 7    | 7    | 7    | 8    | 8    | 9    | 9    | 8    | 8    |
| Océanie   | 4    | 4    | 4    | 5    | 5    | 5    | 5    | 5    | 5    |
| Total     | 16   | 16   | 16   | 20   | 20   | 20   | 20   | 20   | 20   |
| --------- | ---- | ---- | ---- | ---- | ---- | ---- | ---- | ---- | ---- |

##### Nouveaux participants
Le règlement de qualification de la Coupe du monde assure que tous les continents sont représentés dans le tournoi final grâce à une phase de qualification par zones géographiques. Depuis la première édition de 1987 jouée entre seize nations invitées, de nouveaux pays ont fréquemment fait leur première apparition :
- 1991 :  Samoa
- 1995 :  Côte d'Ivoire,  Afrique du Sud
- 1999 :  Namibie,  Espagne,  Uruguay
- 2003 :  Géorgie
- 2007 :  Portugal
- 2011 :  Russie
- 2023 :  Chili

Au total et depuis la première édition de 1987, vingt-six équipes nationales sont parvenues à se qualifier au moins une fois pour le tournoi final d'une des éditions.

#### Coupe du monde féminine
La première édition de la Coupe du monde féminine a lieu en 1991 à Cardiff, malgré une certaine opposition des instances fédératives qui ne la reconnaissent pas. Les États-Unis deviennent la première nation championne du monde, suivie par l'Angleterre en 1994.
La Coupe du monde féminine de rugby à XV 1998 est la première à être officiellement reconnue par la Fédération internationale de rugby (IRB). Elle s'est déroulée à Amsterdam, aux Pays-Bas. La compétition est jusqu'ici dominée par une équipe, la Nouvelle-Zélande, nation six fois titrée, dont les deux dernières éditions. L'Angleterre est l'autre nation forte de la compétition, ayant atteint la finale à huit reprises en neuf éditions, pour deux victoires finales.
| Édition | Organisateur     | Vainqueur        | Finaliste  | Score   | Lieu et date de la finale                 |
| ------- | ---------------- | ---------------- | ---------- | ------- | ----------------------------------------- |
| 1991    | Pays de Galles   | États-Unis       | Angleterre | 19 - 6  | Cardiff, le 14 avril 1991                 |
| 1994    | Écosse           | Angleterre       | États-Unis | 38 - 23 | Édimbourg, le 24 avril 1994               |
| 1998    | Pays-Bas         | Nouvelle-Zélande | États-Unis | 44 - 12 | Amsterdam, le 16 mai 1998                 |
| 2002    | Espagne          | Nouvelle-Zélande | Angleterre | 19 - 9  | Barcelone, le 25 mai 2002                 |
| 2006    | Canada           | Nouvelle-Zélande | Angleterre | 25 - 17 | Edmonton, le 17 août 2006                 |
| 2010    | Angleterre       | Nouvelle-Zélande | Angleterre | 13 - 10 | Twickenham (Londres), le 5 septembre 2010 |
| 2014    | France           | Angleterre       | Canada     | 21 - 9  | Stade Jean-Bouin (Paris), le 17 août 2014 |
| 2017    | Irlande          | Nouvelle-Zélande | Angleterre | 41 - 32 | Belfast, le 26 août 2017                  |
| 2021    | Nouvelle-Zélande | Nouvelle-Zélande | Angleterre | 34- 31  | Auckland (Eden Park) le 12 novembre 2022  |

| Sélection             | 1991         | 1994 | 1998 | 2002 | 2006 | 2010 | 2014 | 2017 | 2021            |
| --------------------- | ------------ | ---- | ---- | ---- | ---- | ---- | ---- | ---- | --------------- |
| Nouvelle-Zélande      | 3e           | Non  | 1re  | 1re  | 1re  | 1re  | 5e   | 1re  | 1re             |
| Angleterre            | 2e           | 1re  | 3e   | 2e   | 2e   | 2e   | 1re  | 2e   | 2e              |
| États-Unis            | 1re          | 2es  | 2es  | 7es  | 5es  | 5es  | 6es  | 4es  | quart de finale |
| Canada                | 2e de poule  | 6e   | 4e   | 4e   | 4e   | 6e   | 2e   | 5e   | 4e              |
| France                | 3e           | 3e   | 8e   | 3e   | 3e   | 4e   | 3e   | 3e   | 3e              |
| Australie             | Non          | Non  | 5e   | 5e   | 7e   | 3e   | 7e   | 6e   | quart de finale |
| Irlande               | Non          | 7e   | 10e  | 13e  | 8e   | 7e   | 4e   | 8e   | Non             |
| Pays de Galles        | 3e de poule  | 4e   | 11e  | 10e  | Non  | 9e   | 8e   | 7e   | quart de finale |
| Écosse                | Non          | 5e   | 6e   | 6e   | 6e   | 8e   | Non  | Non  | 4e de poule     |
| Espagne               | 2e de poule  | Non  | 7e   | 8e   | 9e   | Non  | 9e   | 10e  | Non             |
| Japon                 | 3e de poule  | 8e   | Non  | 14e  | Non  | Non  | Non  | 11e  | 4e de poule     |
| Kazakhstan            | Non          | 9e   | 9e   | 11e  | 11e  | 11e  | 12e  | Non  | Non             |
| Samoa                 | Non          | Non  | Non  | 9e   | 10e  | Non  | 11e  | Non  | Non             |
| Italie                | 3e de poule  | Non  | 12e  | 12e  | Non  | Non  | Non  | 9e   | quart de finale |
| Afrique du Sud        | Non          | Non  | Non  | Non  | 12e  | 10e  | 10e  | Non  | 4e de poule     |
| Suède                 | 2e de poule  | 10e  | 15e  | Non  | Non  | 12e  | Non  | Non  | Non             |
| URSS / Russie         | 3e de poule  | 11e  | 16e  | Non  | Non  | Non  | Non  | Non  | Non             |
| Étudiantes écossaises | Non          | 12es | Non  | Non  | Non  | Non  | Non  | Non  | Non             |
| Hong Kong             | Non          | Non  | Non  | Non  | Non  | Non  | Non  | 12e  | Non             |
| Pays-Bas              | 2es de poule | Non  | 13es | 15es | Non  | Non  | Non  | Non  | Non             |
| Allemagne             | Non          | Non  | 14e  | 16e  | Non  | Non  | Non  | Non  | Non             |
| Fidji                 | Non          | Non  | Non  | Non  | Non  | Non  | Non  | Non  | 3e de poule     |

#### Coupe du monde en catégorie junior
Les championnats du monde de rugby des moins de 19 ans et des moins de 21 ans permettent aux catégories juniors de disputer également une compétition internationale pendant plusieurs années. À la suite de la décision de l'IRB de restructurer ces compétitions, le championnat du monde junior est créé en 2008, remplaçant les championnats du monde des moins de 19 ans et des moins de 21 ans.

### Compétitions continentales

#### Tournoi des Six Nations

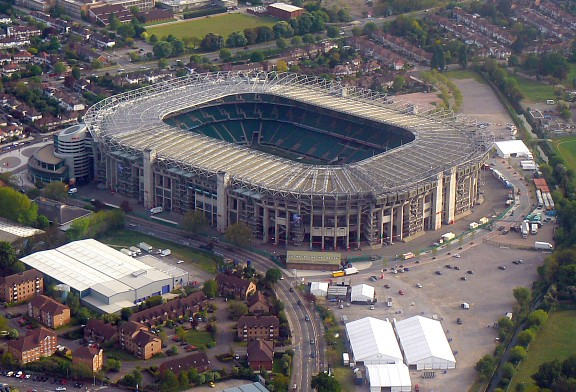
Le stade de Twickenham à Londres, l'un des stades consacrés au rugby à XV ayant la plus grande capacité d'accueil avec environ 82000 places.

Le Tournoi des Six Nations est la première compétition opposant des équipes nationales. Institué en 1883, ce tournoi oppose tout d'abord l'Angleterre, l'Écosse, l'Irlande et le pays de Galles, c'est le Tournoi britannique de rugby à XV. Avec l'arrivée de la France en 1910, le tournoi est rebaptisé « Tournoi des cinq nations ». L'Italie rejoint le Tournoi qui devient des Six Nations en 2000.
Le Tournoi des Six Nations féminin est beaucoup plus récent puisqu'il débute par un Tournoi britannique seulement en 1996, opposant l'Angleterre, l'Écosse, l'Irlande et le pays de Galles. Ces équipes sont rejointes en 1999 par la France, puis en 2000 par l'Espagne tandis que l'Irlande fait une pause de deux années. Le tournoi passe à six nations en 2002 avec son retour. Le tournoi prend sa composition actuelle en 2007 avec le remplacement de l'Espagne par l'Italie et joue depuis les mêmes adversaires aux mêmes dates que les équipes masculines.
Chaque équipe affronte une fois chacune des autres, celle qui gagne le plus grand nombre de matchs remporte le Tournoi. Si une équipe remporte tous ses matchs, elle réalise un « Grand Chelem ». Ce titre, bien qu'honorifique, est beaucoup plus recherché qu'une simple victoire dans le Tournoi.

#### Tri-nations / The Rugby Championship
The Rugby Championship, autrefois appelée « Tri-nations » est une compétition annuelle créée en 1996 qui réunit les quatre nations majeures de l'hémisphère sud : l'Afrique du Sud, l'Australie, la Nouvelle-Zélande. En 2012, l'Argentine est admise à participer à ce qui devient le Rugby Championship. Chaque équipe affronte deux fois ses adversaires, sur un format aller-retour, entre août et octobre. Pour la première fois en 2006, la compétition donne lieu à neuf rencontres au lieu de six, chaque équipe recevant trois fois.
La SANZAR, instance organisatrice de la compétition, a accepté, sous conditions, la participation de l'Argentine à partir de l'édition 2012. La compétition fut renommée The Rugby Championship, l'appellation Four Nations ayant déjà été déposée pour le tournoi analogue de rugby à XIII.

#### Autres compétitions

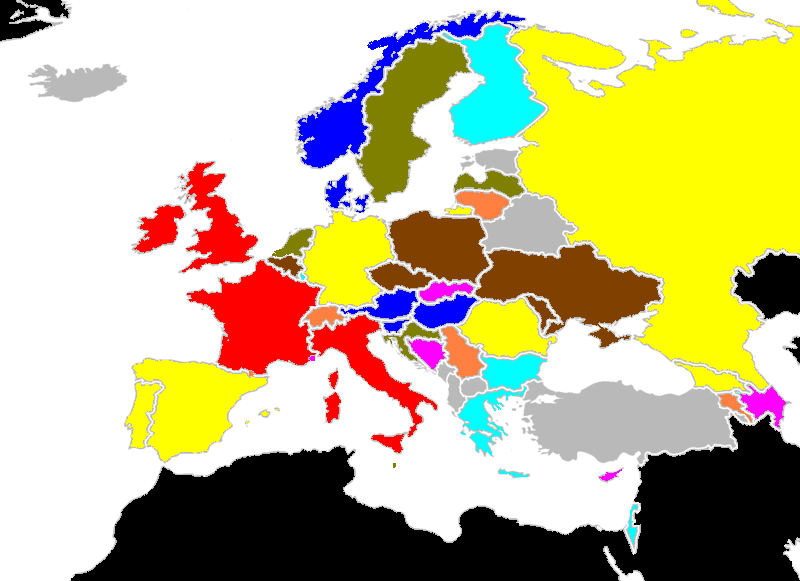
Les différentes divisions européennes par couleur, ici telles qu'en 2008.

L'IRB organise à travers ses six associations continentales des compétitions pour permettre aux autres nations de jouer des matchs internationaux et de se développer.
En Europe, la FIRA–AER organise depuis 1934 le Championnat européen des nations. Le tournoi est bisannuel entre 2000 et 2016 puis annuel depuis 2017. 36 nations sont engagées dans sept divisions pour l'édition 2008-2010. En Amérique du Sud, le championnat, créé en 1951, comporte deux divisions depuis 2004. En 2008, l'Asian Rugby Football Union a développé le championnat des nations créé en 1969 en une compétition regroupant 23 nations en six divisions : le Tournoi des cinq nations asiatique.
De nouvelles compétitions sont également créées. La Confédération africaine de rugby organise depuis 2000 la Coupe d'Afrique.
En Amérique du Nord, la Coupe Churchill permettait jusqu'en 2011 aux États-Unis et au Canada d'affronter d'autres sélections internationales. En 2016 a lieu la première édition de l'Americas Rugby Championship, reprenant le principe du Six Nations avec les équipes des Jaguars d'Argentine (équipe réserve du pays), du Brésil, du Canada, du Chili, des États-Unis et de l'Uruguay.
Enfin, la Coupe des nations du Pacifique et l'Oceania Cup, organisées depuis 2006 et 2007 par la FORU met aux prises les équipes d'Océanie.

### Compétitions internationales de clubs
- Coupe d'Europe de rugby à XV : compétition regroupant chaque année les meilleurs clubs européens.
- Challenge européen : compétition regroupant chaque année les clubs européens non qualifiés pour la Coupe d'Europe.
- Bouclier européen : ancienne compétition organisée de 2002 à 2005 qui était une compétition de repêchage pour les clubs éliminés au premier tour du Challenge européen. Elle constituait le troisième niveau dans la hiérarchie des compétitions européennes.
- Bouclier continental de rugby à XV : Compétition européenne créée en 2014 elle est qualificative pour le Challenge européen et ouverte aux clubs roumains, portugais, belges, géorgiens, russes, espagnols, italiens et allemands. elle est troisième dans la hiérarchie des compétitions européennes.
- Super Rugby : équivalent de la Coupe d'Europe pour l'hémisphère Sud, ce championnat réunit tous les ans depuis 1996 des provinces d'Afrique du Sud, d'Australie et de Nouvelle-Zélande. Au fil des années le nom et le format de la compétition a beaucoup évolué. Depuis 2016, et l'intégration d'une équipe japonaise (Sunwolves), et d'une équipe argentine (Jaguars), il y a désormais dix-huit équipes.
- Pro14 : compétition de rugby à XV réunissant des clubs gallois, des provinces irlandaises, écossaises, italiennes et sud-africaines.
- Copa Ibérica de rugby, faisant s'affronter le champion d'Espagne et le champion du Portugal.

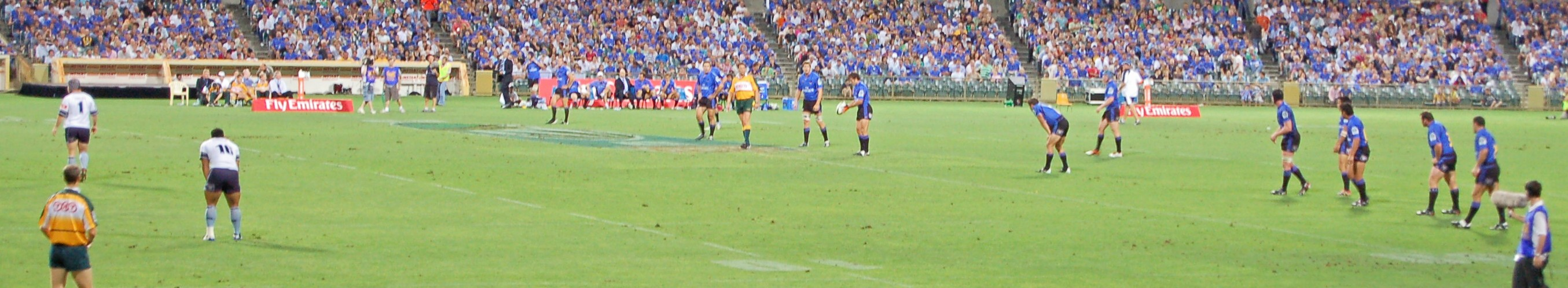
Rencontre Western Force (Bleu) / New South Wales Waratahs (Blanc) lors du Super 14.

### Compétitions nationales de clubs
- Championnat de France de rugby à XV (Top 14)
- Championnat de France de rugby à XV de 2e division (Pro D2)
- Challenge Yves du Manoir (Coupe de France - Coupe de la Ligue)
- Championnat d'Angleterre de rugby
- Championnat d'Angleterre de rugby à XV de 2e division
- Coupe d'Angleterre
- Championnat d'Italie de rugby
- Currie Cup (provinces d'Afrique du Sud)
- National Provincial Championship (Nouvelle-Zélande)
- Championnat d'Espagne de rugby à XV
- Championnat du Portugal de rugby à XV
- Coupe du Portugal de rugby à XV
- Championnat de Roumanie de rugby à XV

## Les grands champions
Tout au long de son histoire, le rugby à XV a compté un grand nombre de joueurs d’exception. Il n’est pas possible de les citer tous ici, on se reportera à Catégorie:Joueur de rugby à XV par nationalité pour en avoir une liste plus complète.
La liste suivante est limitée à des joueurs qui ont au moins soixante sélections en équipe nationale, plus quelques personnalités marquantes (capitaines, membres du Temple international de la renommée du rugby, joueurs comptant moins de sélections mais ayant évolué à une époque où il y avait moins de matchs internationaux).

### Les grands champions de l'ère classique

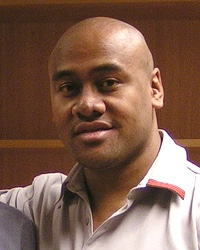
Jonah Lomu

Depuis la fin du XIXe siècle, qui a été marqué par l'apparition du Tournoi qui existe toujours de nos jours, de très nombreux joueurs se sont illustrés. Ainsi, jusqu'au début de l'ère Open en 1995, plusieurs champions ont marqué l'histoire du rugby à XV.
Les plus illustres d'entre eux sont sans doute:
- Danie Craven auteur d'un Grand Chelem pour les Springboks en tournée en Grande-Bretagne et en Irlande en 1931-1932.
- Frik du Preez, record sud-africain de sélections de l'époque (38), le plus grand joueur sud-africain du XXe siècle[68].
- Colin Meads dispute 55 tests matchs avec les All Blacks de 1957 à 1971.
- Gareth Edwards est capitaine du pays de Galles à 20 ans en février 1968 contre l'Écosse pour une victoire 5 à 0 à Cardiff. Il fait partie de l'équipe du pays de Galles qui domine le Tournoi des Cinq Nations, gagnant le titre sept fois avec trois Grands Chelems. Il jouera ainsi 53 fois consécutivement pour son équipe nationale, dont treize comme capitaine. Une statue à son effigie a même été édifiée de son vivant dans le centre de Cardiff.
- JPR Williams, vainqueur de trois Grands Chelems et six Triples Couronnes dans le Tournoi des Cinq Nations, ne sera pas battu lors de ses dix rencontres contre les Anglais.
- Jean-Pierre Rives est le capitaine incontournable de l'équipe de France, avec laquelle il gagne deux Grands Chelems, en 1977 et 1981.
- Hugo Porta a connu 57 sélections en équipe d'Argentine dont 34 en tant que capitaine entre 1971 et 1990 inscrivant 529 points.
- David Campese, avec ses 101 sélections en équipe d'Australie, a été longtemps le recordman mondial, avant d'être battu par le Français Philippe Sella. Il détenait le record du monde d'essais en match international, avec 64 réalisations, avant d'être dépassé par le Japonais Daisuke Ohata en 2006. Il gagne la Coupe du monde de rugby 1991 en Angleterre.
- Serge Blanco est un des acteurs de la victoire française lors de six Tournois des cinq nations (1981, 1983, 1986, 1987, 1988 et 1989), dont deux Grands Chelems en 1981 et en 1987.
- Jonah Lomu, néo-zélandais, joue au poste d'ailier, intègre l'équipe des All Black en 1994. Arrivé sur la scène internationale du rugby à XV après le début de la « mondialisation » de ce sport – opérée par la création en 1987 de la Coupe du monde – Jonah Lomu est généralement considéré comme l'une des premières stars de ce sport jusqu'alors peu médiatisé. Il marque les esprits lors de la Coupe du monde de 1995 en Afrique du Sud, en marquant sept essais en cinq matchs.
- Philippe Sella, international français, il fut, pendant un temps, le recordman mondial de matchs internationaux joués avec ses 111 sélections à une époque où il y avait moins de matchs internationaux qu'à la période professionnelle. Il fait partie du Temple international de la renommée du rugby. 50 matchs dans le Tournoi des Cinq Nations pour six titres et un Grand Chelem. Il est finaliste de la première Coupe du monde en 1987.

### Les grands champions de l'époque moderne
- Le Néo-Zélandais Richie McCaw joue dans le Super 14 avec les Canterbury Crusaders. Il est le capitaine des All Blacks de 2001 à 2015, il est désigné meilleur joueur mondial de l'année en 2006, 2009 et 2010. Il a joué 148 matchs avec les All Black marquant 27 essais.
- L'Irlandais Brian O'Driscoll est devenu une référence, par sa propension à percer les défenses, à créer le danger. Il conduit l'Irlande à quatre Triples couronnes, un Tournoi et un Grand Chelem.
- L'Anglais Jonny Wilkinson domine le rugby à XV mondial avant de connaître de nombreuses blessures. En 2003, il est la pièce maîtresse du XV de la Rose et offre la Coupe du monde à l'Angleterre sur un drop à la dernière minute de la prolongation contre les Wallabies. Il est nommé joueur de l'année en 2003 par l'IRB.
- Le Gallois Shane Williams, ailier au volume de jeu énorme, impressionnant par sa petite taille (1,70 m). Il inscrit 58 essais en 87 tests avec le pays de Galles. Il est nommé cette même année meilleur joueur IRB.
- Le Français Thierry Dusautoir est le joueur possédant le record de capitanats de l'équipe de France. Il se distingue notamment par son courage sur le terrain et par son efficacité dans les plaquages. Il remporte avec l'équipe de France le Grand Chelem en 2010 et hisse son équipe à la seconde place de la Coupe du monde 2011, finale perdue contre les All Blacks sur un score de 7 à 8 après un match extrêmement serré. Avec son équipe de club du Stade toulousain, il remporte également la Coupe d'Europe en 2010 et le Top 14 en 2008, 2011, et 2012 (et deux autres en 2005 et 2006 avec son ancien club du Biarritz Olympique. Il a été élu meilleur joueur de l'année 2011 par l'IRB.
- Le Sud-Africain Bryan Habana, à seulement vingt-quatre ans, remporte le Super 14 avec les Bulls, et égale le record de huit essais inscrits en une seule Coupe du Monde, record détenu par Jonah Lomu et remporte la Coupe du monde de rugby 2007 en France, avec les Springboks. Au 7 décembre 2022, Bryan Habana a joué 124 matchs pour les Springboks et il a inscrit 67 essais. Il a été sacré meilleur joueur mondial de l'année 2007 par l'IRB.
- L'Argentin Juan Martín Hernández est surnommé « el mago » (le magicien). Il est champion de France 2006-2007 et troisième de la Coupe du monde de rugby 2007.
- Le Néo-Zélandais Dan Carter est considéré comme le meilleur ouvreur de tous les temps, il est doté d'une vision de jeu exceptionnelle et d'un jeu au pied des plus précis. Il a remporté deux fois la Coupe du monde en 2011 et 2015. Il a remporté par huit fois le Rugby Championship (autrefois Tri-nations). Il a été sacré trois fois meilleur joueur mondial de l'année en 2005, 2012 et 2015.
- Le Néo-Zélandais Sonny Bill Williams est un joueur imprévisible, capable de faire une passe dans toutes les positions. Il a remporté deux fois la Coupe du monde en 2011 et 2015. Il est aussi joueur de rugby à XIII et de rugby à sept.

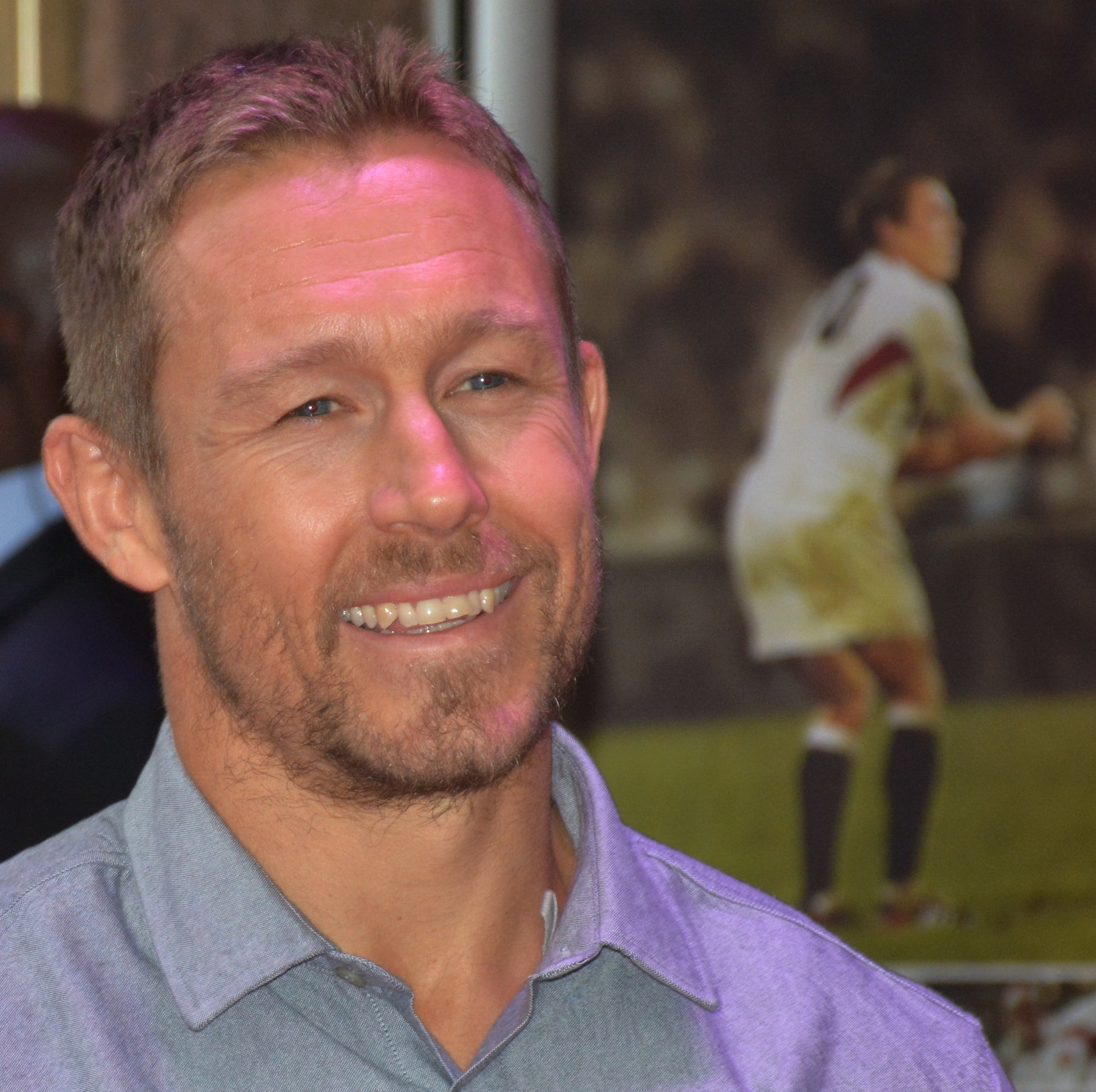
Jonny Wilkinson
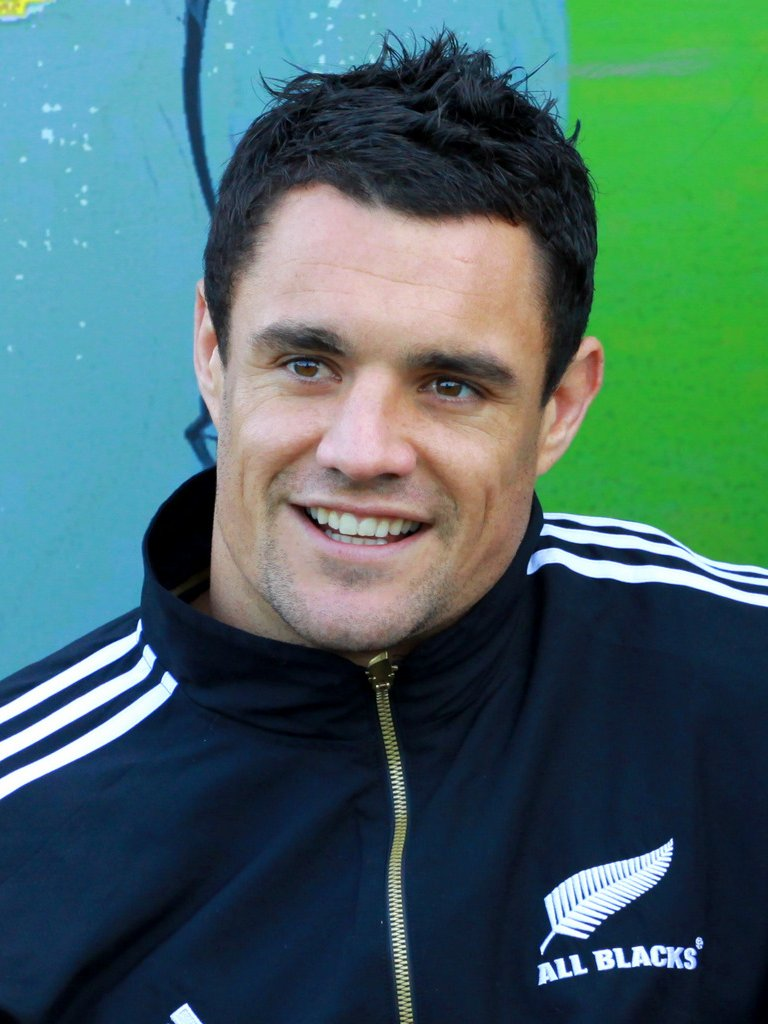
Dan Carter
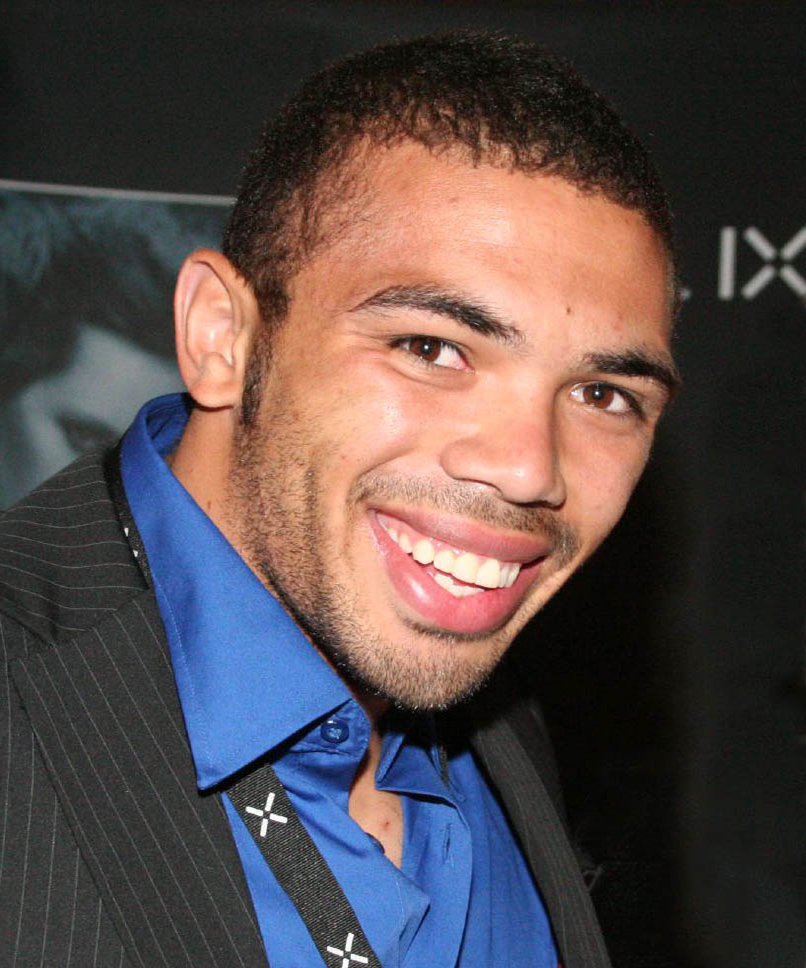
Bryan Habana
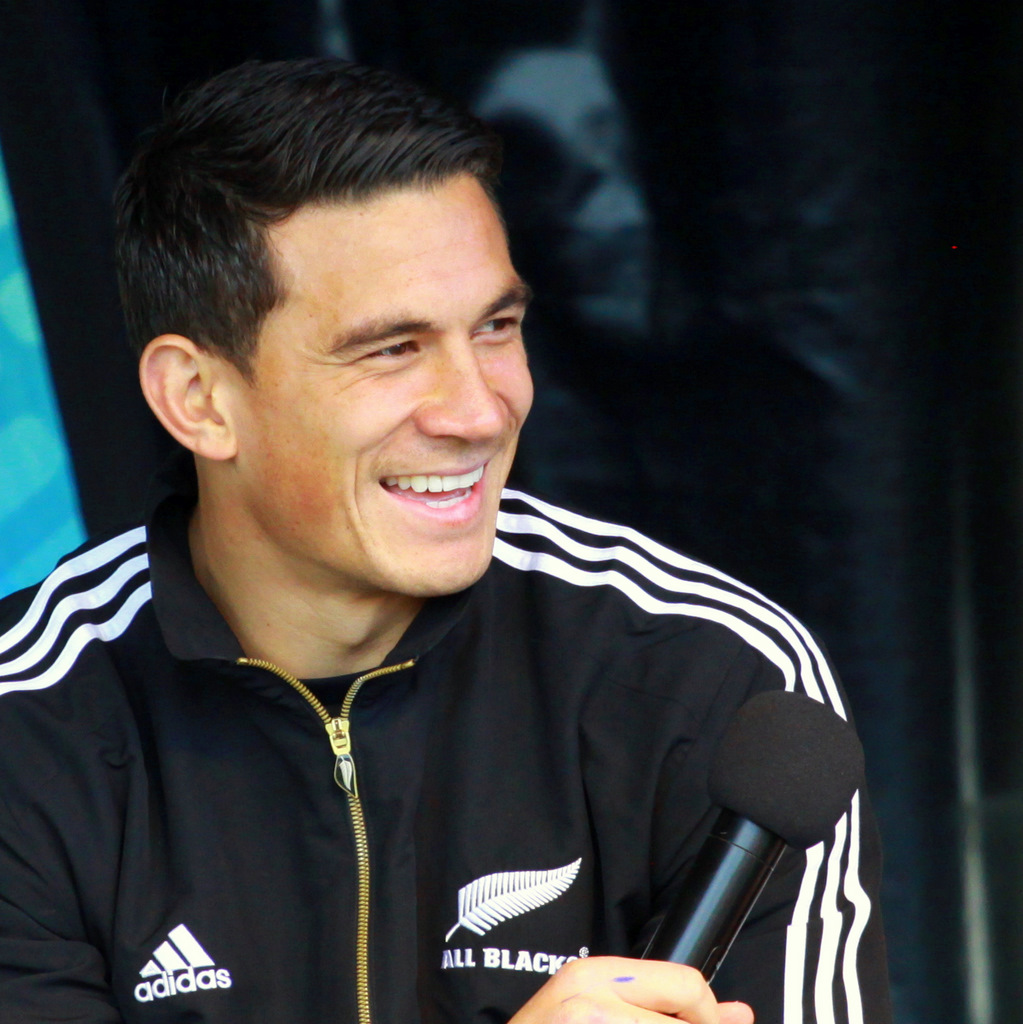
Sonny Bill Williams

### Statistiques et records

#### Statistiques et records globaux
Richie McCaw, joueur et capitaine des All Blacks entre 2001 et 2015, détient les records du joueur le plus capé et le plus de fois capitaine de son équipe nationale. En équipe de Nouvelle-Zélande, il a évolué aux côtés du meilleur marqueur, Dan Carter. Le record d'essais inscrits en sélection est détenu par l'ailier japonais, Daisuke Ohata.
| No | Joueur         | Période d'activité | Nombre de sélections |
| -- | -------------- | ------------------ | -------------------- |
| 1  | Alun Wyn Jones | 2006- 2023         | 158                  |
| 2  | Richie McCaw   | 2001-2015          | 148                  |
| 3  | Sam Whitelock  | 2010-              | 147                  |
| 4  | Sergio Parisse | 2002-2019          | 139                  |
| 5  | George Gregan  | 1994-2007          | 139                  |

| No | Joueur           | Période d'activité | Nombre de capitanats |
| -- | ---------------- | ------------------ | -------------------- |
| 1  | Richie McCaw     | 2001-2015          | 110                  |
| 2  | Sergio Parisse   | 2002-2019          | 94                   |
| 3  | John Smit        | 2000-2011          | 83                   |
| -  | Brian O'Driscoll | 1999-2014          | 83                   |
| 5  | Mihai Macovei    | 2006-              | 68                   |

| No | Joueur          | Période d'activité | Nombre de points |
| -- | --------------- | ------------------ | ---------------- |
| 1  | Dan Carter      | 2003-2015          | 1 598            |
| 2  | Jonny Wilkinson | 1998-2011          | 1 179            |
| 3  | Owen Farrell    | 2012-              | 1 125            |
| 4  | Ronan O'Gara    | 2000-2013          | 1 083            |
| 5  | Neil Jenkins    | 1991-2002          | 1 049            |

| No | Joueur           | Période d'activité | Nombre d'essais |
| -- | ---------------- | ------------------ | --------------- |
| 1  | Daisuke Ohata    | 1996-2006          | 69              |
| 2  | Bryan Habana     | 2004-2016          | 67              |
| 3  | David Campese    | 1982-1996          | 64              |
| 4  | Shane Williams   | 2000-2011          | 58              |
| 5  | Hirotoki Onozawa | 2001-2013          | 55              |

#### Statistiques et records par compétition
| Compétition             | Record          | Joueur                     | Nation                          | Nombre |
| ----------------------- | --------------- | -------------------------- | ------------------------------- | ------ |
| Coupe du monde          | Matchs disputés | Jason Leonard Richie McCaw | Angleterre Nouvelle-Zélande     | 22     |
| Coupe du monde          | Points marqués  | Jonny Wilkinson            | Angleterre                      | 277    |
| Coupe du monde          | Essais inscrits | Jonah Lomu Bryan Habana    | Nouvelle-Zélande Afrique du Sud | 15     |
| Tournoi des Six Nations | Matchs disputés | Sergio Parisse             | Italie                          | 69     |
| Tournoi des Six Nations | Points marqués  | Ronan O'Gara               | Irlande                         | 557    |
| Tournoi des Six Nations | Essais inscrits | Brian O'Driscoll           | Irlande                         | 26     |
| Rugby Championship      | Matchs disputés | Richie McCaw               | Nouvelle-Zélande                | 58     |
| Rugby Championship      | Points marqués  | Dan Carter                 | Nouvelle-Zélande                | 554    |
| Rugby Championship      | Essais inscrits | Bryan Habana               | Afrique du Sud                  | 21     |

#### Arbitrage
Côté arbitrage, le Gallois Nigel Owens et le Sud-Africain Jonathan Kaplan co-détiennent, au 30 mars 2016, le record de test matches arbitrés, qui est de soixante-dix.

#### Record du temps de jeu
Le match le plus long de l'histoire du rugby (toutes compétitions internationales confondues et hors prolongation) est celui entre la France et le pays de Galles qui s'est déroulé le 18 mars 2017 au Stade de France dans le cadre du Tournoi des Six Nations. L'arbitre britannique Wayne Barnes siffla la fin du match au temps d'horloge 99:55.

## Rugby à XV féminin
Cette section ne s'appuie pas, ou pas assez, sur des sources secondaires ou tertiaires indépendantes du sujet. Le texte peut contenir des analyses inexactes ou inédites de sources primaires.
Pour l'améliorer, ajoutez-en, ou placez des modèles {{Source secondaire souhaitée}} ou {{Source secondaire nécessaire}} sur les passages mal sourcés. (septembre 2023)
Le rugby à XV féminin suit exactement les mêmes règles que le rugby à XV pratiqué par les hommes. En revanche, il possède une histoire propre en raison des tentatives masculines pour exclure les femmes du jeu. Aujourd'hui, le rugby à XV féminin est loin, très loin, de posséder le même statut que son homologue masculin.
À la suite du renouveau du rugby à XV féminin qui débute dans les années 1980, cette discipline peut organiser des compétitions calquées sur le modèle masculin avec des championnats nationaux, des épreuves internationales régionales et mondiales d'équipes nationales. En Europe, ce mouvement est encadré par les fédérations nationales tandis qu'aux États-Unis, c'est le sport scolaire et universitaire qui rend possible cette évolution. Disposant d'une base de joueuses considérable de plusieurs milliers de pratiquantes, il est logique de voir émerger une équipe nationale américaine de premier plan qui remporte la première Coupe du monde en 1991 (non officielle). Il faut attendre la troisième Coupe du monde en 1998 pour qu'elle soit reconnue par l'International Rugby Board.
L'Europe et l'Australasie ne restent pas inactives, mais décident d'appliquer les mêmes schémas que ceux suivis par les pratiquants masculins. Les fédérations mettent ainsi en place des compétitions nationales dont le niveau s'élève progressivement, puis intègrent à leurs sélections nationales une composante féminine. L'Angleterre, vainqueur des Coupes du monde 1994 et 2014, championne d'Europe avec onze Grand Chelem en Tournoi des Six Nations, et plus encore la Nouvelle-Zélande, cinq fois championne du monde, dominent le rugby à XV féminin de cette dernière décennie. Le Canada en Amérique du Nord, ou la France en Europe, font bonne figure.
Au niveau des clubs, les championnats nationaux manquent de moyens et il n'existe pas de compétition supra-nationale comme le Super 14 ou la Coupe d'Europe.

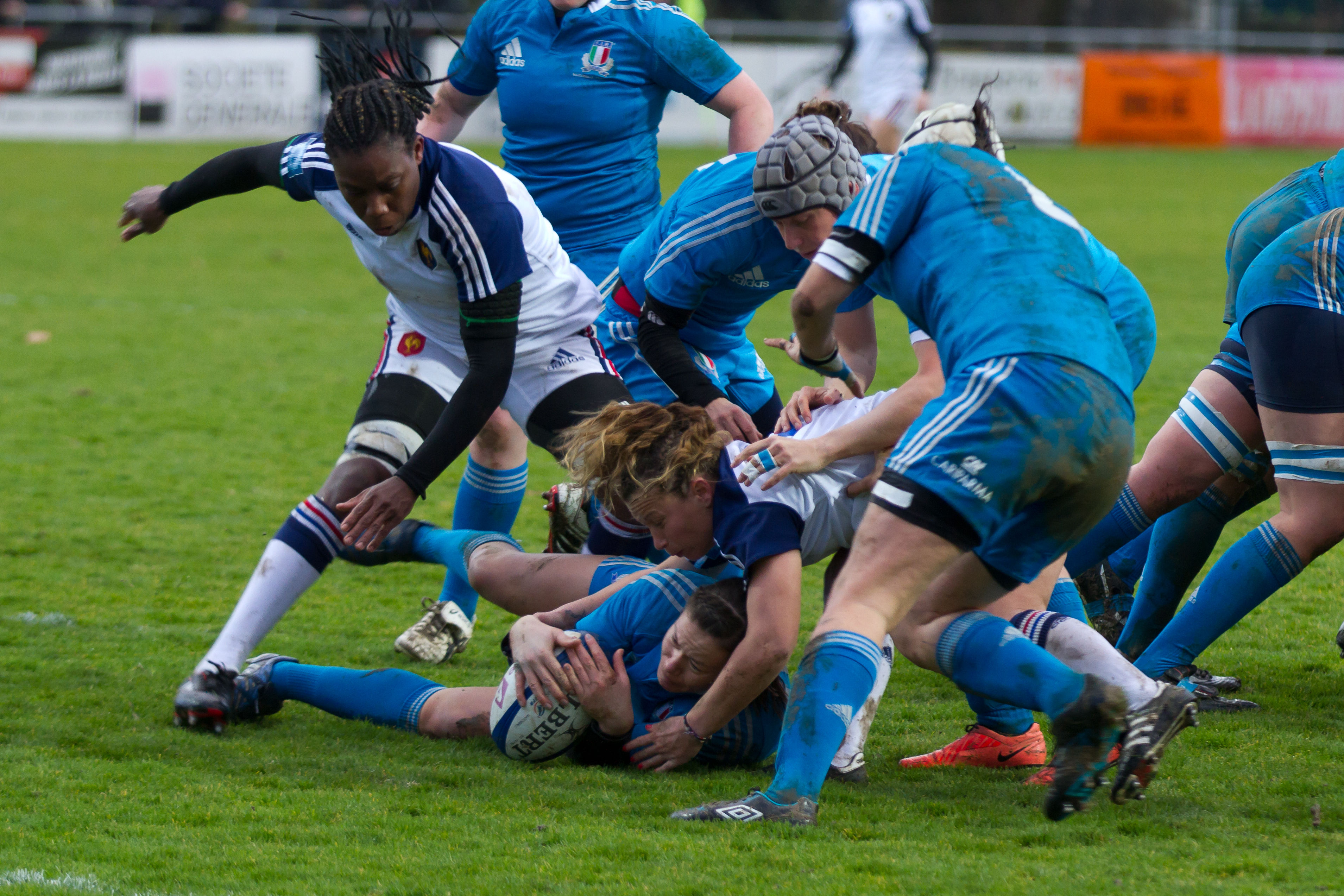
Tournoi des 6 nations, rugby à XV féminin.
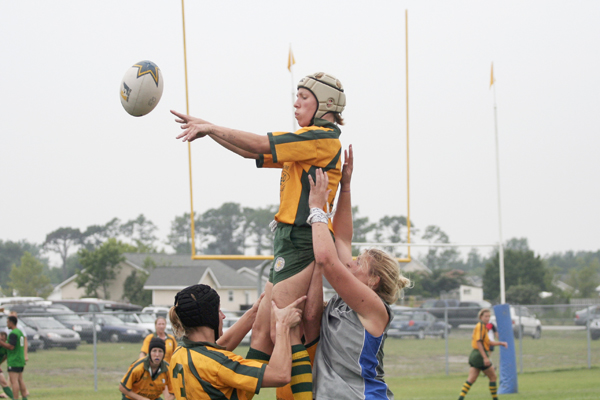
Rugby à sept féminin aux États-Unis, les Black Ferns.
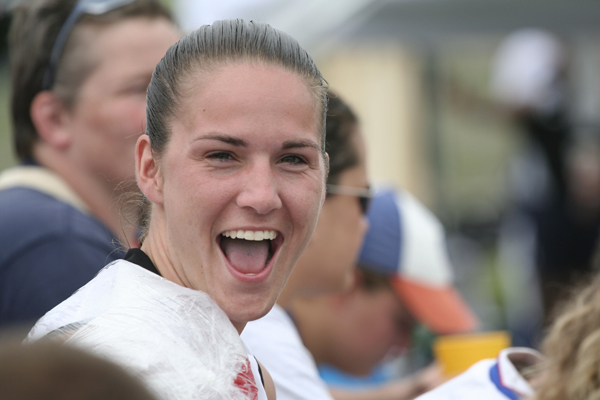
Caroline Duckworth
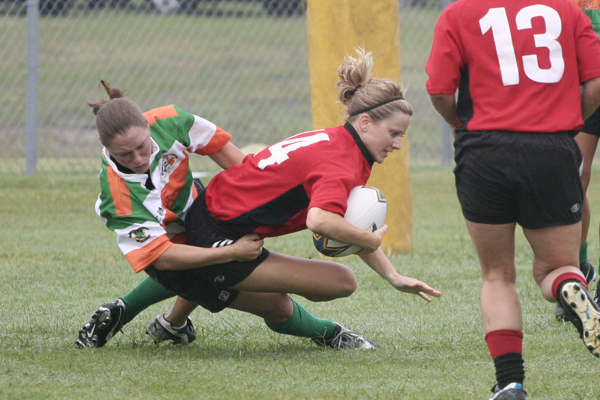
Tournoi de rugby à sept féminin aux États-Unis.

## Aspects socio-économiques

### Culture

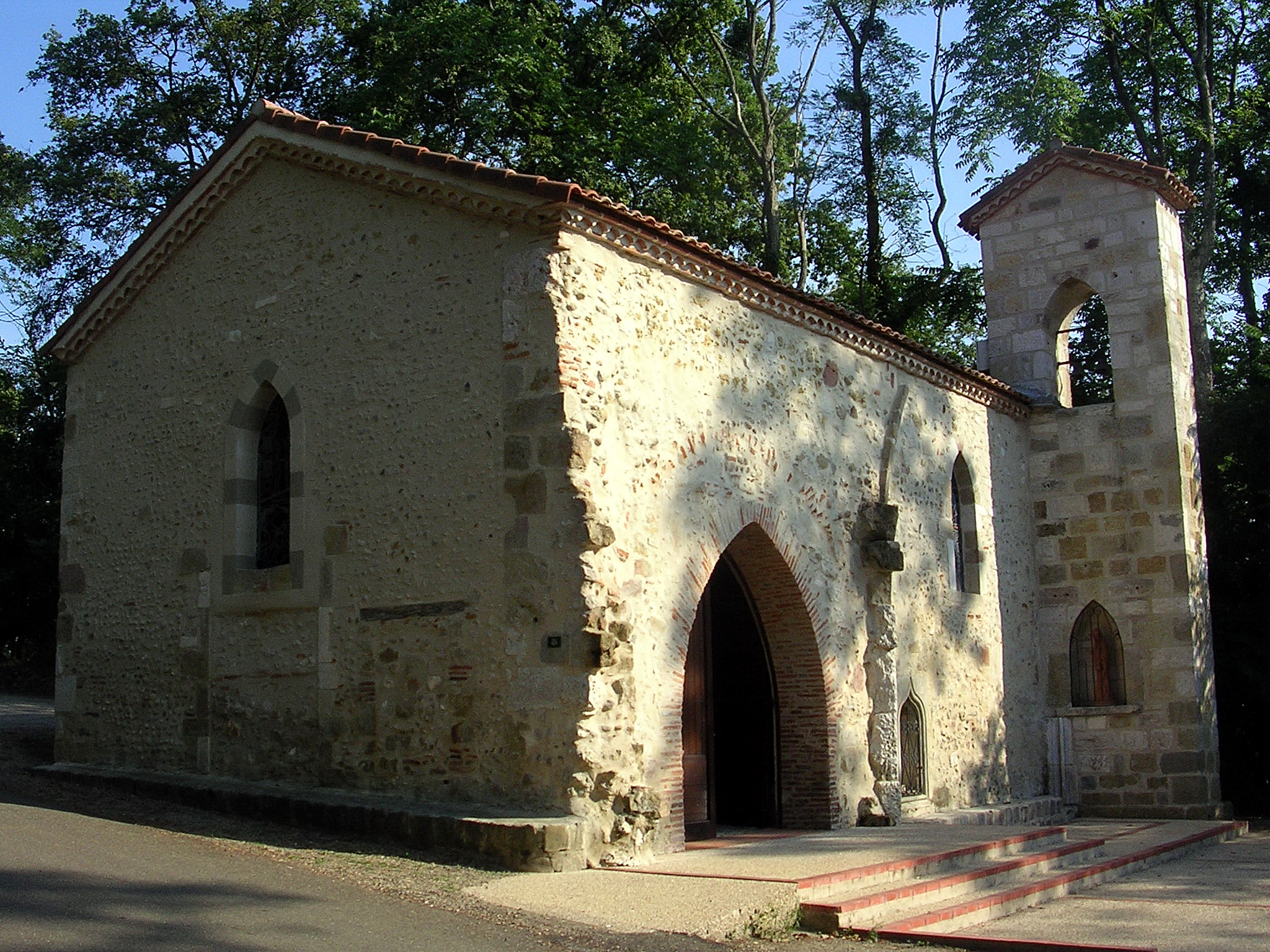
Chapelle Notre-Dame-du-Rugby.

Une chapelle située dans la commune de Larrivière-Saint-Savin dans les Landes, Notre-Dame-du-Rugby, est destinée au rugby. Construite en 1861 sur l'emplacement d'un ancien oratoire romain, cette chapelle partiellement détruite doit à l’abbé Devert son nouveau destin depuis 1969. Cette chapelle est jumelée avec une autre chapelle du rugby se situant dans le sanctuaire mariale de Rocamadour, nommée Notre-Dame-de-l'Ovalie. Le curé de Rocamadour, licencié au club du village, le père Ronan de Gouvello, inaugure la chapelle le 16 octobre 2011. À l'intérieur y sont exposés des maillots offerts pour la chapelle, avec notamment un maillot du C.A. Brive Corrèze, les maillots des équipes de Hollande et du Canada.
Comme de nombreux sports populaires, le rugby à XV possède une exposition culturelle et médiatique. Il est moins décliné dans la littérature, le cinéma, les jeux vidéo, que des sports tels que le football, le baseball. La culture rugbystique est cependant riche même si elle ne touche pas tous les pays de la planète, ou, pour un pays, toutes les régions (comme en France, en Australie, etc.).
Son implantation dans le monde des jeux vidéo est récente, le premier jeu vidéo de rugby à XV à connaître un succès relatif naît avec la première vedette planétaire du rugby à XV Jonah Lomu : Jonah Lomu Rugby. EA Sports a développé depuis plusieurs jeux. Avec l'arrivée d'Internet, le rugby voit le développement des ligues fantasy, très populaires en Amérique du Nord mais encore peu en Europe.

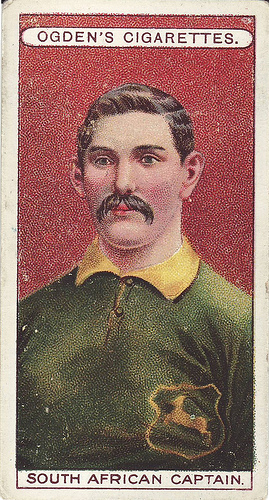
Carte de collection de Paul Roos.

Au cinéma, plusieurs films traitent de sujets divers sur fond de rugby (Le Placard, Allez France !…).
Le rugby à XV a aussi inspiré des artistes peintres issus du cubisme comme André Lhôte et Robert Delaunay et d'autres plus contemporains comme Victor Spahn.
La presse sportive européenne relègue généralement le rugby à XV à un plan inférieur (loin derrière le football par exemple), ce qui n'empêche la présence de journaux spécialisés dans le monde (Midi olympique, Rugby World Magazine, etc).
Le rugby à XV est aussi présent en musique. Entre la communication parisienne (le titre « I Will Survive » repris par le Stade français Paris), les hymnes des nations (Swing Low, Sweet Chariot, The Flower of Scotland), les traditionnelles interprétations de Michel Etcheverry, le rugby et la musique font bon ménage. Pierre Perret a une chanson dans son répertoire intitulée Vive le XV !. Les interprétations des chœurs gallois des années 1970 sont restées fameuses, comme le Vino Griego, l'hymne de la Peña Baiona (hymne des supporters de l'Aviron bayonnais). Sans parler des chansons interprétées lors des troisièmes mi-temps.
Le rugby à XV se décline aussi en livres et autres bande dessinées, parmi lesquelles on peut citer la BD française les Rubipèdes, séries de planches d'une page, avec des personnages truculents, fruits de l'imagination de Michel Iturria et... de la réalité. Les Rugbymen est une série récente de bande dessinée, dessinée par Poupard et scénarisée par Béka, racontant les péripéties du club de rugby de la ville fictive de Paillar, située dans le sud-ouest de la France. Quelques humoristes ont utilisé également le rugby à XV pour donner naissance à des sketches restés fameux. Le Duo des Non a connu son premier succès avec un sketch sur le rugby et le rugby est au centre de leur village favori. Les Guignols de l'info ont utilisé la gouaille de Bernard Laporte. Le journal Fluide Glacial n'est pas non en reste dans la causticité : il consacre au « Rudby, ce sport de tafioles joué par des gonzesses », un dossier spécial en 2015, dans son numéro 472 du mois de septembre.
L'étude historique du rugby à XV constitue un élément important de la culture du rugby.

### Philatélie
- La poste honore le rugby dès 1956, par un timbre de 50 f, lilas et violet, faisant partie d'une série de quatre timbres série sportive. Il porte le no YT 1074
- En 1976, il est évoqué sur un timbre de 2,20 f multicolore représentant la région Midi-Pyrénées portant le YT 1 866
- En 1982, nouvelle émission intitulée phase de jeu, en fait une touche, timbre de 1,60 f bleu foncé, rouge et olive portant le no YT 2236
- En 1999, à l'occasion de la coupe du monde de rugby 1999, la poste émet un bloc feuillet comportant 10 fois le même timbre de 3 f (0,46 euros). Le timbre qui représente une séance de plaquage présente la particularité d'être le premier timbre ovale. De plus, dans chaque feuillet, un timbre sur dix présente une variété. no YT 3280 pour le timbre et BF no 26 pour le feuillet.
- En 2007, c'est un timbre annonce pour la VIe coupe du monde en France d'une valeur de 0,54 euros. Il rend hommage à Roger Couderc : il s'intitule Allez les petits. Il porte le no YT 4032
- La même année, pour les mêmes motifs paraît un bloc feuillet de 10 timbres de 0,54 euros, tous différents. On y trouve la mêlée no 4063, puis l'attaque no 4064, l'essai no 4065, la touche (timbre ovale) no 4066, la transformation (timbre ovale) no 4067, la passe no 4068, le raffut no 4069, le haka no 4070, le plaquage no 4071, les supporters no 4072. Le bloc porte le no YT BF 110.
- Toujours en 2007, nouvelle innovation par la poste, sur un timbre auto adhésif de 3 euros, par un procédé lenticulaire, on y voit le passage animé du ballon entre les poteaux. n° YT 4080[80].

### Traditions et aspects festifs

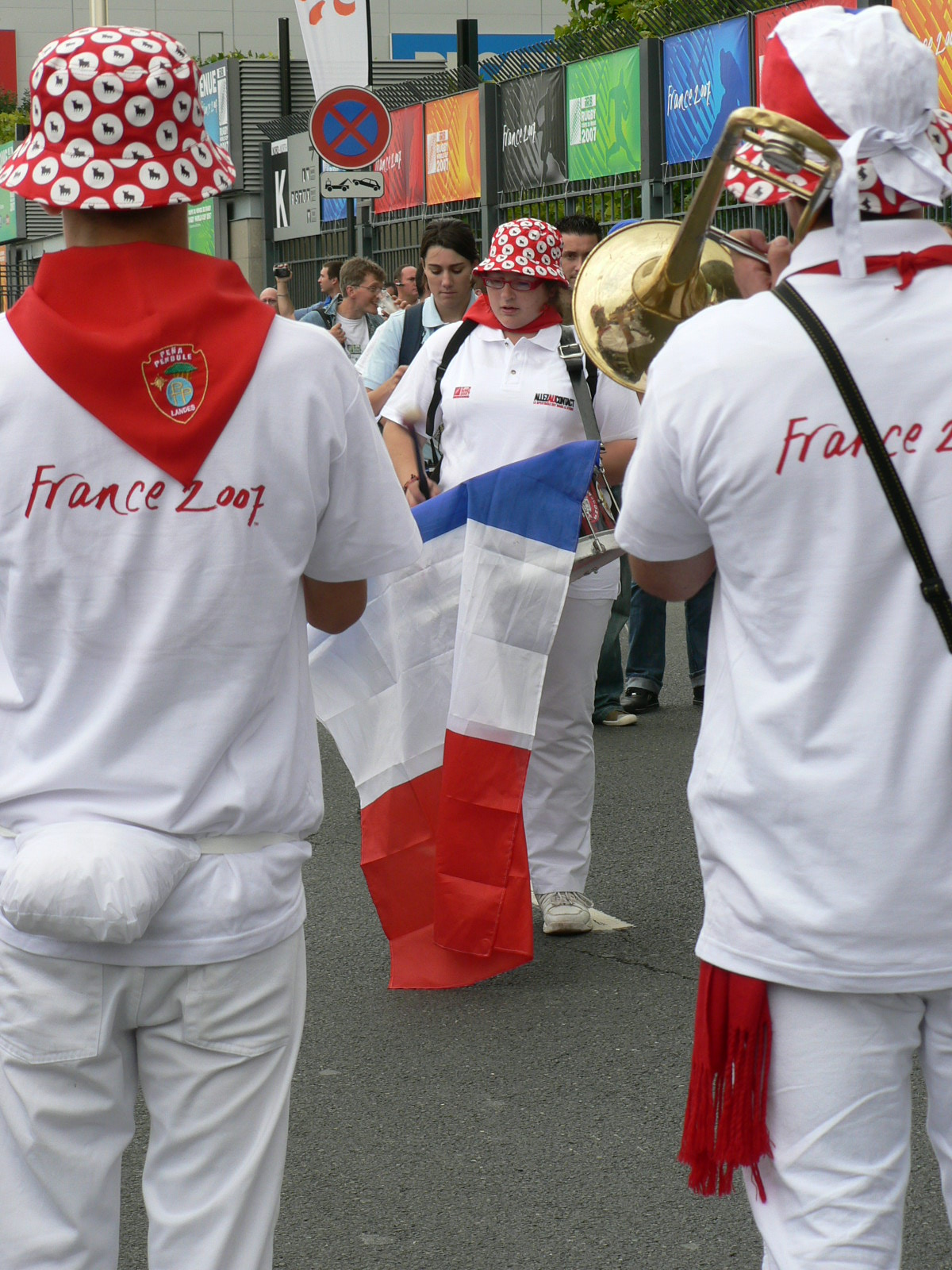
Passion bleu blanc rouge.
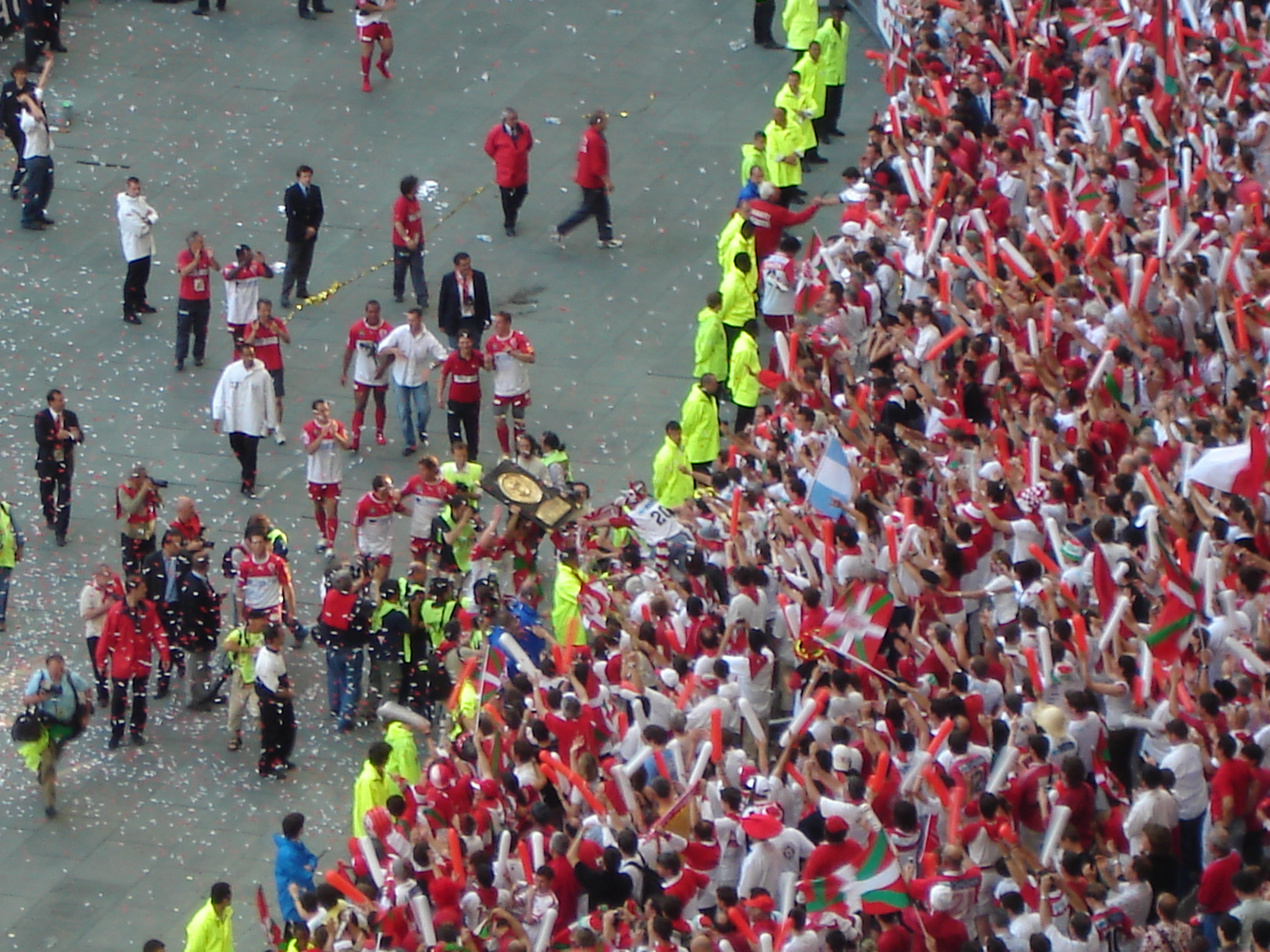
Passion basque.
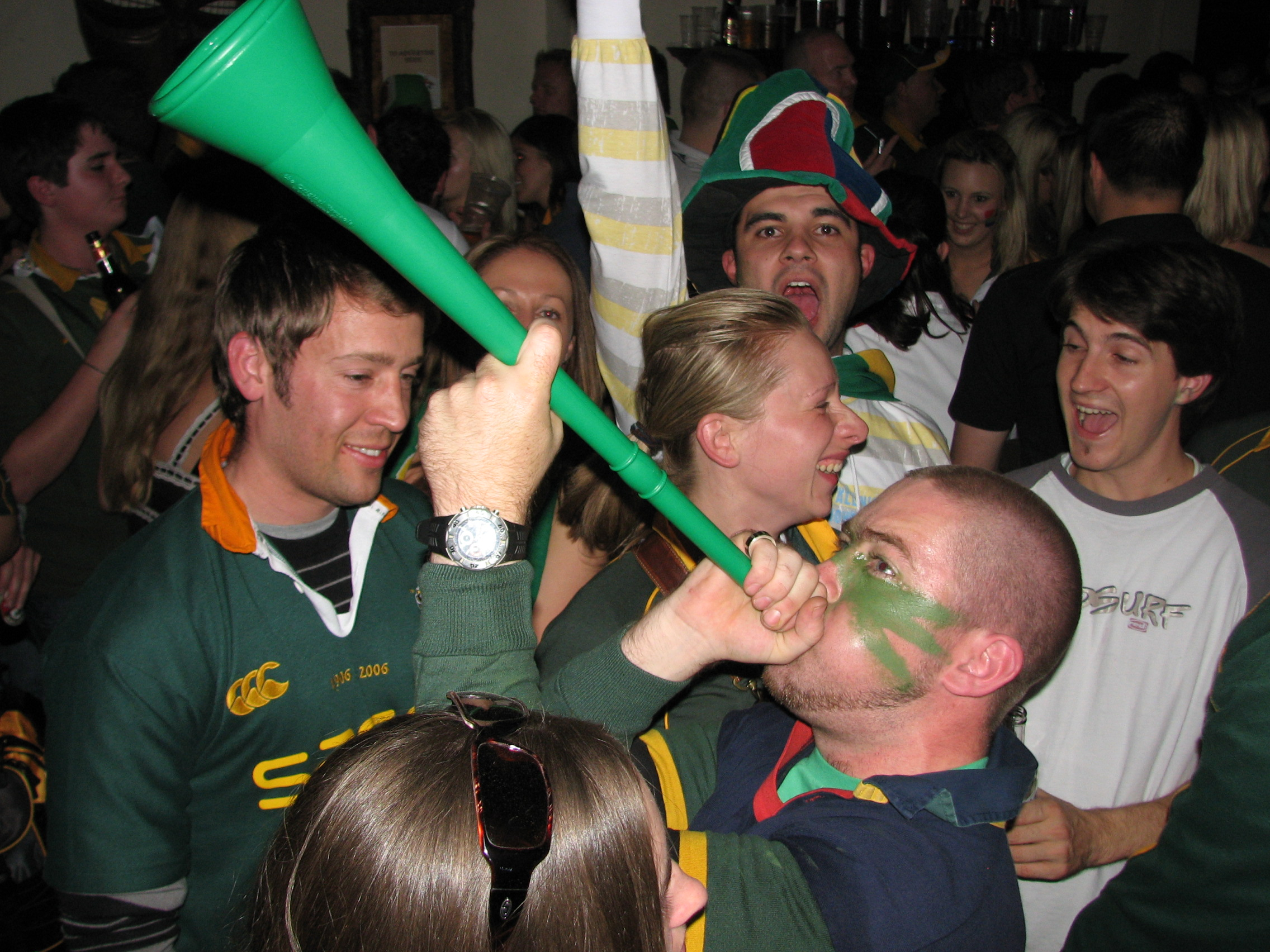
Passion sud-africaine.

Un vieux dicton anglais affirme : «Le football est un sport de gentlemen pratiqué par des voyous et le rugby et un sport de voyou pratiqué par des gentlemen.». Le dicton montre l'ironie du fait qu’un jeu physiquement dur et dangereux comme le rugby est joué par des « gentlemen » polis et bien éduqués, respectueux des arbitres, alors que le football, jeu censé être moins dur, est pratiqué dans un climat beaucoup plus violent (sur le terrain, entre joueurs, dans les relations avec les arbitres, comme parmi les supporters).
Malgré quelques difficultés passagères, les rencontres de rugby à XV sont restées un rendez-vous dans la bonne humeur pour ses cohortes de supporters. Le match du Tournoi ou de phase finale de championnat commence bien avant le coup d'envoi par le voyage des supporters qui les amène dans un des six pays participants ou dans la ville hôte de la rencontre. Le déplacement est effectué le plus souvent en groupe et en train, les supporters n'hésitant pas à faire de longs voyages pour assister aux matchs même s'il est retransmis en direct à la télévision.
Le match international entre nations commence traditionnellement par les hymnes nationaux qui sont repris en cœur par les supporters de chaque équipe, quel que soit le résultat, il se prolonge très tard le soir ou le lendemain dans les pubs ou les bistrots. Contrairement à ce qui se passe dans d'autres sports, les hymnes ne sont presque jamais sifflés. Il y eut cependant des sifflets dans les années 1970 et 1980 lorsque l'on tenta d'imposer God Save the Queen comme hymne gallois et écossais.
Pour les supporters qui n'ont pas la chance d'assister au match dans le stade, c'est aussi l'occasion de se rassembler entre amis à la maison ou dans un pub. Sans que ce soit par chauvinisme ou par excès de nationalisme, de nombreux supporters portent les couleurs de leur équipe, se peignent le visage ou chantent quelques chansons fétiches pour encourager leurs joueurs, par exemple le Swing Low, Sweet Chariot des Anglais,. Cette chanson est adoptée par les supporters anglais le 19 mars 1988 à l'occasion d'un match entre l'Angleterre et l'Irlande. Alors que les Anglais perdent 0 à 3 à la mi-temps, ils prennent l'avantage en deuxième mi-temps en marquant plusieurs essais, les supporters chantent spontanément Swing Low, Sweet Chariot après le troisième essai. C'est devenu depuis le chant d'encouragement des supporters anglais de rugby. De la même manière, les Français interprètent la Marseillaise pour encourager leur équipe, les Bleus.
Le phénomène d'hooliganisme, qui se manifeste à l'occasion de certaines compétitions de football, n'existe pas au rugby à XV, au contraire, les matchs permettent des rencontres conviviales entre supporters de nationalités ou de clubs différents.
La pratique rituelle de la troisième mi-temps par les supporters, mais aussi et surtout par les joueurs, est une véritable institution du rugby à XV, on dit qu'il n'y a pas de rugby sans troisième mi-temps. Les troisièmes mi-temps réunissent toujours les joueurs des deux équipes, certaines sont restées dans les annales. On ne concevrait pas une rencontre du Tournoi qui ne connaîtrait pas son apothéose dans un grand hôtel puis dans un cabaret. Depuis l’entrée en vigueur du professionnalisme, au milieu des années 1990, les joueurs sont cependant moins enclins à faire de tels écarts.
Le Tournoi des Six Nations, les phases finales de championnat, sont attendues chaque année avec intérêt. Comme le dit Marcel Rufo à propos du rugby en général, mais cela s'applique bien au Tournoi des Six Nations ou au Championnat de France : « le rugby nous permet de passer de beaux hivers avant de jouir du printemps et de cueillir le muguet au mois de mai ».

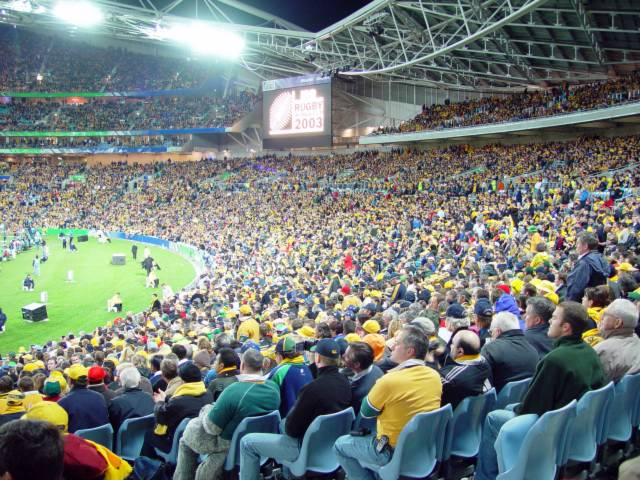
Le match d’ouverture de la Coupe du monde 2003 au ANZ Stadium, à Sydney, en Australie.
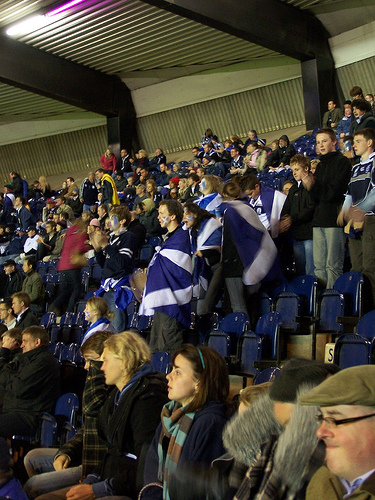
Supporters écossais au stade.
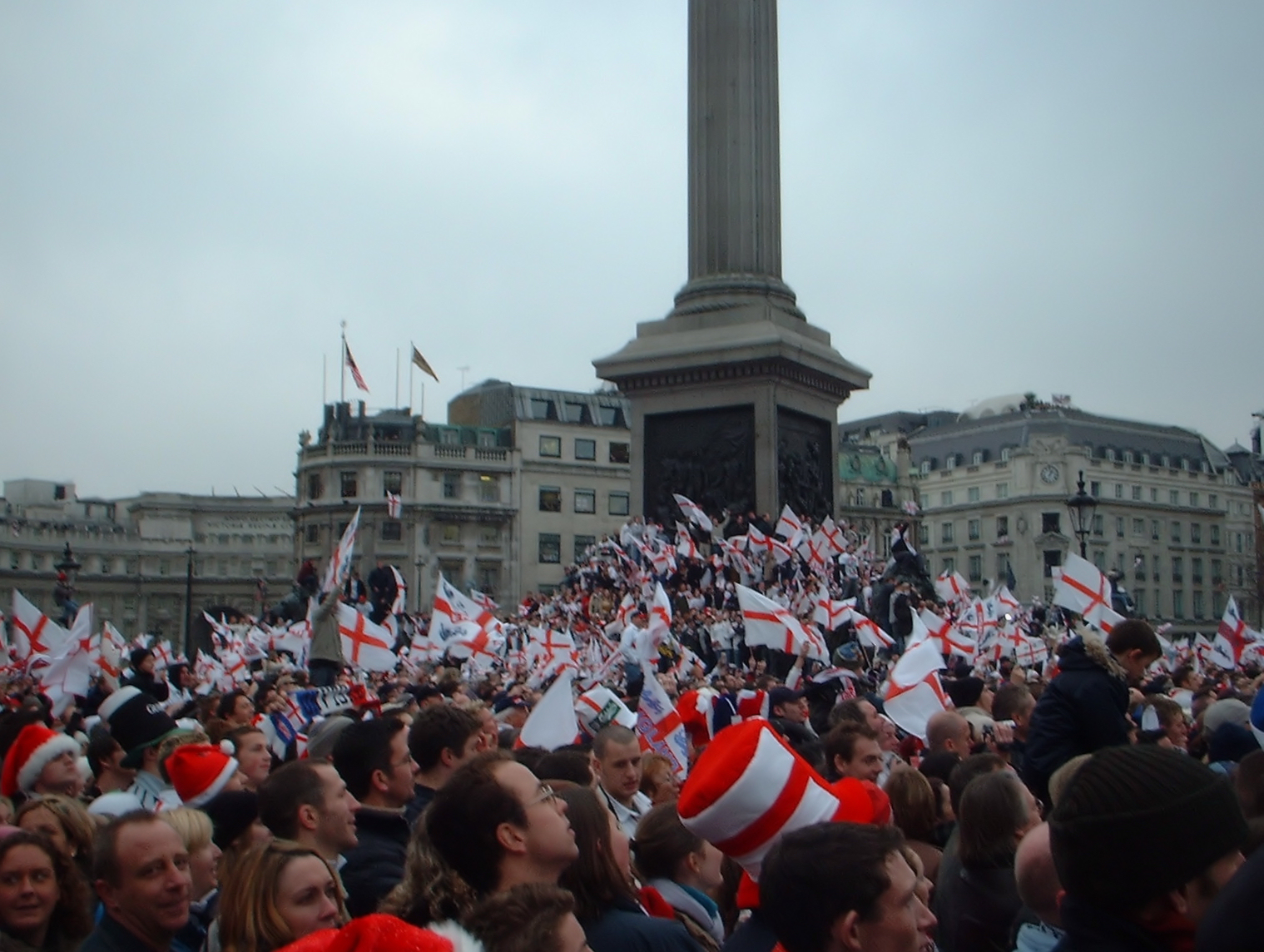
Célébration du titre mondial de 2003 par les supporters anglais.

### Blessures et traumatismes

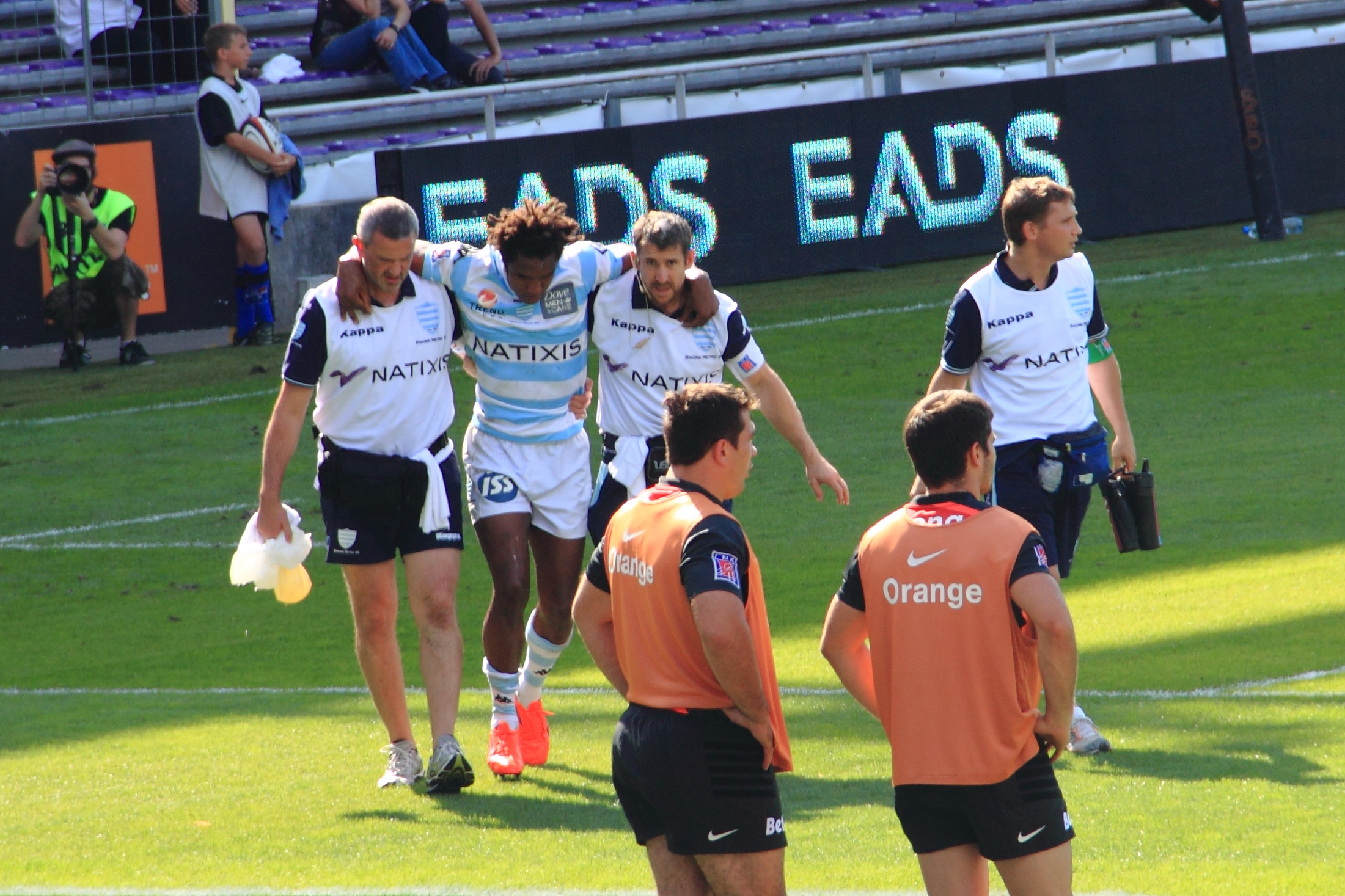
Benjamin Fall quitte le terrain, en 2011, pour une blessure à la cheville.

Le rugby est réputé pour être un sport violent, notamment depuis sa professionnalisation en 1995, où les profils des joueurs se sont particulièrement alourdis. Ainsi en 2016, des médecins anglais demandent par exemple à leur gouvernement l'interdiction des plaquages dans les écoles de rugby.

#### Traumatismes crâniens (ou commotions cérébrales)
Les commotions cérébrales sont fréquentes et de nombreux joueurs professionnels ont dû arrêter leur carrière en raison de traumatismes trop nombreux. C'est le cas par exemple de Rory Lamont ou encore de Shontayne Hape. En 2012, l'IRB met en place un « protocole commotion », c'est-à-dire une série de procédures permettant de prévenir le risque de traumatisme crânien chez les joueurs à la suite d'un choc. Parmi ces procédures, des tests de pré-saison sont mis en place pour établir « un bilan de référence » en cas de commotion lors d'un exercice. De plus, des procédures sont mises en place au cours des matchs en cas de suspicion de commotion; le joueur sort alors dix minutes du terrain et le médecin lui faire passer un questionnaire :
- Le HIA 1 (Head Injury Assessment en anglais) : questionnaire prévoyant des tests de mémoire, d'équilibre et de descriptions de symptômes, ayant pour objectif de confirmer ou non la commotion,
- Le HIA 2 : se déroule à l'issue du match, avec commotion confirmée ou non,
- Le HIA 3 : se déroule uniquement en cas de commotion avérée, 48 heures après le match.

Enfin, en cas de commotions à répétition, le joueur se doit de consulter un médecin spécialiste en neurologie avant de pouvoir rejouer. Le neurologue Jean-François Charmant déclare à propos des commotions cérébrales qu'il faut « s'inquiéter des commotions à répétition rapprochées dans le temps », plutôt que du « nombre total de commotions ».

#### Blessures fréquentes

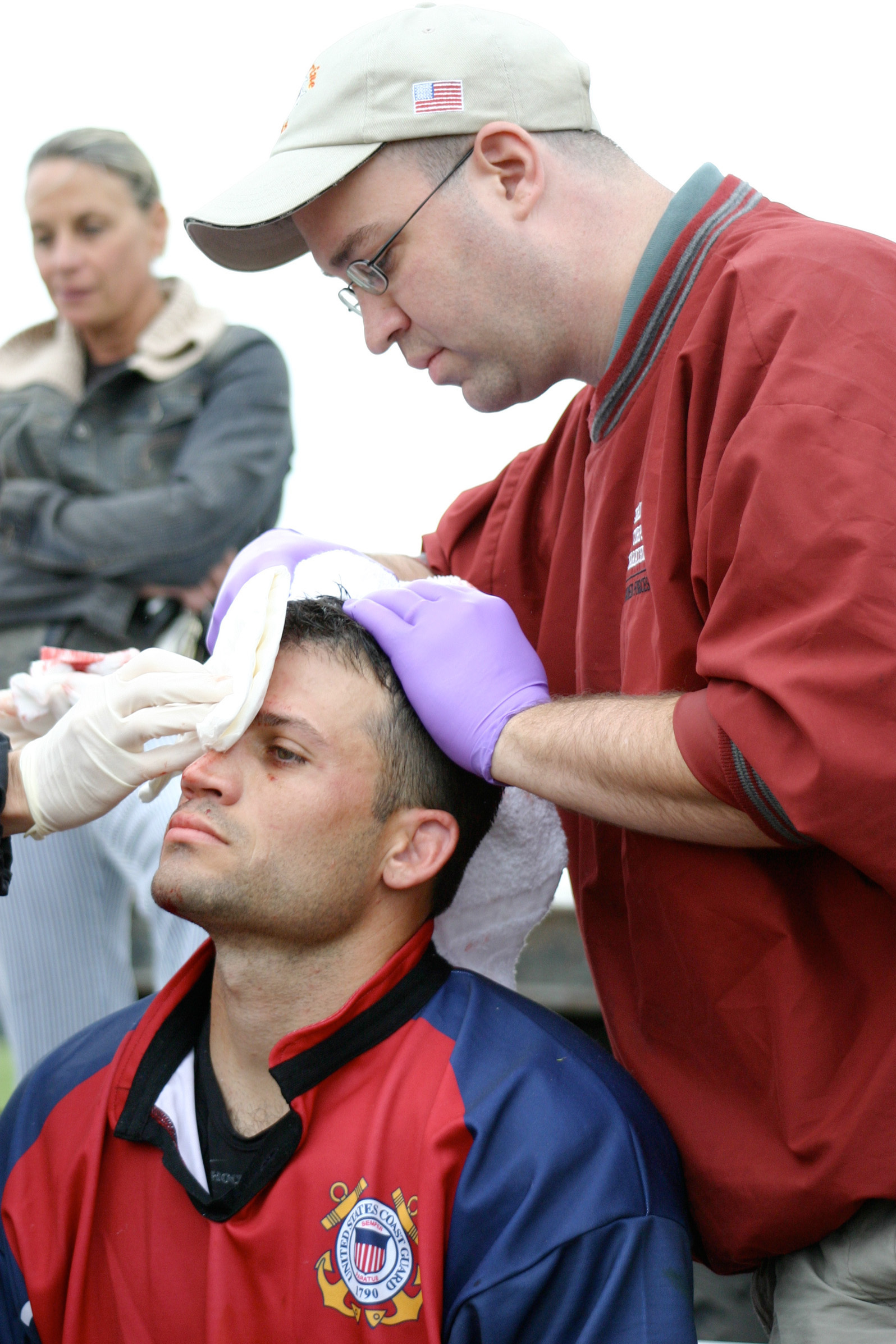
Un joueur de rugby est pris en charge pour une hémorragie au cours d'un match.

Les ruptures des ligaments, en particulier les ligaments croisés du genou, sont des blessures fréquentes chez les rugbymen, et les sportifs en général. À la différence des commotions cérébrales, les ruptures des ligaments croisés ne surviennent pas nécessairement à la suite d'un contact avec un joueur adverse, mais peuvent faire suite à une torsion trop importante du genou. Ainsi, une bonne condition physique des joueurs est importante pour éviter ce type de blessure. Ensuite, un rugbyman va subir une opération et une longue rééducation le temps de la cicatrisation du ligament qui va durer de six à douze  mois.
Les saignements sont réguliers en rugby à cause de la fréquence des chocs. Un joueur victime d'une hémorragie ne peut rester sur le terrain et l'équipe est autorisée à effectuer un remplacement temporaire de moins de quinze minutes afin de panser la plaie.

#### Critiques de la prise en charge médicale
Le joueur écossais Rory Lamont, qui a été contraint de mettre un terme à sa carrière prématurément à la suite de commotions cérébrales à répétition, parle en 2014 des limites du protocole commotion, « un test qu’on passe en début de saison, quand tout va bien. Et si j’ai un k.-o. pendant la saison, je ne serai pas autorisé à rejouer tant que je n’aurai pas atteint à nouveau ce score de base […] Ça incite à réaliser un petit score, et des joueurs le font, je le sais, ils en parlent ! ». Le médecin Alain Sauné, médecin urgentiste en Top 14, Pro D2 et Fédérale 3, et membre de la commission médicale du comité Midi-Pyrénées pour les sélections des moins de seize et dix-sept ans, déclare en 2016 au sujet du professionnalisme des services médicaux intervenant sur les terrains de rugby du Top 14 que « le rugby professionnel est une affaire de professionnels. Mais rien n’est fait par les commissions médicales LNR et FFR, parents pauvres, pour avoir le meilleur professionnalisme au bord du terrain. L’exemple typique concerne la commotion cérébrale. »

## Couverture audiovisuelle et aspects économiques

### Couverture audiovisuelle
Le Tournoi bénéficie d'une bonne couverture audiovisuelle, la plupart des matchs sont retransmis en direct ou en léger différé à la télévision et à la radio. Les retransmissions sont suivies par une large audience qui atteint 41 % de part de marché en France, soit plus de 6 millions de téléspectateurs, dans le cas de matchs phares tels que ceux qui opposent l'Angleterre à la France, (le fameux crunch).
La situation est similaire pour les nations britanniques, le nombre de téléspectateurs qui suivent le Tournoi est stable. Il est en moyenne de 5,3 millions de téléspectateurs pour les matchs de l'Angleterre retransmis par la BBC et peut atteindre potentiellement 7,5 millions,.
| Édition | Télévision (millions) | Stades (millions) |
| ------- | --------------------- | ----------------- |
| 1987    | 200                   | 0,6               |
| 1991    | 1 400                 | 1,0               |
| 1995    | 2 300                 | 1,1               |
| 1999    | 3 100                 | 1,7               |
| 2003    | 3 400                 | 1,8               |
| 2007    | 4 200                 | 2,3               |
| 2011    | 3 900                 | 1,5               |
| 2015    | 2 500                 |                   |

La retransmission du Super 14 est très bonne, comme celle du Rugby Championship.
La Coupe du monde de rugby à XV est un des événements les plus médiatiques, avec d'autres compétitions comme la Coupe du monde de football, les Jeux olympiques d’été et le Tour de France.
Les données ci-contre sont un indicateur de la popularité croissante de la compétition depuis 1987 jusqu'à aujourd'hui. Il est possible que la tendance se confirme lors de l'édition 2007 : la demande de billets d'entrée a en effet été très forte dès les premiers jours de mise en vente au public,.
La finale de l’édition 2003 a été retransmise dans 205 pays et territoires. Le nombre cumulé de téléspectateurs progresse d’une édition à l’autre, avec une très forte croissance sur les quatre premières éditions de 300 millions en 1987 à 2,67 milliards en 1995. Le rythme de croissance diminue jusqu'en 2003, qui attire 3,4 milliards de téléspectateurs.
L'audience de la Coupe du monde de rugby à XV depuis 1995 est certes très élevée mais reste un ordre de grandeur inférieure à celle des Jeux olympiques d'été de 2000 avec 30 milliards de téléspectateurs cumulés et de la Coupe du monde de football de 2002 avec 28,8 milliards.

### Aspects économiques
Les droits de télévision, le sponsoring et la vente de billets d'entrée aux matchs du Tournoi sont des sources de revenus importantes pour les fédérations de rugby. Dans le cas extrême de la fédération écossaise, le Tournoi fournit plus de 70 % de son financement et il est important pour cette fédération que les matchs soient disputés à guichets fermés,. Un match du Tournoi disputé dans le stade de Twickenham rapporte 4 à 5 millions d'euros à la fédération anglaise (RFU).
Les profits générés par le Tournoi sont partagés entre les fédérations nationales de rugby en plusieurs parts selon différents critères :
- une part répartie également entre les pays membres ;
- une part qui est fonction du nombre de clubs de chaque pays ;
- une part qui est fonction du classement des sélections.

Les droits de retransmission à la télévision française sont détenus par le service public depuis 2002, ils ont été renouvelés pour la période 2006-2009. Le montant total annuel des droits de France Télévisions consacré au rugby est estimé à 12 millions d'euros pour la période 2003-2006.
Plusieurs grands groupes industriels sponsorisent le rugby à XV et, en particulier, le Tournoi des Six Nations. Pour ces groupes, le rugby représente l'esprit d'équipe, la convivialité, la puissance… Autant de valeurs auxquelles ils souscrivent et souhaitent être attachés. Les sponsors bénéficient d'une excellente visibilité pendant la retransmission des matchs du Tournoi des Six Nations, la présence d'une marque sur les panneaux publicitaires qui entourent le terrain représente environ 1,6 million d'euros d'équivalent publicitaire.
Le public se déplace de loin et en masse. Aussi, les hôtels, les transports, les commerces profitent directement de l'organisation des matchs.

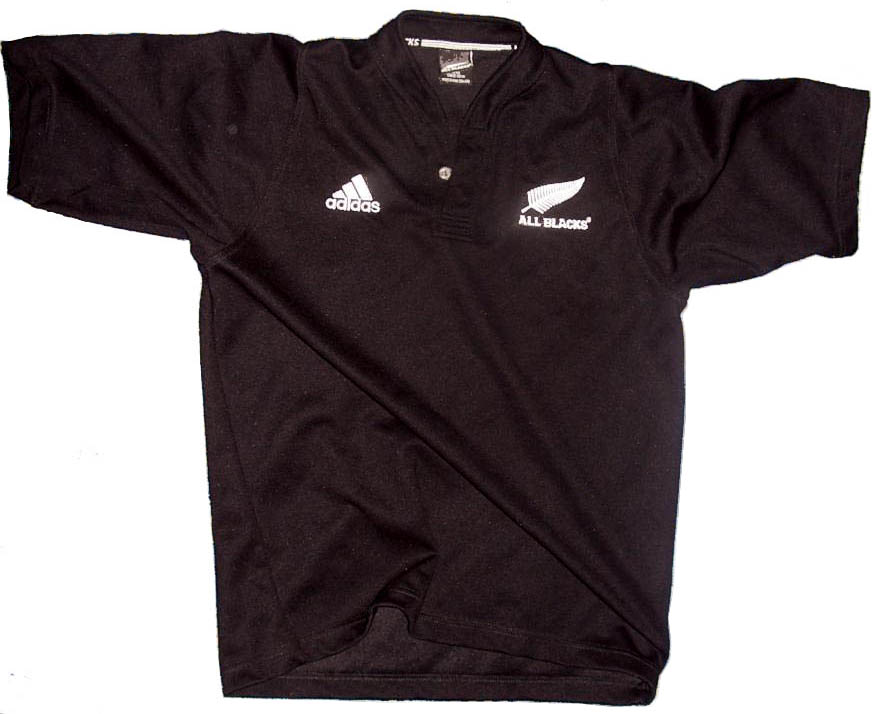
Le maillot 1999 des All Blacks.

La création de la Coupe du monde de rugby à XV, la création du SANZAR et la notoriété acquise par le Rugby Championship, la création de la Coupe d'Europe et du Super 14 ont attiré plus de sponsors dans le rugby à XV, ce qui a profité aux meilleurs joueurs qui ont pu avoir de meilleurs contrats.
Les droits de retransmission télévisuelle des championnats nationaux, du Tournoi des Six Nations, du Rugby Championship, de la Coupe d'Europe et la visualisation de marques sur les panneaux publicitaires dans les stades représentent des sources de revenu importantes pour l'IRB et chaque fédération nationale, s'ajoutant à la vente de maillots des équipes nationales. Le maillot des All Blacks est l'un des maillots de sport les plus connus au monde.
Plusieurs grands groupes industriels sponsorisent le rugby à XV. Pour ces groupes, le rugby représente l'esprit d'équipe, la convivialité, la solidarité, la puissance. Autant de valeurs auxquelles ils souscrivent et souhaitent être associés. Les sponsors bénéficient d'une excellente visibilité pendant la retransmission des matchs.

## Dérivés sportifs du rugby à XV

### La guerre des codes

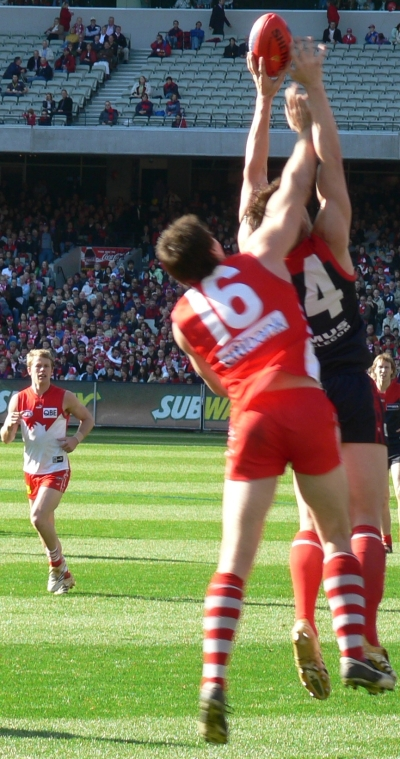
Une action de football australien. Comme tous les autres footballs (sauf au football association), cette version autorise l'usage des mains et les placages.

Les collèges britanniques du XIXe siècle pratiquent chacun un jeu de ballon dérivé de la soule. Chaque collège a ses propres règles et le jeu au pied et à la main est fréquent. Mais avec l'apparition du chemin de fer, les collèges cessent d'être isolés et des rencontres sportives se banalisent. Il faut dès lors s'entendre sur des règles communes. On voit ainsi, dans les premières rencontres, les matchs se dérouler selon la règle du collège qui reçoit. Mais très vite se fait sentir le besoin d'avoir des règles plus uniformes. S'ensuivent des querelles entre les partisans d'un jeu favorisant le pied (dribbling) et ceux qui veulent limiter ce jeu jugé trop violent (il faut se rendre compte que le jeu de l'époque diffère notablement de celui pratiqué aujourd'hui).
La Football Association, fédération anglaise de football fondée à Londres en 1863, prend à son compte le terme générique de football. Elle comprend, il est vrai, en son sein des clubs suivant des règles très différentes; le Blackheath RC, notamment, milite pour l'usage des mains et l'autorisation du placage. L'unification des règles menée par la FA, qui marque la période allant de 1863 à 1870 place Blackheath dans une position isolée. Le club londonien quitte alors la FA et part créer en 1871 la Rugby Football Union. Le nom de cette fédération est clair : fédération du football selon les règles dites de rugby. Ainsi, dès 1871, deux formes de football sont codifiées et disposent d’instances dirigeantes. Ces deux sports essaiment dans le monde entier et donnent naissance à des variantes américaine, australienne, gaélique ou canadienne. Débute alors un débat sur les noms à donner à ces différents sports. Cette année 1871 voit aussi l'Écosse et l'Angleterre s'affronter à Édimbourg, dans la première rencontre internationale officielle.
Progressivement, la RFU va adopter différentes règles pour améliorer le jeu, comme la suppression de certains coups dangereux, l'autorisation de la passe à la main en 1875, la diminution du nombre de joueurs de vingt à quinze en 1877.
Le rugby jusque-là réservé aux élites, gagne toutes les couches sociales. Dans les années 1880 se pose la question du professionnalisme, adopté en 1885 par le football, ce qui crée une scission au sein du rugby. Dès 1891, soit un an après la création de l'International Board, instance chargée de la gestion du jeu et de ses règles, les clubs du Nord réclament une aide pour rembourser aux ouvriers le temps de travail perdu à cause des matchs disputés le samedi, jour ouvré. Mais la RFU refuse. Après plusieurs tentatives, la Northern Rugby Football Union, d'abord copie professionnelle de la RFU, est créée le 27 août 1895.

### Descendants directs du rugby à XV
- 1882 : le football canadien se joue à 12 joueurs ;
- 1882 : le football américain se joue à 11 joueurs ;
- 1897 : le football australien se joue à 18 joueurs ;
- 1895-1906 :
  1. mi-1895 : scission au sein de la RFU avec la création de la Northern RFU : 15 joueurs et règles de la RFU mais dédommagement de ses joueurs pour seulement la perte de leur salaire en usine et frais ;
  2. mi-1906 : le Rugby à XIII : la Northern RFU recodifie son jeu en formant des équipes de 13 joueurs et en adoptant des règles spécifiques, joué par les « treizistes » et dénommé – depuis 1922 – « Rugby Football League » ou « rugby league » dans les pays anglophones.

### Autres variantes actuelles, descendants du rugby football
- le rugby avec sept joueurs par équipes :
  - Rugby à sept : dérivé du XV,
  - Rugby à VII : dérivé du XIII;
- Rugby à 10 : dérivé du XV;
- Rugby à 5 : dérivé du XV;
- Rugby X : dérivé du XV;
- le Rugby à IX : adapté du XIII;
  - l'Aussie rules nines : adapté du football australien;
- le Touch rugby : dérivé du XV ou du XIII;
  - le Touch football : dérivé du football américain ou du football australien;
- le Tag rugby : dérivé du XV ou du XIII;
- le RugbyHandy ou quadrugby (né au Canada en 1977);
- le Handi-rugby à XIII : dérivé du XIII;
- le Rugby flag : dérivé du football américain;
  - le Flag football : dérivé du football canadien ou du touch football américain;
- l'International Rules football : compromis pour les rencontres entre football australien et football gaélique;
- le Beach Rugby : dérivé du rugby à XV ou du XIII se jouant sur la plage. Se rapproche du VII.

### Sports historiques apparentés au rugby
- Il existe des jeux de balle en Grèce : pheninde, épiscyre et aporrhaxis (cf le passage de l'Odyssée où Ulysse espionne Nausicaa);
- L'haspartum est pratiqué par les légionnaires romains;
- Moyen Âge : à l'époque médiévale on trouve trace du jeu de la soule dans l'ouest de la France et de la barette dans le sud;
- Dans les îles britanniques on pratique divers jeux comme :
  - le hurling (« over the country » et « to goales ») en Cornouailles et en Irlande
  - le camp ball d'East Anglia
  - le knappam au pays de Galles
  - le ba'game des Borders[124]